# Arequipa
Arequipa es una ciudad peruana, capital tanto de la provincia como del departamento homónimos. Es la segunda ciudad más habitada del Perú, con una población proyectada de 1 195 700 habitantes para el año 2025. Desde el punto de vista político, es la sede oficial del Tribunal Constitucional y es conocida como la «Capital Jurídica del Perú».
Geográficamente situada en la región sur del país, Arequipa se extiende a lo largo de ambas riberas del río Chili, abarcando el denominado valle de Arequipa o valle del Chili. Este valle se encuentra resguardado al norte y al este por la cadena montañosa de los Andes, mientras que al sur y oeste está protegido por cadenas bajas de cerros costeños. La ciudad, como núcleo urbano, se extiende principalmente sobre 14 distritos, mientras que su área metropolitana incluye un total de 21 distritos conurbados.
El lugar donde se asienta la ciudad fue fundado el 15 de agosto de 1540. En aquel entonces, se le denominó «Villa Hermosa de Nuestra Señora de la Asunta de Arequipa». El 25 de septiembre de 1541, a través de una real cédula dictada por el monarca Carlos V, pasó a denominarse «Ciudad de Arequipa». Durante el periodo virreinal, adquirió importancia por su papel económico y por su fidelidad hacia la Monarquía Española.
Es la segunda ciudad más industrializada y con mayor actividad económica en Perú. La actividad económica del departamento de Arequipa para el año 2024 alcanzó un PIB nominal de S/ 31 458 millones, con un PBI per cápita de S/ 19 593, consolidándose como la segunda economía regional del país. Dado que la ciudad capital concentra la mayor parte de la actividad económica del departamento, esta cifra es el indicador macroeconómico más representativo de su dinamismo actual. Como referencia, un estudio del año 2015 estimó que el PIB específico de la ciudad era de 9,445 millones de dólares. Dentro de la actividad industrial, se incluyen los productos manufacturados, la producción textil de lana de camélido y la producción y comercialización de concentrados de cobre y molibdeno. La ciudad mantiene vínculos comerciales con Chile, Bolivia y Brasil. Está conectada por medio del ferrocarril del Sur con el puerto de Matarani y las ciudades de Cusco y Puno.
A inicios de la vida republicana del país, la ciudad asumió una gran importancia política y económica. Durante los siglos XIX y XX, representó un contrapeso al poder centralizado en Lima, funcionando como una «segunda capital». La ciudad ha sido foco de rebeliones populares, cívicas y democráticas, y de ella han surgido figuras relevantes en el campo de la política y la religión. Arequipa protagonizó más de siete levantamientos o revoluciones desde la independencia hasta 1850 y albergó la sede del gobierno del país en dos ocasiones. Durante el golpe de Estado de Salaverry, el presidente de la república Orbegoso instaló su gobierno en la ciudad desde el 13 de enero de 1835. El 31 de agosto de 1882, durante el conflicto armado con Chile, el presidente Lizardo Montero declaró a Arequipa capital del Perú y convocó un Congreso Nacional el 28 de abril de 1883.
En el año 2000, la Unesco reconoció las 332 hectáreas del casco histórico de Arequipa como «Patrimonio Cultural de la Humanidad». El patrimonio histórico y monumental que alberga, junto a sus espacios escénicos y culturales, la convierten en una ciudad receptora de turismo nacional e internacional. En dicha zona histórica, la arquitectura religiosa virreinal y republicana es producto de una mezcla de características españolas y autóctonas, las cuales dieron lugar a una escuela estilística arquitectónica propia denominada «Escuela Arequipeña», cuya influencia se extendió hasta Potosí.

## Etimología
Sobre el origen del nombre «Arequipa» existen varias hipótesis. Mientras algunas tienen bases históricas que se aproximan a la leyenda, otras se fundamentan en estudios geográficos, arqueológicos y lingüísticos.

### Hipótesis puquina
La ciudad, antes de la llegada de la población aimara, estaba densamente poblada por los puquinas, cuyo principal núcleo urbano fue Kasa-Patak, ubicado en la localidad de Tingo y descubierto el 16 de noviembre de 1942. Según la hipótesis puquina, gran parte de la toponimia de la región proviene de raíces de la lengua puquina, lo que sugiere que el nombre «Arequipa» podría tener un origen similar.
Los primeros habitantes nombraron «Are-quiapi» (en puquina) a la región dominada por los volcanes Misti y Chachani. A través de estudios de Bernardo Málaga, se observó que muchas palabras aimaras y quechuas derivan del puquina. Sobre las otras versiones, sostiene:

«Los nombres acomodativos de Ari-quepa que en lengua aymara significa “Detrás de la Cumbre” y el de Are-quepay, quechua, que se traduce “Sí, quedaos acá”, cuando en realidad no existía pueblo importante en la campiña arequipeña ni esta ofrecía el panorama espléndido que ahora le caracteriza, hay razones poderosas para afirmar que dichas etimologías, aymara y quechua, no corresponden a la realidad de los hechos constatados por la arqueología».
Leonidas Bernedo Málaga, La cultura Puquina 

### Leyendas
La leyenda más difundida describe que el inca Mayta Cápac permitió a sus súbditos asentarse en el valle del Chili al decirles «Ari qipay» o «Are quepay» (en quechua: «Sí, quedaos»). Esta versión fue registrada por el padre Calancha y traducida por J. Ignacio Gamio.

### Otras versiones
El padre Blas Valera, citado por Inca Garcilaso de la Vega, propuso que el nombre original proviene de un término aimara, «ari qquepan» o «are quepa». Esta versión sugiere que el nombre se refiere a un caracol marino usado como trompeta bélica.
El historiador Ernst Middendorf postuló que el nombre proviene del aimara «ari qhipaya» o «ariq qipa», que se traduce como «detrás del pico», en referencia al volcán Misti.

## Símbolos de la ciudad

### Bandera
La bandera de la ciudad presenta el escudo de la ciudad sobre un fondo carmesí. El color del estandarte, sin embargo, fue objeto de discusión entre historiadores en la década de 1940. En aquel entonces, diversas publicaciones científicas de historiadores propugnaron zanjar dicha controversia. Finalmente, los historiadores Francisco Mostajo y Víctor M. Barriga ratificaron el color carmesí del estandarte. La ratificación iba en contraposición al color azul, reconstruido por el historiador Víctor Benavente, y que coincidía con el color usado en las actividades deportivas por la ciudad.
El 2 de septiembre de 1940, Francisco Mostajo, mediante un oficio dirigido al alcalde de la ciudad, insistió en su posición acerca del color del estandarte. Basó sus afirmaciones en el «Acta de la jura del Rey Carlos III» del 11 de agosto de 1788. El 23 de septiembre del mismo año, el padre Víctor M. Barriga, a través del diario católico «El Deber», publicó un documento que contenía una descripción del estandarte real de Arequipa hallada en el «Acta de 3 de septiembre de 1789». Ambos documentos ratifican que el color del estandarte de la ciudad es carmesí y que su origen se remonta al estandarte de origen colonial.
El estandarte es descrito como se cita:

«Para la celebración de las fiestas reales de proclamación y jura del rey don Carlos IV, había mandado el Ilustre Cabildo hacer con anticipación un nuevo estandarte de terciopelo carmesí, con los escudos de Arreas Reales y de la Ciudad, guarnecido de sobrepuesto de oro, el cual estaba asido de una asta
primorosamente labrada, rematando ésta en una lengüeta de espolón, desde cuya garganta pendían dos cordones de seda carmesí con sus borlas, que hacían primoroso juego. Un dosel, paños de sitial, cojines y sobrebancas con flecos y rapacejos de oro».
Juramento, proclamación y fiestas populares que hicieron celebrar en esta ciudad el Intendente D. Antonio Álvarez y Jiménez y el Alférez Real D. Manuel Flores del Campo en homenaje al Rey Carlos IV, con motivo de su exaltación al trono de España

### Escudo

Escudo heráldico de la ciudad de Arequipa.

El escudo de armas de Arequipa presenta una figura central: un grifo que sostiene en su mano una bandera con la inscripción «Carlos V» o «Del rey». Este escudo fue otorgado a la ciudad el 25 de septiembre de 1541 mediante una Cédula Real emitida por el monarca Carlos V.
El tradicionalista peruano Ricardo Palma, en su libro Tradiciones Peruanas, ofrece una perspectiva sobre la disposición y significado de los elementos en el escudo. Basándose en un cronista con conocimientos de heráldica, Palma, en la tradición titulada «El ahijado de la providencia», hace referencia al cronista de la siguiente manera:

«Nada entendido en heráldica el demócrata que esto escribe, atiénese a la explicación que sobre tal alegoría da un cronista. Dice que la inscripción de la bandera expresa la posesión que el rey tomó de Arequipa y que al colocar aquélla, no bajo los pies, sino en la mano del grifo, quiso el monarca manifestar su aprecio por la ciudad, no pisándola como a vasalla, sino dándole la mano como a favorecida. Si hay quien lo explique mejor, que levante el dedo».
Ricardo Palma, Tradiciones Peruanas

### Himno
El himno de la ciudad es el denominado Himno del IV Centenario, cuya letra pertenece a Emilio Pardo del Valle y su música a Aurelio Díaz Espinoza. Ambos fueron los ganadores del concurso para la creación de la letra y música del himno de la ciudad. El concurso fue convocado por el cabildo de la ciudad en 1939, con motivo de las celebraciones del cuarto centenario de la fundación de la ciudad, y el premio fue otorgado en 1940. Desde entonces, el himno es entonado en todos los actos cívicos realizados en la ciudad.

## Historia

### Época preincaica
Hasta poco antes del surgimiento del Imperio incaico, existían en lo que hoy es la ciudad algunos conglomerados nómadas que vivían dedicados a actividades como la caza, la pesca y la recolección. Desarrollaron la domesticación de algunos animales, principalmente auquénidos, e iniciaron prácticas de sedentarización y agricultura. Con el tiempo, luego de procesos migratorios dentro de la región, se establecieron los primeros asentamientos, muchos de ellos con conexiones hasta el mar, dando origen a las primeras vías de comunicación, con lo que se incrementó la accesibilidad del territorio.
Durante esta época se construyeron canales de irrigación o acequias en el valle del río Chili, los que permitieron cultivar los llanos y las andenerías desarrolladas en los flancos de las laderas del río. Los yarabayas y los chimbas se establecieron en el asentamiento actual de la ciudad, que conjuntamente con las comunidades collaguas y cabanas desarrollaron una economía agraria en medio del desierto.

### Época incaica

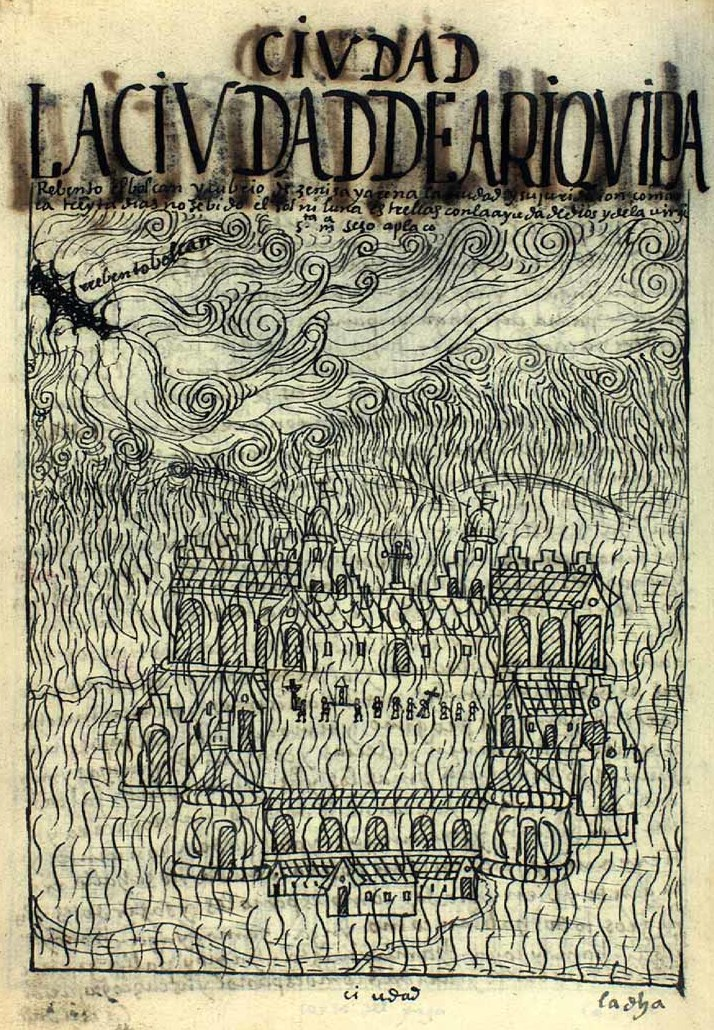
Arequipa en 1615, por Guamán Poma de Ayala.

Al llegar a la vega del río Chili, Mayta Cápac no fundó ninguna ciudad. En su lugar, estableció sus mitimaes —grupos de pobladores reubicados por el Imperio inca con fines administrativos y de control— para controlar, espiar y servir como fuerza fronteriza. Las crónicas de Pedro Cieza de León refutan la idea de que fuera Mayta Cápac quien expandió el dominio incaico en el valle de Arequipa, ya que este inca falleció antes de la conquista del Kuntisuyu. Fue su sucesor quien llevó a cabo estas expediciones. Sin embargo, este proceso enfrentó interrupciones debido a las amenazas de los chancas, que cercaron a Viracocha en su capital. En reacción, Inca Yupanqui asumió el liderazgo, tomando el título de Pachacútec, y tras vencer a los chancas, consolidó el dominio en diversas regiones, incluyendo el valle del Chili.
Existe una perspectiva alternativa, la garcilasista, que argumenta que los incas sí fundaron una ciudad en el valle. Esta idea fue popular entre historiadores de Arequipa en el XVIII y comienzos del XIX. Garcilaso de la Vega, por ejemplo, describe que Huayna Cápac llegó al valle del río Chili alrededor del año 1170, estableciendo varios asentamientos, entre los que se mencionan los caseríos o pueblos de Yanahuara, Cayma, Tiabaya, Paucarpata, Socabaya, Characato y Chiguata.
Finalmente, es relevante entender que la tarea de establecer mitimaes no equivalía a fundar un poblado, como se entendía en el contexto hispánico. En Arequipa, Mayta Cápac realizó acciones similares a las de Chuquisaca (actual Sucre en Bolivia): reemplazó a la población nativa con mitimaes.

### Época virreinal
Arequipa fue fundada el 15 de agosto de 1540 por don Juan de la Torre y Díaz-Chacón junto a uno de los tenientes del marqués Francisco Pizarro, don Garci Manuel de Carbajal, en el valle del río Chili como la «Villa de la Asunción de Nuestra Señora del Valle Hermoso de Arequipa», en un área ocupada por algunos poblados indígenas. Una vez llevada a cabo la fundación, se procedió a repartir los solares; para Pizarro, el Cabildo y la Orden de Santo Domingo se les asignó para cada uno un solar cuya extensión abarcaba toda una manzana, para los fundadores un solar de un cuarto de manzana, y para la Iglesia Mayor un solar de media manzana separada del resto de solares vecinos por el pasaje de la Catedral.
La ciudad en el momento de la fundación ya contaba con un cabildo establecido, debido a que la fundación de la villa se dio como consecuencia del traslado de la Villa Hermosa de Camaná, y cuyo nombre fue parcialmente conservado y sustituido por Villa Hermosa de Arequipa, hasta que Carlos V de Alemania y I de España elevó la villa a la categoría de ciudad por real cédula fechada en Fuensalida, el 22 de septiembre de 1541. Las gestiones del traslado estuvieron a cargo de Garci Manuel de Carbajal; a Juan de la Torre se le constituyó como la autoridad política para realizar la fundación de la nueva villa y, al designarse al nuevo regidor y alcalde, los cargos recayeron en don Juan de la Torre, mientras que don Garcí Manuel de Carbajal regresaría a la nueva capital de Los Reyes, constatando la fundación realizada ante el marqués.
El cabildo era el encargado de elegir las autoridades competentes, quienes asumían el cargo el primer día del año, nominando a los alcaldes, al procurador, al mayordomo de la ciudad, al fiel ejecutor, los tenedores de bienes de difuntos y al administrador del nosocomio visitador de botica. Este orden político se quebró en épocas de guerras civiles, debido a que la tarea de designación se realizaba por parte de los grupos rebeldes, beneficiando a sus adeptos. Desde 1553, por disposición del virrey Martín Enríquez de Almanza, se inició la aplicación del sistema de insaculación, y bajo este sistema se eligió un alcalde «de vecinos» y otro «de soldados», que posteriormente fueron sustituidos por el alcalde «de vecinos» y «de ciudadanos».
Por decreto de Felipe II de España, se asignó al contador, al tesorero y a los oficiales reales de la caja hacendaría la facultad de ser regidores simultáneamente. Esta decisión produjo duplicidad de competencias y discordias de poder. Para evitar los conflictos de competencias, se decidió que los cargos de alferazgo y regidores se venderían, convirtiéndose en perpetuos. Este sistema tuvo vigencia hasta el momento de la independencia del país.
La ciudad fue ganando relevancia y fue una de las ciudades del Virreinato del Perú que recibió numerosas distinciones. Entre las diferentes frases elogiosas encontradas en la literatura para con la ciudad, se encuentra una en la obra La Galatea del escritor español Miguel de Cervantes Saavedra, donde se menciona que el poeta español Diego Martínez de Rivera, al encontrarse en tierra arequipeña, hace referencia a la ciudad con la frase «En Arequipa, eterna primavera».
Entre las primeras obras públicas realizadas en la ciudad se listan la Iglesia Mayor, la casa del ayuntamiento, el puente sobre el río Chili y el monasterio de Nuestra Señora de Gracia. En 1609, por solicitud elevada al papa Paulo V el 20 de julio de 1609, accedió en Bula y el 6 de enero de 1612 autorizó la demarcación del obispado de Arequipa. El monarca Felipe III encomendó esta misión al virrey Juan de Mendoza y Luna.
Un aspecto que diferenció a Arequipa de otras localidades del Perú, y de Lima en especial, fue la explícita adhesión pública de las clases gobernantes y cabezas de familias de la ciudad a la Corona Española durante los siglos XVI y XVII. En el XVIII, al producirse los diferentes movimientos y rebeliones indígenas y mestizas, Arequipa conservó un equilibrio político y un seguimiento de las directrices provenientes de los reyes de España, fenómeno denominado «fidelismo», que tuvo como defensores a Francisco de Paula Quiroz, Mariano de Rivero, Nicólas Fernández y José Miguel de Lastarria. En el levantamiento de Túpac Amaru II, la ciudad se enfrentó con una columna de tropas que armó a su costa y ayudó a destruir el asedio de la ciudad de La Paz, lo que le valió el calificativo de «Provincia Restauradora de las del Collao». Por estos servicios, el rey Carlos IV expidió una Real Cédula en la ciudad de San Lorenzo el 5 de diciembre de 1805, en la que ordenó que se la llamara e intitulara «Fidelísima».
A través de una Real Cédula expedida en Madrid, el 16 de noviembre de 1818, se concedió a la ciudad el tratamiento de «Excelentísima» a su cabildo. Dicha distinción fue concedida en atención a los informes presentados por don Hipólito Unanue, diputado de la provincia de Arequipa, y por el Ayuntamiento de dicha ciudad, sobre la participación de Arequipa en defensa de la causa Real cuando se produjo el levantamiento de la ciudad de La Paz en 1809.

### Independencia
Durante el proceso de la independencia, la situación de Arequipa se vio influida por factores particulares en el contexto de la guerra civil que se vivió en la mayoría de las provincias peruanas. Su geografía y ubicación, por ejemplo, tuvieron un papel determinante cuando las tropas rebeldes de Pumacahua entraron a la ciudad. A pesar de un breve periodo de euforia, estas fuerzas no permanecieron mucho tiempo, y el poder virreinal se mantuvo hasta la batalla de Ayacucho. Este hecho refleja la complejidad de la guerra civil en la región.
A diferencia de otras ciudades del Perú, especialmente Lima, Arequipa se caracterizó por su lealtad pública hacia la Corona española, siguiendo de cerca las directrices de los monarcas españoles. Este fenómeno, denominado «fidelismo», encontró defensores como Francisco de Paula Quiroz y Mariano de Rivero, entre otros. Dicha devoción llevó a que, en 1805, la ciudad recibiera el título de «Fidelísima» por Cédula Real. Arequipa, desde su fundación española y durante tres siglos, mantuvo una población predominantemente de origen español. Esta demografía, leal a España, fortaleció el fidelismo. Tal lealtad se vio reforzada por la estructura social dominada por españoles y respaldada por la alta sociedad. Adicionalmente, la ubicación geográfica de Arequipa la protegió de corrientes o movimientos libertarios y la distanció de los grandes núcleos indígenas.
Durante este periodo, las autoridades virreinales adoptaron una postura tolerante frente a las tendencias librepensadoras de los arequipeños. Una manifestación de esta actitud fue la creación de la Academia Lauretana Ciencias y Artes el 10 de diciembre de 1821. Dirigida por Evaristo Tadeo Gómez Sánchez, la Academia no solo fue un centro de pensamiento libre, sino que también introdujo la primera imprenta del departamento. Poco después de su fundación, miembros prominentes como Francisco Xavier de Luna Pizarro, Aparicio Gómez Sánchez y otros, expresaron abiertamente su apoyo a la causa emancipadora.
En relación con la declaración de independencia, existe un debate entre historiadores. Mientras algunos sostienen que la primera acta se firmó en Supe o en Ica, la mayoría coincide en que fue el cabildo de Supe quien lo hizo en abril de 1820. El historiador Agustín de la Puente reflexiona sobre este período, observando una paradoja:

«Mientras que en el sur, donde comenzaron las revoluciones precursoras con Túpac Amaru, permanecía bajo dominio real, el norte, con menos movimientos revolucionarios previos, se independizó antes. Un fenómeno histórico curioso».
José Agustín de la Puente.

En los años de la Guerra de Independencia en América del Sur, la ciudad de Arequipa se convirtió en un escenario crucial en la lucha por la autonomía. El brigadier general Juan Bautista de Lavalle y Sagasosa lideraba la región en lo civil y militar, mientras que monseñor José Sebastián de Goyeneche y Barreda guiaba el aspecto eclesiástico, representando columnas del realismo español en la ciudad.
La historia toma un giro determinante con la Capitulación de Ayacucho, firmada por el virrey José de la Serna. Este evento, sin embargo, encontró un eco diferente en las autoridades de la Audiencia del Cusco, que desconocieron sus términos. En este contexto, emerge una figura clave: Pío Tristán y Moscoso, designado nuevo virrey del Perú en Arequipa.
Pío Tristán, nacido en 1773 en la misma ciudad que ahora gobernaba, había tenido una trayectoria militar con lealtades cambiantes. Desde acompañar a su padre en la campaña contra Túpac Amaru hasta participar en la batalla de Rosellón en el ejército español, su carrera estuvo llena de giros. Su papel se destacó en la pacificación del Alto Perú y en enfrentamientos con el ejército patriota argentino.
Sin embargo, tras la Capitulación de Ayacucho, Pío Tristán cambió su postura. A pesar de sus ascensos y servicios al ejército realista, optó por desligarse del poder español. Desde la ciudad de Arequipa, emitió una proclama reconociendo el nuevo sistema de gobierno del Perú. La Capitulación de Ayacucho, enviada por el mariscal Sucre, llegó a Arequipa el 23 de diciembre de 1824. La Municipalidad de Arequipa, tras analizar su contenido, declaró su adhesión a la victoria de Ayacucho, reconociendo así la independencia del Perú. José Gonzales Vigil, el 2 de enero de 1825, entregó la comunicación de Sucre a la Municipalidad de Arequipa, que respondió con un acuerdo el 30 de diciembre, declarando su adhesión a la victoria y reconociendo el nuevo sistema de gobierno. La región se identificaba con la independencia.
El general Francisco de Paula Otero, designado como la máxima autoridad de Arequipa en el nuevo sistema político, llegó a la ciudad el 12 de enero de 1825. Su llegada fue recibida con entusiasmo, y el 6 de febrero de 1825 se llevó a cabo una Sesión Solemne. Autoridades civiles, eclesiásticas y militares prestaron juramento a la independencia en un acto que selló oficialmente la incorporación de Arequipa a la República del Perú.

### Época republicana

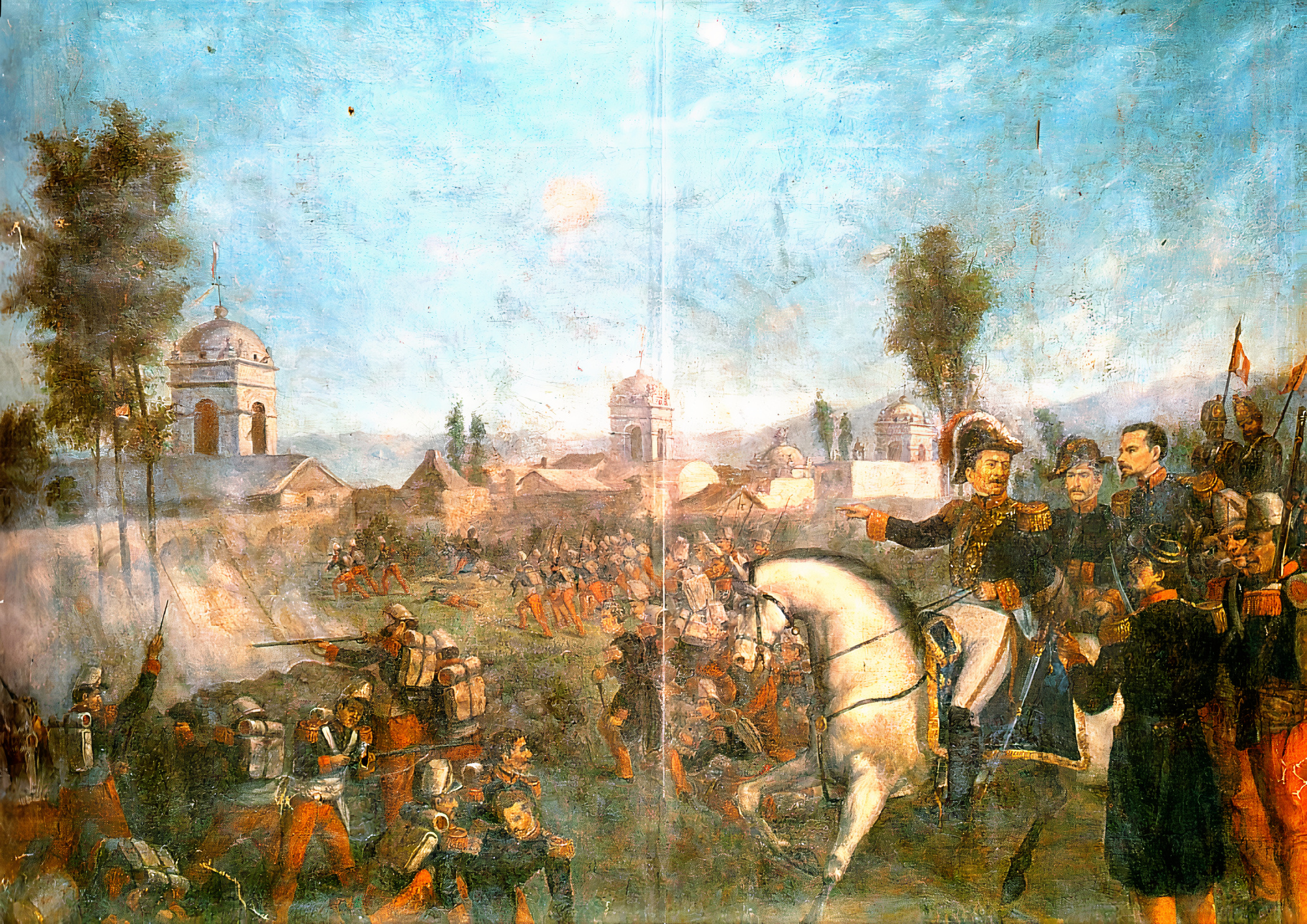
Toma de Arequipa, 1856. El mariscal Ramón Castilla ingresa a Arequipa para recuperar el control de la ciudad de manos de los ejércitos del general Vivanco.

Tras proclamarse la independencia, el área de la Intendencia de Arequipa se estableció como departamento mediante un decreto del 26 de mayo de 1822. Durante el congreso de 1826 y la Constituyente de 1827, el arequipeño y lauretano Javier de Luna Pizarro asumió la presidencia. Bajo el mandato de Bolívar, Arequipa se consolidó como un opositor a las tendencias dictatoriales del Libertador después de su triunfo en la batalla de Ayacucho. Arequipeños como Domingo Tristán, Benito Lazo y Gualberto Valdivia se manifestaron abiertamente en contra de la constitución vitalicia bolivariana. Fue en este periodo que la Academia Lauretana impulsó la creación del Colegio Nacional de la Independencia Americana y la Universidad Nacional de San Agustín en 1827.
En 1835, el general Orbegoso trasladó su administración de Lima a Arequipa buscando el apoyo del presidente boliviano Andrés de Santa Cruz frente a Gamarra y Salaverry. Las confrontaciones claves entre Salaverry y las fuerzas de la Confederación se llevaron a cabo en la batalla de Uchumayo y la batalla de Socabaya en febrero de 1836, con victorias para Salaverry y Santa Cruz, respectivamente. Posteriormente, el 18 de febrero, Salaverry y sus colaboradores más cercanos fueron ejecutados en la plaza de Armas.
Durante la era republicana, un decreto del general Orbegoso renombró al departamento y su capital como «Departamento de la Ley» y «Heroica ciudad de los libres de Arequipa», respectivamente. El traslado del gobierno de Orbegoso a Arequipa en enero de 1835 provocó que Felipe Santiago Salaverry se autoproclamara Jefe Supremo, aludiendo a una nación sin líder debido a la ausencia de Orbegoso de la capital. Con la insurrección de Salaverry en Lima, Orbegoso, desde Arequipa, tuvo que centralizar su gobierno en la ciudad, siendo la única que reconocía su liderazgo presidencial.
En respuesta a la Confederación, Chile envió una expedición militar en 1837, que arribó a Arequipa bajo el mando de Manuel Blanco Encalada. Antes del conflicto, se firmó un tratado de paz que Chile no ratificó, enviando una nueva expedición en 1838, liderada por el general Bulnes, para apoyar a Ramón Castilla y otros líderes peruanos en contra de Santa Cruz.
A lo largo de los años, Arequipa fue el epicentro de varios levantamientos militares. En 1843, el general Manuel Ignacio de Vivanco fue proclamado líder supremo, pero su gobierno terminó tras la batalla de Carmen Alto en 1844. En 1854, el general Ramón Castilla emergió desde Arequipa como presidente provisional, logrando consolidar su poder. Sin embargo, enfrentó oposición, particularmente del general Vivanco, quien se rebeló nuevamente en 1856. Las fuerzas bajo el mando de Miguel de San Román se enfrentaron a Vivanco en la batalla de Paucarpata en 1857.

#### Guerra del Pacífico
Lizardo Montero llegó a Arequipa el 31 de agosto de 1882, declarándola capital del Perú. Asimismo, Montero convocó un Congreso Nacional el 28 de abril de 1883.

«De la noche a la mañana Arequipa se convirtió en la “Capital del Perú”: con presidente y escolta en “palacio”, con ministros y secretarios en sus despachos, con el alto mando militar en sus cuarteles. Un viejo y reiterado sueño se transformaba en realidad aunque con visos de sainete y de tragedia: el gobierno no ejercía el poder en todo el territorio nacional que en sus zonas neurálgicas estaba militarmente ocupado por el enemigo...».
Neira, Máximo, «Historia General de Arequipa»

El gobierno de Montero contó con un «Congreso Nacional» instalado el 22 de abril de 1883 en los claustros del Colegio Independencia y de la Universidad Nacional de San Agustín, un respaldo militar formado por todos los varones de 20 a 60 años que conformaban un ejército de 4000 hombres y de 8000 a 10 000 guardias nacionales y un soporte económico basado en los cupos y erogaciones impuestos tanto a la élite económica como a los distintos distritos agrícolas sureños.
Sin embargo, las fuerzas peruanas de Arequipa se sublevaron contra la autoridad de Lizardo Montero. El 25 de octubre de 1883, una revuelta popular y militar depuso el gobierno de Lizardo Montero Flores en Arequipa, quien se retiró a La Paz, con lo que las tropas chilenas al mando de José Velásquez ocuparon la ciudad el 29 de octubre, siendo esta entregada por el cuerpo diplomático de la ciudad.

#### SigloXX

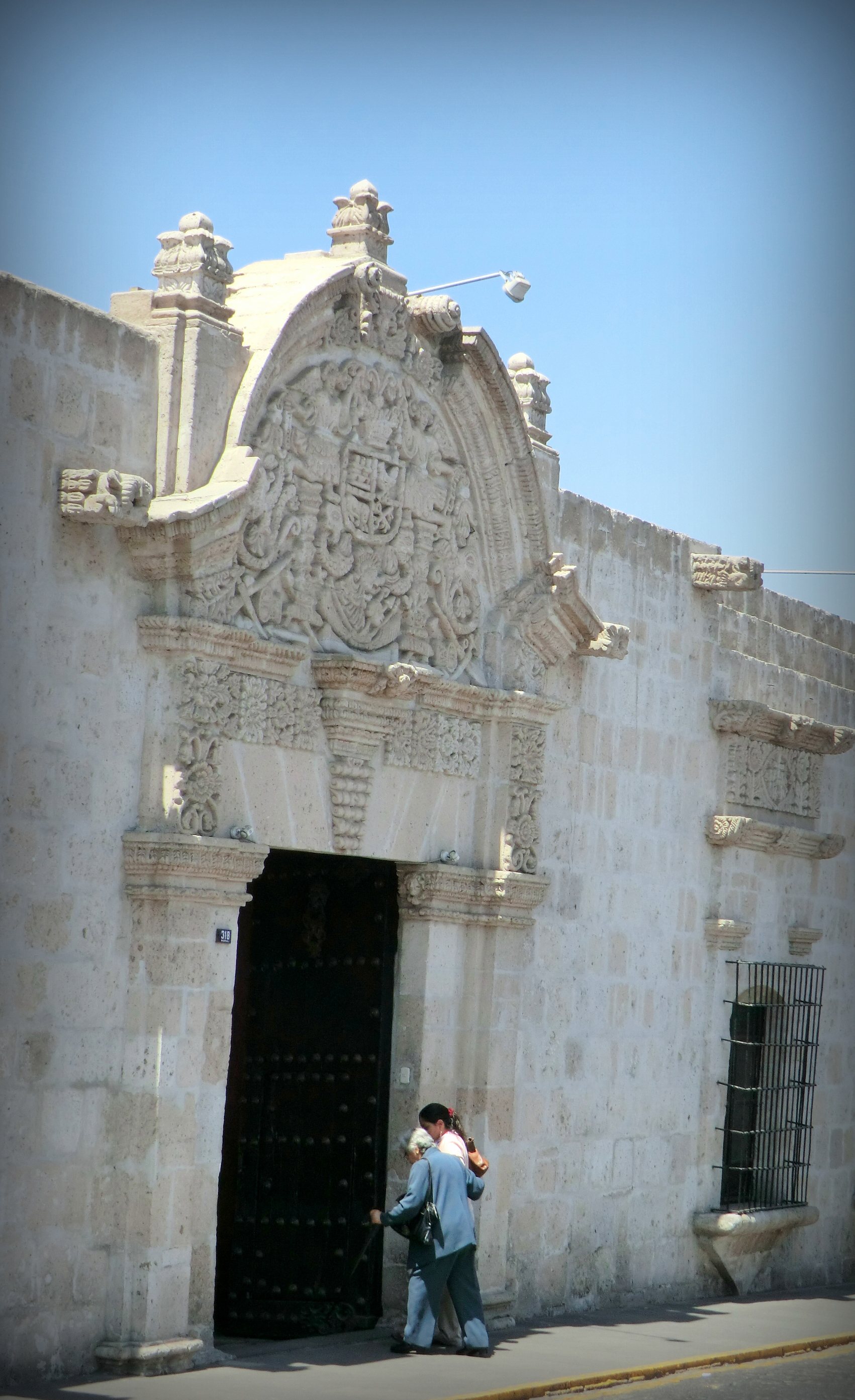
La Casa del Moral, también conocida como Casona Williams, fue mandada construir por el maestre de campo don Manuel Santos de San Pedro, originario de Valladolid. La construcción se completó entre 1735 y 1740.

En el siglo XX en Arequipa no solo heredó los daños de terremotos pasados, como los de 1868, 1878 y 1913, sino que también vivió transformaciones socioeconómicas y políticas. Estos sismos anteriores habían dejado daños considerables en la infraestructura y el tejido social de la ciudad. Con el cambio de siglo, la creciente demanda internacional trajo consigo un reajuste en las prácticas de los terratenientes y caudillos, quienes alteraron la manera de explotar al campesinado indígena en Puno. Este reajuste económico favoreció que Arequipa se estableciera como un núcleo de clases medias, artesanos y profesionales hacia el inicio del XX. Como resultado, la ciudad consolidó una estructura social influida por sectores burgueses urbanos con tendencias liberales y democráticas, reforzada por la herencia histórica y el papel de familias, sectores industriales y sindicatos.
En el ámbito político, Arequipa no fue ajena a los tumultos del siglo. El 22 de agosto de 1930, Luis Sánchez Cerro asumió el control, forzando la salida del presidente Augusto B. Leguía. En un giro similar, el 27 de octubre de 1948, el general Manuel A. Odría estableció un gobierno de junta tras destituir al presidente José Luis Bustamante y Rivero. Más allá de los movimientos militares, Arequipa también fue cuna de resistencia cívica. Dos manifestaciones contra el régimen de Odría son especialmente notables: una en junio de 1950 y la otra que dominó la escena en diciembre de 1955.
En cuanto al progreso material, el XX en Arequipa fue testigo de avances en infraestructura. La construcción del ferrocarril Arequipa-Islay, dirigida por Henry Meiggs, marcó un punto de inflexión. Luego, este se vinculó con rutas hacia lugares como Cuzco, Juliaca y Puno. El progreso tecnológico se manifestó con la inauguración del primer sistema de telégrafo en 1908 y, más tarde, con la introducción de un acueducto en 1914. La década de 1930 fue prolífica en infraestructura, culminando en 1940 con la apertura del Aeropuerto Alfredo Rodríguez Ballón. El parque industrial de Arequipa fue oficialmente instaurado el 10 de enero de 1966, a través de la ley 15923. Esta legislación jugó un papel clave en el impulso de la manufactura regional, incrementó la actividad manufacturera y diversificó la base económica de la ciudad.

#### SigloXXI
Durante los primeros años del siglo XXI, Arequipa vivió momentos de importancia histórica y desafíos. El centro histórico fue reconocido como Patrimonio Cultural de la Humanidad, subrayando su valor cultural. Sin embargo, el 23 de junio de 2001, la ciudad sufrió un terremoto de magnitud 8,4, uno de los más significativos a nivel mundial desde 1900. Este evento causó graves daños en muchos edificios históricos de la ciudad.
Tras el terremoto, se implementaron medidas de emergencia y se evaluaron los daños, enfocándose en la seguridad de la población y en la restauración de bienes patrimoniales dañados. Se priorizó la conservación de la identidad arquitectónica del centro histórico de Arequipa, y se peatonalizaron áreas como la calle Mercaderes y el barrio de San Lázaro. La apertura de centros comerciales como Mall Aventura Plaza, Parque Lambramani y Real Plaza en 2010, junto con la modernización del Aeropuerto Internacional Rodríguez Ballón, marcó un cambio en las infraestructuras comerciales y de transporte de la ciudad.
Entre 2010 y 2015, Arequipa experimentó un crecimiento económico, en parte debido al sector minero, con proyectos como Cerro Verde. Este crecimiento reforzó su posición económica en el sur del país. Sin embargo, hacia el final de la década, la región ya mostraba signos de un lento declive en su competitividad, con importantes proyectos de inversión entrampados. Este escenario de vulnerabilidad se vio drásticamente agravado por la pandemia de COVID-19 a partir de 2020.
La crisis sanitaria alcanzó su punto más crítico en la región entre julio y agosto de 2020, provocando el colapso del sistema de salud local. A esta emergencia se sumó una severa contracción económica, con una caída proyectada del PBI regional de hasta un 14%. La respuesta institucional fue criticada por su falta de coherencia, dejando la reactivación económica en gran medida a la iniciativa privada y a un creciente sector informal. La crisis también agudizó problemas sociales como la violencia familiar y la desafección ciudadana, en un contexto de debilitamiento de las organizaciones civiles.
A pesar de estos desafíos, en tiempos recientes la ciudad ha continuado abordando problemas socioambientales, como la gestión del agua y la planificación urbana. El sistema de transporte ha evolucionado con la modernización de buses y la promoción de la movilidad sostenible, incluyendo la incorporación de buses eléctricos. La descontaminación del Río Chili ha sido otro objetivo central, con la implementación de plantas de tratamiento de aguas residuales, aunque el proceso sigue en desarrollo. La captación de agua, sin embargo, sigue enfrentando complicaciones, como la activación de quebradas con cenizas volcánicas en 2024.

## Política
En el escenario político, Arequipa presenta dos momentos históricos marcados por posiciones yuxtapuestas. La primera etapa es la de la ciudad colonial, cuya población cooperaba con el poder virreinal. La otra etapa surge con la llegada del sistema republicano. En este periodo, la ciudad y sus representantes políticos se caracterizaron por una tendencia liberal, republicana y nacionalista. Durante esta etapa, según el historiador Jorge Basadre, Arequipa se convirtió en un escenario político de gran relevancia en el país.

### Periodo colonial
Arequipa, durante el periodo virreinal, no tuvo un estatus oficial de primer orden, pero se impuso por su papel económico. Supo aprovechar su situación de encrucijada continental en la ruta de la plata en tiempos coloniales y la ruta de la lana después de la independencia. Esta posición le permitió acumular funciones administrativas, comerciales e industriales, y forjar clases sociales locales comprometidas con el porvenir de la ciudad y el servicio a la Corona española.
La etapa colonial presenta un panorama diferente al que se tendría durante la fase republicana. La ciudad contaba con una evidente mayoría de población hispana y blanca, que se enorgullecía de los títulos concedidos por el rey de España y que siempre se mostró dispuesta a cooperar con la Corona española.

### Independencia
Durante los inicios de la república, hicieron su aparición políticos liberales como Francisco Xavier de Luna Pizarro y Mariano José de Arce, cuya ideología democrática y antimonárquica se manifestó en el seno de la Sociedad Patriótica. El panorama político de la ciudad presentó así un espíritu liberal, republicano y peruanista, ya que además se opusieron a las posiciones políticas de San Martín y de Bolívar.
En esta etapa, Arequipa tuvo un rol particular en el surgimiento de los partidos y las tendencias políticas que han jugado un papel central en el Perú. A diferencia de la mayoría de ciudades, Arequipa aportó no solo cuadros políticos o personajes a la política nacional, sino que fue el escenario del surgimiento de varios movimientos políticos importantes que alcanzaron vigencia nacional durante el periodo republicano.

### Periodo republicano

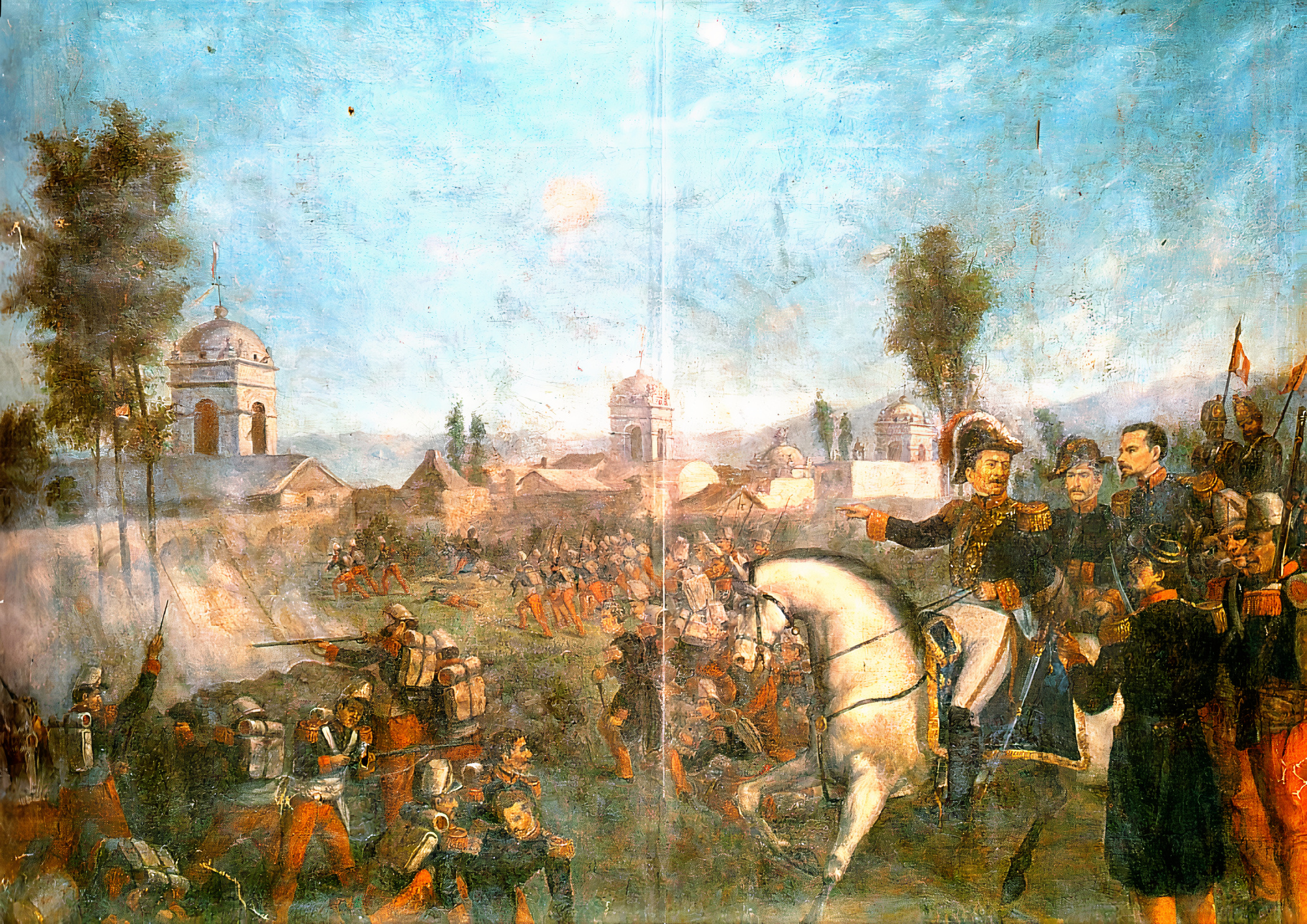
Revolución de 1856. Desde su destierro en Chile, Vivanco conspiró epistolarmente contra el segundo gobierno de Castilla y, proclamado jefe supremo por una revolución iniciada en Arequipa (1 de noviembre de 1856), retornó para ponerse al frente. Fue el inicio de una larga guerra civil, quizás la más grave que ha sufrido la República Peruana.

La ciudad de Arequipa durante la república ha gozado de importancia en el campo político y económico, perfilándose para el Perú como una especie de «segunda capital». La ciudad ha fungido como contrapeso al poder centralizador de Lima, abogando por intereses económicos del sur del país. Sobre este aspecto, fue precisamente el historiador Jorge Basadre quien expuso la representatividad de Arequipa en la definición del rumbo político del país durante la era republicana.
El historiador Jorge Basadre afirmaba sobre el rol de Arequipa:

«Arequipa […] fue […] la ciudad representativa de la república, como Lima fue la ciudad representativa de la colonia, y el Cusco la ciudad representativa del imperio incaico».
Jorge Basadre, Sultanismo, corrupción y dependencia en el Perú republicano

Es un hecho aceptado que Arequipa marcó la pauta política de la conducción del país. Este fenómeno histórico se fundamenta en el ciclo revolucionario de Arequipa, el cual fue estudiado por Jorge Basadre, Belaúnde, Polar y Bustamante y Rivero.
Es durante este periodo que entre Lima y Arequipa surge una oposición económica, pero también política y cultural. La región arequipeña es además un espacio político regionalista, en oposición constante con la capital del país y con la política centralizadora de la oligarquía tradicional limeña.
A partir de 1834, en Arequipa se desarrolló una serie de movimientos políticos con el objetivo de influir en el rumbo de la república. La ciudad fue descrita como un «caudillo colectivo del Perú», caracterizada por movilizaciones armadas acompañadas por repiques de campanas en los templos.

#### Levantamientos
A lo largo de la historia política de Arequipa se han suscitado múltiples levantamientos que le valieron a la ciudad el adjetivo de «El León del Sur». Según Leslie Bethell de la Universidad de Cambridge, «si Arequipa fue la capital del liberalismo, las otras regiones del Perú solo promovieron sus propios intereses a través de sus ideologías». Otros autores concluyen que las revoluciones no fueron desarrolladas bajo intereses personales, ni por los políticos que los incentivaban, sino por una pasión por el derecho y la justicia, por su fe religiosa y por su honor.
Leslie Bethell destaca la importancia de las revoluciones de Arequipa afirmando:

«Ninguna de las numerosas insurrecciones apristas en las tres décadas, incluyendo la de Trujillo en 1932, han garantizado una gran influencia política como estos tres movimientos surgidos en Arequipa».
Leslie Bethell, The Cambridge History of Latin America: Latin America since 1930

La imagen histórica de Arequipa como centro de movilización política se ha construido a partir de múltiples levantamientos registrados a lo largo del tiempo. Diversos autores señalan que muchas de estas revoluciones, algunas con alcance nacional, respondieron a tensiones entre intereses regionales y las políticas del gobierno central, particularmente en torno a la autonomía local. A continuación se enumeran las principales revoluciones registradas en la ciudad:
| - Revolución de 1834 - Revolución de 1835 - Revolución de 1841 - Revolución de 1844 - Revolución de 1851 - Revolución de 1854 - Revolución de 1856 | - Revolución de 1857 - Revolución de 1858 - Revolución de 1865 - Revolución de 1867 - Revolución de 1883 - Revolución de 1884 | - Revolución de 1930 - Revolución de 1931 - Revolución de 1950 - Rebelión de 1950 - Revolución de 1955 - Revolución de 2002 |

A partir de la segunda década del XIX hasta finales de la misma década, se forjó una sociedad de transición en el Perú. Asimismo, los pilares económicos sobre los que la ciudad basaba su sostenimiento —la manufactura de la lana y el Ferrocarril del Sur— comenzaron a decaer. Por esta y otras razones, Arequipa comenzó a producir una serie de líderes políticos conformados por una creciente clase media de profesionales, intelectuales y tecnócratas, quienes tendrían participación en la defensa de la legalidad y la estabilidad económica. En esta etapa, la ciudad adquirió un incremento poblacional significativo y, por otro lado, una participación política destacada, consolidándose como la segunda ciudad del país y como una ciudad en continuo desafío frente a Lima.

#### SigloXXysigloXXI
En este periodo de transición surgen grupos intelectuales como el «Grupo Aquelarre», un movimiento cuyas demandas se limitaron a una descentralización política, desvinculándose de demandas relacionadas con la justicia social y la reforma económica, como la reforma agraria, y que fracasaron como consecuencia de la Gran Depresión. Surgen también líderes como Víctor Andrés Belaunde y José Luis Bustamante y Rivero, quienes dejaron su huella como constitucionalistas a principios de 1930. De 1945 a 1948, José Luis Bustamante y Rivero sirvió como presidente del Perú.
En 1950, el abogado Francisco Mostajo (un prominente liberal arequipeño desde 1901) encabezó una revolución en Arequipa contra Odría. En 1956, el arequipeño Fernando Belaúnde Terry logró obtener un gran bloque de la votación de la clase media y, en 1962 y 1963, Acción Popular de Belaúnde Terry, con el apoyo de otro partido originario de Arequipa, Democracia Cristiana, tuvo un apoyo tan fuerte que fue suficiente para obtener la presidencia del Perú.
El punto de partida del camino político seguido por Arequipa está marcado por la nueva burguesía nacional, que aparece para desafiar a la élite burguesa ya existente en el Perú, en un contexto donde existía un estrato importante y creciente de personas con intereses profesionales, administrativos y comerciales.
Desde los años 1900, el espíritu rebelde arequipeño renace de la pluma de un grupo de intelectuales, una nueva generación de liberales caracterizados por el anticlericalismo en una sociedad sumamente católica y por su oposición al centralismo económico y político del país. Esta oposición arequipeña a la centralización política y económica del país condujo de forma natural a una posición constitucionalista en la década de 1930 y la subsecuente adopción de ideologías demócrata-cristianas en las décadas de 1940 y 1950. Los abogados y la iglesia proyectaron una fuerte influencia en la política arequipeña, así como también la clase media, que obtuvo mayor participación al declinar la prosperidad económica en el sur del país.
Estos nuevos intereses tomaron estructura política con mayor claridad en el interior del país, cuya estructura política más fuerte era la ciudad de Arequipa. Su potencial electoral a nivel nacional se vio reflejado en la fortaleza de la candidatura de Fernando Belaúnde Terry en las elecciones presidenciales de 1956. La región sur, dominada por la ciudad de Arequipa, tiene una larga historia de separatismo con la República del Perú, y la clase alta arequipeña del XX ha conservado una distintiva identidad regional.

## Organización político-administrativa

### Sede del Tribunal Constitucional
El Tribunal Constitucional es un órgano supremo y autónomo de interpretación y control de la constitucionalidad. Este tribunal, cuya autonomía está definida únicamente por la Constitución y su propia Ley Orgánica, tiene la capacidad de celebrar sesiones descentralizadas en cualquier punto de la República, siempre que se cuente con el acuerdo mayoritario de sus miembros.
Durante la Asamblea Constituyente de 1978 se concluyó que Arequipa sería la sede del entonces «Tribunal de Garantías Constitucionales», como se establecía en el Artículo 304 de la Constitución Nacional de Perú de 1979: «El Tribunal de Garantías Constitucionales tiene como sede la ciudad de Arequipa». Esta decisión tuvo sus raíces en el proyecto descentralista propuesto por Manuel Seoane Corrales, aspirante a la primera vicepresidencia, quien originalmente propuso que Arequipa albergara la «Corte Superior de Justicia».
Con la promulgación de la Constitución Política de 1993, se instauró el «Tribunal Constitucional» en reemplazo del extinto «Tribunal de Garantías Constitucionales», y se determinó que su sede sería en la ciudad de Arequipa, conforme a lo dispuesto en su ley orgánica.

### Administración local

#### Municipio provincial
La Municipalidad Provincial de Arequipa ejerce autoridad sobre el territorio de la Provincia de Arequipa y el distrito homónimo. Esta entidad se encarga de promover servicios públicos locales, y entre sus funciones se encuentran la formulación y aprobación de diversos planes de desarrollo, tanto urbanos como económicos, en línea con las directrices nacionales y regionales.
Entre sus principales funciones está la de formular y aprobar el Plan de Acondicionamiento Territorial, el Plan de Desarrollo Metropolitano, el Plan de Desarrollo Urbano, el Plan de Desarrollo Concertado, el Plan de Desarrollo Económico y otros, en concordancia con los planes de carácter nacional y regional para todos los distritos de la provincia en donde se ubica la ciudad.
El gobierno de la ciudad está compuesto por el Concejo Municipal, que es el máximo órgano de gobierno, integrado por el alcalde, quien lo preside, y los regidores, que son elegidos por sufragio directo. La Alcaldía es el órgano ejecutivo de la Municipalidad. El alcalde es el representante legal y su máxima autoridad administrativa.

#### Municipios distritales
En el ámbito político-administrativo, los alcaldes distritales de la provincia y, por ende, del área metropolitana, conforman el Consejo de Coordinación Local Provincial. Su principal tarea es sugerir las inversiones públicas prioritarias en infraestructura de envergadura provincial.

### Área Metropolitana de Arequipa
La conformación y regulación del Área Metropolitana de Arequipa (AMA) es responsabilidad del Instituto Municipal de Planeamiento (IMPLA). Este organismo gestiona el planeamiento territorial de la provincia, supervisa la planificación urbana provincial y se encarga del acondicionamiento territorial. El Plan de Desarrollo Metropolitano establece los lineamientos y la reglamentación para el AMA. Vigente desde 2016, este plan guía el desarrollo de la zona metropolitana hasta 2025. Las municipalidades dentro del AMA deben adherirse a este reglamento en áreas de desarrollo urbano, protección patrimonial y conservación de zonas no urbanizables.

#### Límites y extensión
Durante el periodo 2016-2025, el AMA cubre una superficie de 50 246 ha, dividida entre un área urbana de 37 107 ha y un área de expansión urbana de reserva de 3818 ha.
La delimitación del AMA se define de la siguiente manera:
- Por el norte: la andenería de Yura, la Casona frente a la Planta La Escocesa y Pozo Fierro Viejo, campiña de Yura, una línea poligonal paralela a 150 m del km 62 de la carretera que sale de Arequipa, siguiendo por una línea poligonal que sigue la cota 2800 hasta llegar al río Chili, pasando en línea recta por el mismo hasta encontrar nuevamente la cota 2800 en el distrito de Selva Alegre, y continuando por el valle de Chiguata y el pueblo tradicional de Chiguata.[22]
- Por el sur: la delimitación del límite sigue por la quebrada natural que pasa por el puente de la obra de Agua Potable de la Joya, continuando por la quebrada y pasando por la cumbrera de los cerros ubicados al sur del centro poblado de Congata, Cerro Huairondo de Tiabaya, la Cruz La Rinconada de Tiabaya, pasando por el centro poblado de Yarabamba y el pueblo de Sogay.[22]
- Por el este: pasando por el centro poblado de Chiguata, siguiendo el río Socabaya, pasando las cumbreras de los cerros aledaños al centro poblado de Sabandía, Characato, Mollebaya, Quequeña y Sogay.[22]
- Por el oeste: pasando por la Campiña de Yura, rodeando la fábrica de cemento Yura, siguiendo el trazo de una quebrada pronunciada y pasando por la cumbrera de los cerros aledaños hasta llegar a la vertiente del río Chili.[22]

#### Distritos metropolitanos
El AMA integra veintiún distritos conurbados. Diecinueve de ellos poseen categoría metropolitana, excluyendo a los distritos de Yarabamba y Chiguata. El área urbana está formada por la integridad espacial de los distritos de Arequipa, José Luis Bustamante y Rivero, Sachaca y Yanahuara, y por las áreas urbanas conurbadas o semiconurbadas de los distritos de Alto Selva Alegre, Cayma, Characato, Chiguata, Cerro Colorado, Jacobo Hunter, Mariano Melgar, Miraflores, Mollebaya, Paucarpata, Quequeña, Sabandía, Socabaya, Tiabaya, Uchumayo y Yarabamba.
| Ámbito             | Zona urbana                               | Distrito                      | Capital distrital | Categoría |
| ------------------ | ----------------------------------------- | ----------------------------- | ----------------- | --------- |
| Área metropolitana | Ciudad                                    | Arequipa                      | Arequipa          | Ciudad    |
| Área metropolitana | Ciudad                                    | Alto Selva Alegre             | Selva Alegre      | Ciudad    |
| Área metropolitana | Ciudad                                    | Cayma                         | Cayma             | Villa     |
| Área metropolitana | Ciudad                                    | Cerro Colorado                | La Libertad       | Pueblo    |
| Área metropolitana | Ciudad                                    | Jacobo Hunter                 | Jacobo Hunter     | Ciudad    |
| Área metropolitana | Ciudad                                    | Mariano Melgar                | Mariano Melgar    | Pueblo    |
| Área metropolitana | Ciudad                                    | Miraflores                    | Miraflores        | Pueblo    |
| Área metropolitana | Ciudad                                    | Paucarpata                    | Paucarpata        | Pueblo    |
| Área metropolitana | Ciudad                                    | Sachaca                       | Sachaca           | Villa     |
| Área metropolitana | Ciudad                                    | Sabandia                      | Sabandia          | Pueblo    |
| Área metropolitana | Ciudad                                    | Quequeña                      | Quequeña          | Villa     |
| Área metropolitana | Ciudad                                    | Socabaya                      | Socabaya          | Pueblo    |
| Área metropolitana | Ciudad                                    | Tiabaya                       | Tiabaya           | Ciudad    |
| Área metropolitana | Ciudad                                    | Yanahuara                     | Yanahuara         | Villa     |
| Área metropolitana | Ciudad                                    | José Luis Bustamante y Rivero | Ciudad Satélite   | Ciudad    |
| Área metropolitana | Áreas urbanas conurbadas o semiconurbadas | Mollebaya                     | Mollebaya         | Pueblo    |
| Área metropolitana | Áreas urbanas conurbadas o semiconurbadas | Characato                     | Characato         | Villa     |
| Área metropolitana | Áreas urbanas conurbadas o semiconurbadas | Chiguata                      | Chiguata          | Pueblo    |
| Área metropolitana | Áreas urbanas conurbadas o semiconurbadas | Uchumayo                      | Uchumayo          | Pueblo    |
| Área metropolitana | Áreas urbanas conurbadas o semiconurbadas | Polobaya                      | Polobaya Grande   | Pueblo    |
| Área metropolitana | Áreas urbanas conurbadas o semiconurbadas | Yarabamba                     | Yarabamba         | Villa     |
| Área metropolitana | Áreas urbanas conurbadas o semiconurbadas | Yura                          | Yura              | Pueblo    |

## Geografía

### Localización

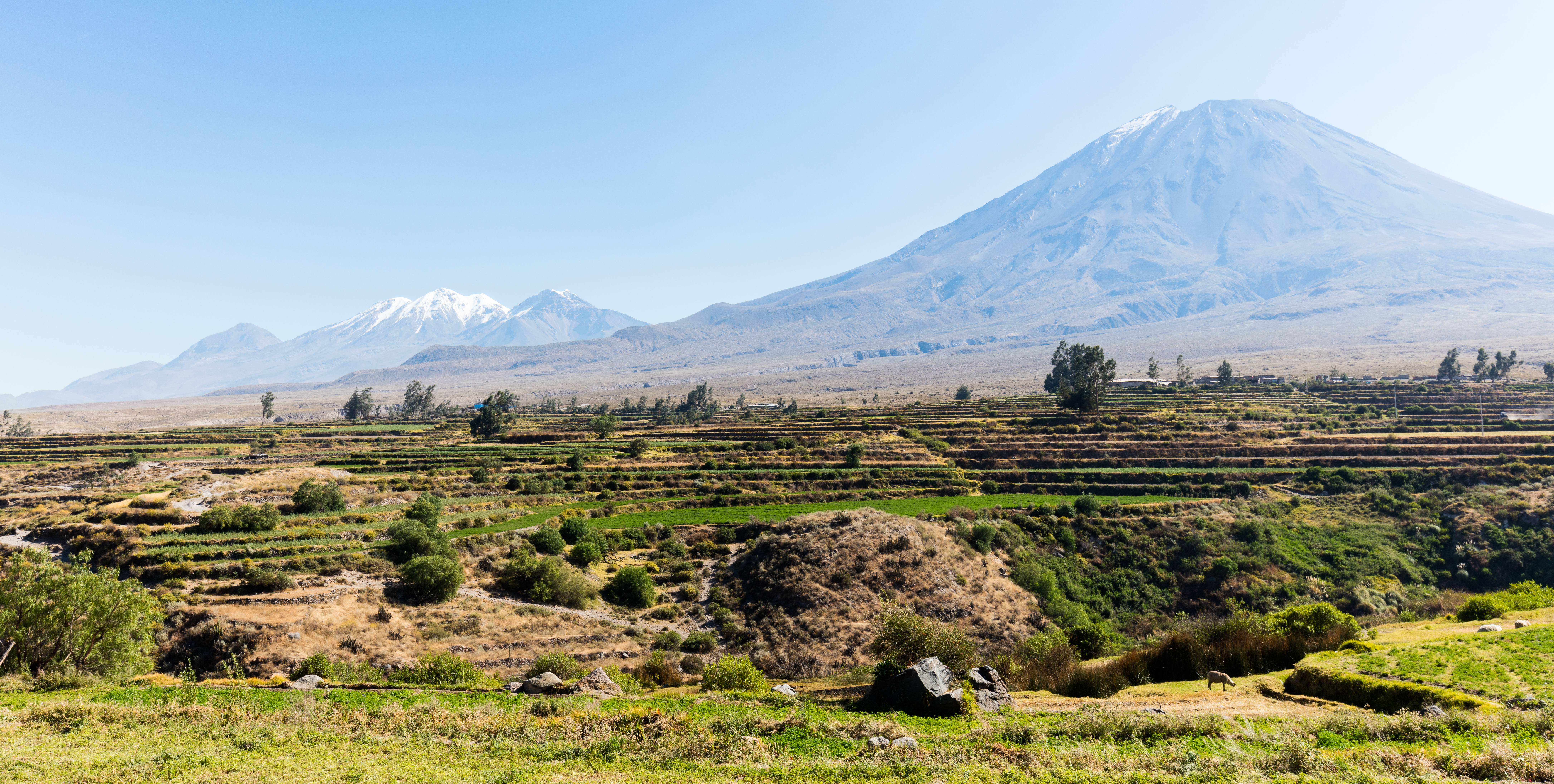
Vista del volcán Misti, la ciudad de Arequipa y el valle del río Chili.

La ciudad está situada en la región altitudinal Quechua, a una altitud de 2328 m s. n. m. El sector más bajo de la ciudad, conocido como Huayco en el distrito de Uchumayo, se encuentra a 2041 m s. n. m., mientras que el punto más elevado alcanza los 2810 m s. n. m.
El río Chili atraviesa el centro de la ciudad de norte a suroeste, formando el valle de Arequipa, también referido como valle de Chili. Rodeado por montañas al norte y al este, y colinas al sur y oeste, este valle funciona como un corredor geográfico que conecta el desierto con la puna serrana. Esta geografía particular convierte a Arequipa en un punto de encuentro entre la costa y la sierra, consolidándose como un nexo para la comunicación y el desarrollo regional.
Desde cualquier punto de la ciudad, es posible divisar los conos volcánicos, como el Misti, Chachani y Pichu Pichu. La geografía de la zona, parte de la Cordillera de los Andes, se caracteriza por extensas capas de lava volcánica que dominan el paisaje.

### Clima
El clima de Arequipa es de tipo árido templado (BWk según la clasificación climática de Köppen), con una temperatura media anual de aproximadamente 14,5 °C y un rango de precipitaciones anuales entre 75 y 100 mm. Esta localidad experimenta una baja humedad atmosférica, lo que resulta en condiciones áridas durante el invierno, otoño y primavera.
En cuanto a las particularidades estacionales, la ciudad goza de un clima que se distingue por la ausencia de inviernos rigurosos y veranos calurosos. Durante el transcurso del año, las temperaturas raramente exceden los 25 °C. La temporada húmeda se limita a los meses de diciembre a marzo, manifestándose mayormente en forma de nubosidad durante las tardes y precipitaciones esporádicas. En los meses de invierno, particularmente junio y julio, las temperaturas pueden descender hasta un promedio de 6 °C.
La humedad relativa media se sitúa en el 46 %, variando desde un mínimo de 27 % en otoño, invierno y primavera a un máximo de 70 % en la temporada de verano, según datos de la estación meteorológica del Hospital Goyeneche. La dinámica de los vientos está influenciada tanto por condiciones topográficas locales como por sistemas frontales de baja presión atmosférica. Estos vientos son más frecuentes durante la noche y las primeras horas del día, y varían en dirección y velocidad, oscilando entre 1,5 m/s y 2,5 m/s.
En Arequipa, la radiación solar global registrada varía entre 850 y 950 W/m2, lo que la sitúa como uno de los lugares con mayor índice de radiación en Sudamérica y el más alto en Perú. Este fenómeno está vinculado con la cercanía al desierto de Atacama y a la contaminación ambiental. La presencia constante de sol y cielos despejados define un entorno donde se registran 18 días anuales con lluvias superiores a 1 mm, acompañados de 3333 horas de exposición solar anuales.
| Parámetros climáticos promedio de Arequipa, Perú                                               | Parámetros climáticos promedio de Arequipa, Perú | Parámetros climáticos promedio de Arequipa, Perú | Parámetros climáticos promedio de Arequipa, Perú | Parámetros climáticos promedio de Arequipa, Perú | Parámetros climáticos promedio de Arequipa, Perú | Parámetros climáticos promedio de Arequipa, Perú | Parámetros climáticos promedio de Arequipa, Perú | Parámetros climáticos promedio de Arequipa, Perú | Parámetros climáticos promedio de Arequipa, Perú | Parámetros climáticos promedio de Arequipa, Perú | Parámetros climáticos promedio de Arequipa, Perú | Parámetros climáticos promedio de Arequipa, Perú | Parámetros climáticos promedio de Arequipa, Perú |
| Mes                                                                                            | Ene.                                             | Feb.                                             | Mar.                                             | Abr.                                             | May.                                             | Jun.                                             | Jul.                                             | Ago.                                             | Sep.                                             | Oct.                                             | Nov.                                             | Dic.                                             | Anual                                            |
| ---------------------------------------------------------------------------------------------- | ------------------------------------------------ | ------------------------------------------------ | ------------------------------------------------ | ------------------------------------------------ | ------------------------------------------------ | ------------------------------------------------ | ------------------------------------------------ | ------------------------------------------------ | ------------------------------------------------ | ------------------------------------------------ | ------------------------------------------------ | ------------------------------------------------ | ------------------------------------------------ |
| Temp. máx. abs. (°C)                                                                           | 29.5                                             | 29.7                                             | 26.6                                             | 26.4                                             | 32.0                                             | 26.2                                             | 28.0                                             | 26.8                                             | 27.0                                             | 26.1                                             | 27.8                                             | 27.2                                             | 32.0                                             |
| Temp. máx. media (°C)                                                                          | 21.8                                             | 21.4                                             | 24.2                                             | 24.7                                             | 22.3                                             | 21.7                                             | 21.7                                             | 22.2                                             | 22.7                                             | 22.8                                             | 22.7                                             | 22.5                                             | 22.6                                             |
| Temp. media (°C)                                                                               | 15.3                                             | 15.1                                             | 15.1                                             | 14.7                                             | 14.1                                             | 13.6                                             | 13.2                                             | 13.6                                             | 14.7                                             | 14.7                                             | 14.6                                             | 15.2                                             | 14.5                                             |
| Temp. mín. media (°C)                                                                          | 8.5                                              | 8.7                                              | 8.3                                              | 7.1                                              | 6.2                                              | 5.4                                              | 5.2                                              | 5.4                                              | 6.2                                              | 6.4                                              | 6.6                                              | 7.6                                              | 6.8                                              |
| Temp. mín. abs. (°C)                                                                           | 0.9                                              | 0.0                                              | 0.0                                              | -2.0                                             | 0.0                                              | -1.1                                             | -3.7                                             | -0.2                                             | 0.0                                              | 0.1                                              | 0.0                                              | 2.0                                              | -3.7                                             |
| Lluvias (mm)                                                                                   | 28                                               | 35.6                                             | 21.3                                             | 0.7                                              | 0.2                                              | 0                                                | 0                                                | 1.8                                              | 1.4                                              | 0.2                                              | 1.1                                              | 4.3                                              | 94.6                                             |
| Horas de sol                                                                                   | 223.2                                            | 189.3                                            | 244.9                                            | 294.0                                            | 288.3                                            | 291.0                                            | 291.4                                            | 310.0                                            | 297.0                                            | 303.8                                            | 309.0                                            | 291.4                                            | 3333.3                                           |
| Humedad relativa (%)                                                                           | 52                                               | 59                                               | 58                                               | 48                                               | 41                                               | 45                                               | 44                                               | 43                                               | 42                                               | 39                                               | 39                                               | 43                                               | 46.1                                             |
| Fuente n.º 1: World Meteorological Organization                                                |                                                  |                                                  |                                                  |                                                  |                                                  |                                                  |                                                  |                                                  |                                                  |                                                  |                                                  |                                                  |                                                  |
| Fuente n.º 2: Deutscher Wetterdienst (humidity and sun), Meteo Climat (extremes, 1892–present) |                                                  |                                                  |                                                  |                                                  |                                                  |                                                  |                                                  |                                                  |                                                  |                                                  |                                                  |                                                  |                                                  |

## Demografía

### Evolución demográfica
Una de las primeras descripciones documentadas sobre la ciudad es la realizada por Ventura y Travada a mediados del XVIII, quien escribía:

«El número de gentes que tiene esta ciudad es de 30 000 de todos sexos, estados y edades. Los indios apenas 4000 y para su doctrina basta una sola parroquia en la ciudad - la de Santa Marta - que comprende todos los indios forasteros y naturales que viven dispersos en la ciudad y para ser una sola no es muy numerosa porque excepcionando algunos negros, mulatos y otros apenas llegan a 6000. Todos los demás son españoles, muchos de ellos de nobleza conocida cuya sangre procuran honroso no degenerar...».
Travada Córdova y Ventura 

Sin embargo, el primer censo oficial de población conocido en la ciudad se remonta al año 1796, en el que se registraron 37 241 habitantes en el área central de la ciudad denominada Cercado. Este contingente se desglosaba en 22 207 españoles, 5929 indios, 4908 mestizos, 2487 castas y 1710 esclavos.
En 1804, al concluir la redacción de «Apuntes para la Historia de Arequipa», Zamácola y Jáuregui sugiere, aunque con cierta incertidumbre, que la ciudad y sus ocho pueblos cercanos albergaban entre 50 000 y 60 000 habitantes. Se menciona la presencia de 40 000 españoles y que el resto de la población estaba compuesto por indios, así como negros, zambos, mulatos y cuarterones. Las estadísticas proporcionan resultados sobre el proceso de hispanización de la ciudad y sus repercusiones en los eventos relacionados con la emancipación y la formación de la República.
En los primeros años de la segunda mitad del XX, la ciudad experimentó una explosión demográfica, pasando de 85 000 habitantes en 1940 a 158 000 en 1961. Este fenómeno se atribuye a varios factores. Entre ellos se encuentran la implantación de las primeras industrias, que formaban parte del modelo de sustitución de importaciones impulsado por la Segunda Guerra Mundial. También influyeron los cambios en la producción agropecuaria.
Durante la segunda mitad del XX, se observó un marcado crecimiento poblacional impulsado, en parte, por las obras realizadas en Arequipa en la década de 1940. Este crecimiento anual, que era del 1,1 % en el período comprendido entre 1876 y 1917, se triplicó a un 3,3 % entre 1940 y 1960.
Esta tendencia se vio posteriormente afectada por dos eventos significativos: el terremoto de 1958 y la sequía en el altiplano peruano, los cuales aceleraron los procesos de migración y urbanización. Este aumento poblacional se intensificó tras el reordenamiento del espacio urbano después de los terremotos, duplicando la población de Arequipa en tan solo una década. Así, los 158 000 habitantes registrados en 1961 se convirtieron en 309 000 en 1972 y casi 500 000 en 1983. Este crecimiento llevó a una expansión hacia las áreas rurales, generando un ciclo económico en el que la actividad agrícola subsistente desempeñó un papel activo.
La evolución demográfica de Arequipa ha sido dinámica en las últimas décadas del XX y en el comienzo del XXI. Si se observa el período reciente, en 1993 la ciudad contaba con 619 156 habitantes, experimentando un aumento del 38.5 % respecto a las cifras anteriores. Posteriormente, en 2007, el número ascendió a 806 782 habitantes, con un incremento del 30.3 %. Finalmente, para 2017, la población se estimó en 1 008 290, lo que representa un crecimiento adicional del 25.0 %.
De acuerdo al XI censo de población del año 2017, la provincia de Arequipa concentra el 78 % de la población total de la región, y la ciudad de Arequipa, capital del departamento, concentra el 70 % de la población total y el 90 % de la población urbana. En lo que respecta a la ciudad de Arequipa, esta aglomera una población de 1 157 500 habitantes según la proyección censal para el año 2023, lo cual representa un crecimiento anual de 2.33 % para el periodo 2017-2023.

### Población distrital
La distribución de la población en los distintos distritos que conforman la zona metropolitana y la zona conurbada de Arequipa se presenta a continuación. Los datos son estimados para el año 2025. Esta desagregación demográfica se basa en fuentes oficiales y tiene como propósito ofrecer una perspectiva cuantitativa de la dinámica poblacional de la ciudad.
| Ámbito             | Zona urbana    | Distrito                      | Población estimada (2025) |
| ------------------ | -------------- | ----------------------------- | ------------------------- |
| Zona metropolitana | Ciudad         | Arequipa                      | 54 262                    |
| Zona metropolitana | Ciudad         | Alto Selva Alegre             | 96 315                    |
| Zona metropolitana | Ciudad         | Cayma                         | 115 881                   |
| Zona metropolitana | Ciudad         | Cerro Colorado                | 259 214                   |
| Zona metropolitana | Ciudad         | Jacobo Hunter                 | 55 382                    |
| Zona metropolitana | Ciudad         | José Luis Bustamante y Rivero | 85 243                    |
| Zona metropolitana | Ciudad         | Mariano Melgar                | 70 154                    |
| Zona metropolitana | Ciudad         | Miraflores                    | 69 725                    |
| Zona metropolitana | Ciudad         | Paucarpata                    | 139 513                   |
| Zona metropolitana | Ciudad         | Sabandia                      | 5020                      |
| Zona metropolitana | Ciudad         | Sachaca                       | 32 152                    |
| Zona metropolitana | Ciudad         | Socabaya                      | 92 001                    |
| Zona metropolitana | Ciudad         | Tiabaya                       | 18 026                    |
| Zona metropolitana | Ciudad         | Yanahuara                     | 27 815                    |
| Zona metropolitana | Zona conurbada | Characato                     | 19 172                    |
| Zona metropolitana | Zona conurbada | Chiguata                      | 3382                      |
| Zona metropolitana | Zona conurbada | Mollebaya                     | 8826                      |
| Zona metropolitana | Zona conurbada | Polobaya                      | 672                       |
| Zona metropolitana | Zona conurbada | Quequeña                      | 8711                      |
| Zona metropolitana | Zona conurbada | Uchumayo                      | 19 147                    |
| Zona metropolitana | Zona conurbada | Yarabamba                     | 1797                      |
| Zona metropolitana | Zona conurbada | Yura                          | 49 354                    |

## Arquitectura y urbanismo

### Evolución histórica urbana de Arequipa

#### Damero fundacional

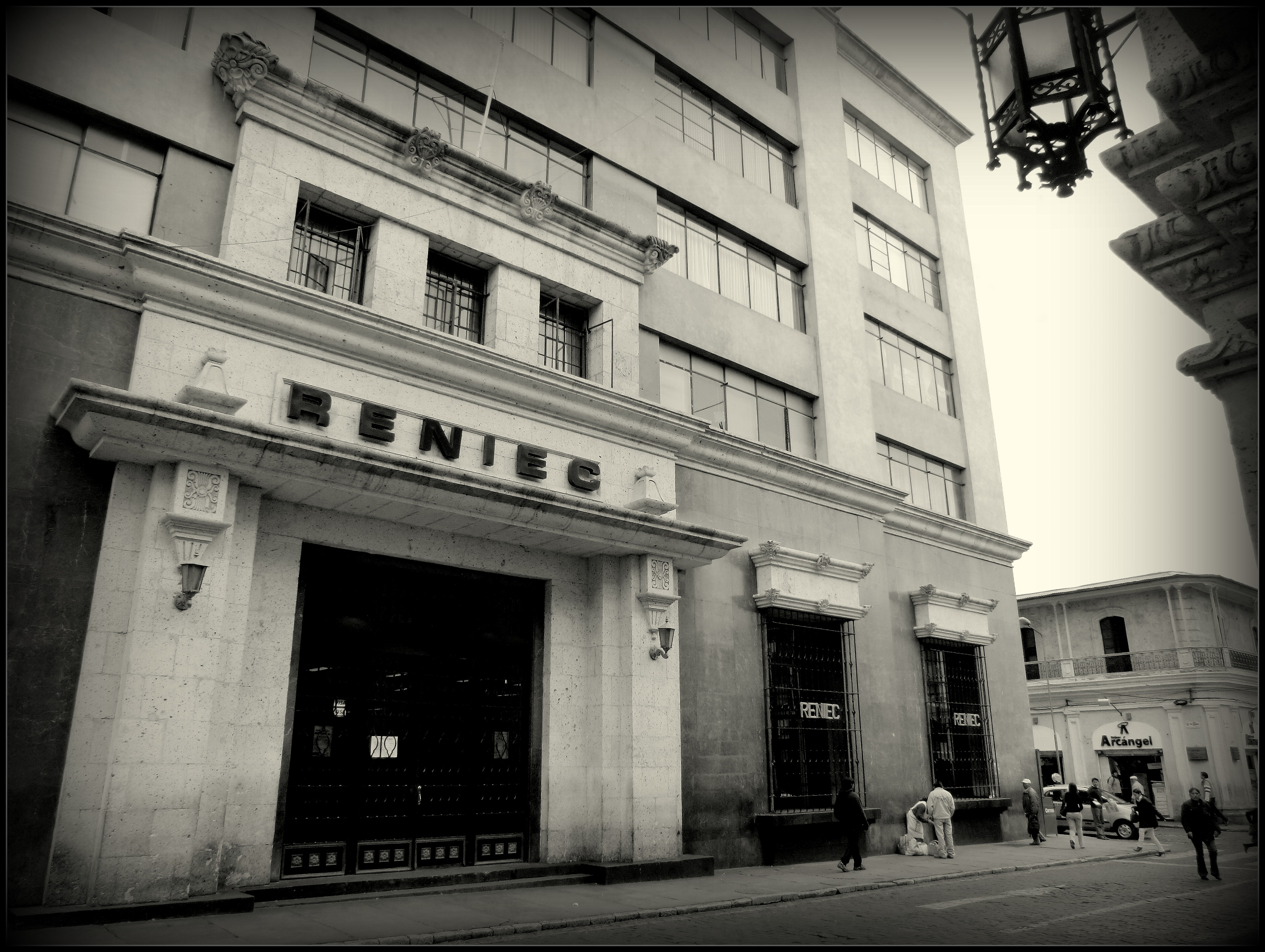
Edificio construido en la década de 1940 bajo los cánones de la arquitectura de evocaciones neocoloniales de la escuela arequipeña que se remontan a 1868. Está ubicado en el corazón del Centro Histórico de Arequipa en la intersección de las calles General Morán y San Juan de Dios. Originalmente, sirvió como sede del Banco Internacional y en la actualidad funciona como la oficina principal del Registro Nacional de Identificación y Estado Civil (RENIEC).

El 15 de agosto de 1540 se llevó a cabo un trazado de 49 manzanas o islas. Los lados de cada manzana se midieron y tuvieron una longitud de 400 pies castellanos (111,40 metros), separadas por calles de 37 pies castellanos (10,30 metros). El damero fundacional se caracteriza por la precisión en el diseño de sus manzanas.
El escritor Pedro Dávalos y Lissón recoge en su libro La Primera Centuria la descripción ofrecida por Paz Soldán en 1855: 

«Fundose esa ciudad por orden de Francisco Pizarro y con bando solemne el día 15 de agosto de 1540. Su primer sitio, fue atrás de Caima, pero después se trasladó al lugar donde hoy se halla, por presentar más extensión y comodidades. Al trazarla se cuidó que sus calles se cortasen en ángulos rectos y en dirección casi de NS y EO, y que cada cuadra tuviese 150 varas de largo y doce poco más o menos de ancho. Para conservar la salubridad, comodidad y aseo, se cortaron acequias en el medio de las calles, tanto rectas como transversales, cuyo cauce está bien acanalado. Las calles que corren de E a O son ocho (las principales) y las otras también ocho: sus aceras todas están bien enlosadas con una especie de piedra blanca volcánica, llamada Sillary, y el piso restante empedrado con guijarros».
Pedro Dávalos y Lissón, La primera centuria: causas geográficas, políticas y económicas que han detenido el progreso moral y material del Perú en el primer siglo de su vida independiente. Tomo II

El trazado de la ciudad sugiere que la entonces «Villa Hermosa de Arequipa» aspiraba a convertirse en la capital regional. La ciudad se erigió como un punto de conexión entre Cuzco, Charcas y el océano. En el periodo de explotación de la plata en Potosí, Arequipa se consolidó como un centro logístico. La implantación urbana en el actual barrio de San Lázaro, donde se erigió la primera ermita de la ciudad, ocupaba una extensión de 850 x 875 metros. La plaza fundacional, ubicada a tres cuadras del río y con una posición excéntrica en el damero, se estableció según los patrones hispánicos como el centro focal de la ciudad. Las manzanas estaban subdivididas en cuatro u ocho solares y se asignaban a los nuevos vecinos según su importancia. Con el paso del tiempo, algunas instituciones religiosas llegaron a ocupar una manzana entera, como es el caso del Convento de Santa Catalina y el Monasterio de San Francisco.

#### Época republicana
Durante la «época republicana», se observó un proceso de crecimiento urbano similar al de la «época colonial». En este periodo, la expansión se hizo principalmente a expensas de la campiña, fenómeno que se ha intensificado en décadas recientes. La ciudad también se extendió hacia la zona este del actual centro histórico, donde se trazaron nuevas avenidas como el «Bulevar Parra» y la «Avenida Siglo XX». En esta fase se creó el barrio arborizado de El Vallecito, donde los primeros chalés surgieron en la década de 1940. Hubo una preocupación social en el Municipio de 1940, que se concretó en la puesta en servicio de una Cuna Maternal, la creación de una oficina de control de la mendicidad callejera y la construcción de un barrio obrero. Los estragos sufridos en el presente año por el Barrio Obrero Nro. 1 revelan la falta de estudios en 1940.

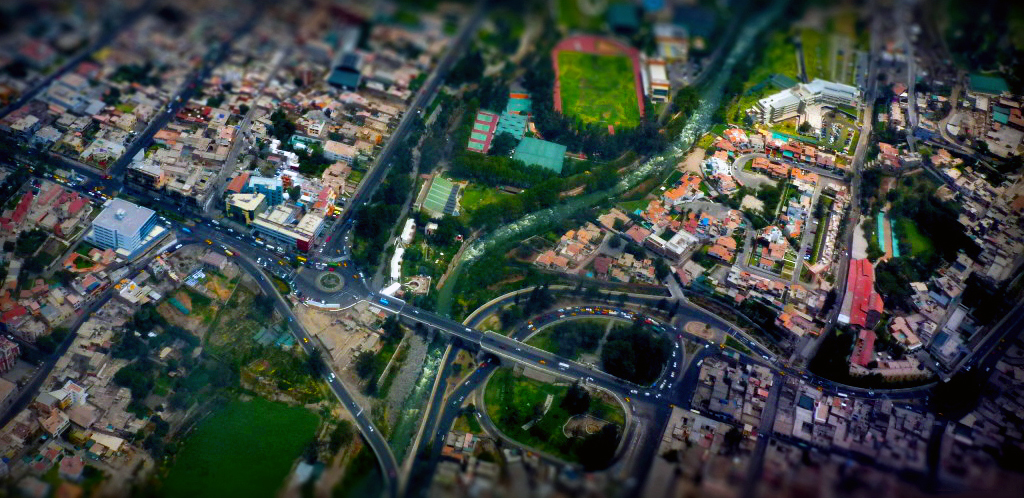
Vista de la intersección entre las avenidas La Marina, Ejército, Puente Bolognesi y Francisco Bolognesi en la zona central de la ciudad.

En cuanto a la arquitectura, la ciudad experimentó una serie de cambios. El mercado originalmente situado en la Plaza de Armas se trasladó primero al parque Duhamel y luego a su ubicación actual en el Convento de la Orden de los Padres Agonizantes de San Camilo. Entre 1905 y 1910 se construyó el «Hospital Goyeneche», y se erigieron puentes como el «Puente Real» (hoy conocido como puente Grau) que conectan el centro con el distrito de Yanahuara. En la década de 1940 se presentó el primer proyecto de expansión y equipamiento urbano, que contemplaba un crecimiento radial en cuanto a vías y un plan concéntrico en cuanto a usos de suelo. Se desarrollaron los barrios de Cuarto Centenario y Selva Alegre. Además, se fortaleció el equipamiento urbano con la construcción del Teatro Municipal, el Hotel de Turistas, la Biblioteca Municipal, el Teatro Ateneo, el Colegio Independencia Americana y el Campus de la Universidad Nacional de San Agustín.
Hacia finales de la década de 1950, dos factores alteraron las tendencias de crecimiento urbano: los terremotos de 1958 y 1960 y la sequía altiplánica, que aceleraron el crecimiento periférico. En este periodo, el desplazamiento de los sectores poblacionales residentes se intensificó, así como el de la industria que se ubicaba en los barrios del Solar y El Barrio Obrero debido a la creación del parque industrial. Este cambio llevó a un proceso de «tercerización» del centro de la ciudad, orientándolo principalmente hacia actividades comerciales del sector informal. Un ejemplo de este éxodo es el desplazamiento de algunas instituciones educativas, como la Universidad Nacional de San Agustín en 1962, y de sectores residenciales hacia la periferia, consolidando al centro de la ciudad como una dinámica zona céntrica comercial.

### Zonas verdes y medio ambiente
En el distrito central y sus áreas adyacentes, se ubican numerosos parques y plazas que, en conjunto, abarcan un total de 26 hectáreas de zonas verdes. Estas se complementan con las 22 hectáreas de campiña situadas dentro de esta área monumental. La siguiente selección reúne los espacios más representativos de esta zona, destacados por su valor patrimonial y su importancia en la vida cotidiana de la ciudad:
| - Plaza de Armas - Plaza San Francisco - Parque Infantil Grau - Parque Biela - Óvalo Miguel Grau - Malecón Bolognesi | - Parque 28 de febrero - Parque La Recoleta - Parque Recoleta 1 - Parque Recoleta 2 - Óvalo Juan Manuel Polar - Parque El Poeta - Parque Benigno Ballón Farfán | - Parque Ciudad de Salta - Parque Dante Alighieri - Parque Martinetty - Parque Melgar - Plazoleta San Camilo - Parque Duhamel | - Plaza 15 de agosto - Plaza España - Plaza Santa Teresa - Plaza Independencia - Parque San Lázaro - Parque Selva Alegre | - Bosque Selva Alegre - Plaza San Antonio - Plaza Romaña - Vivero Municipal - Parque Infantil Selva Alegre |

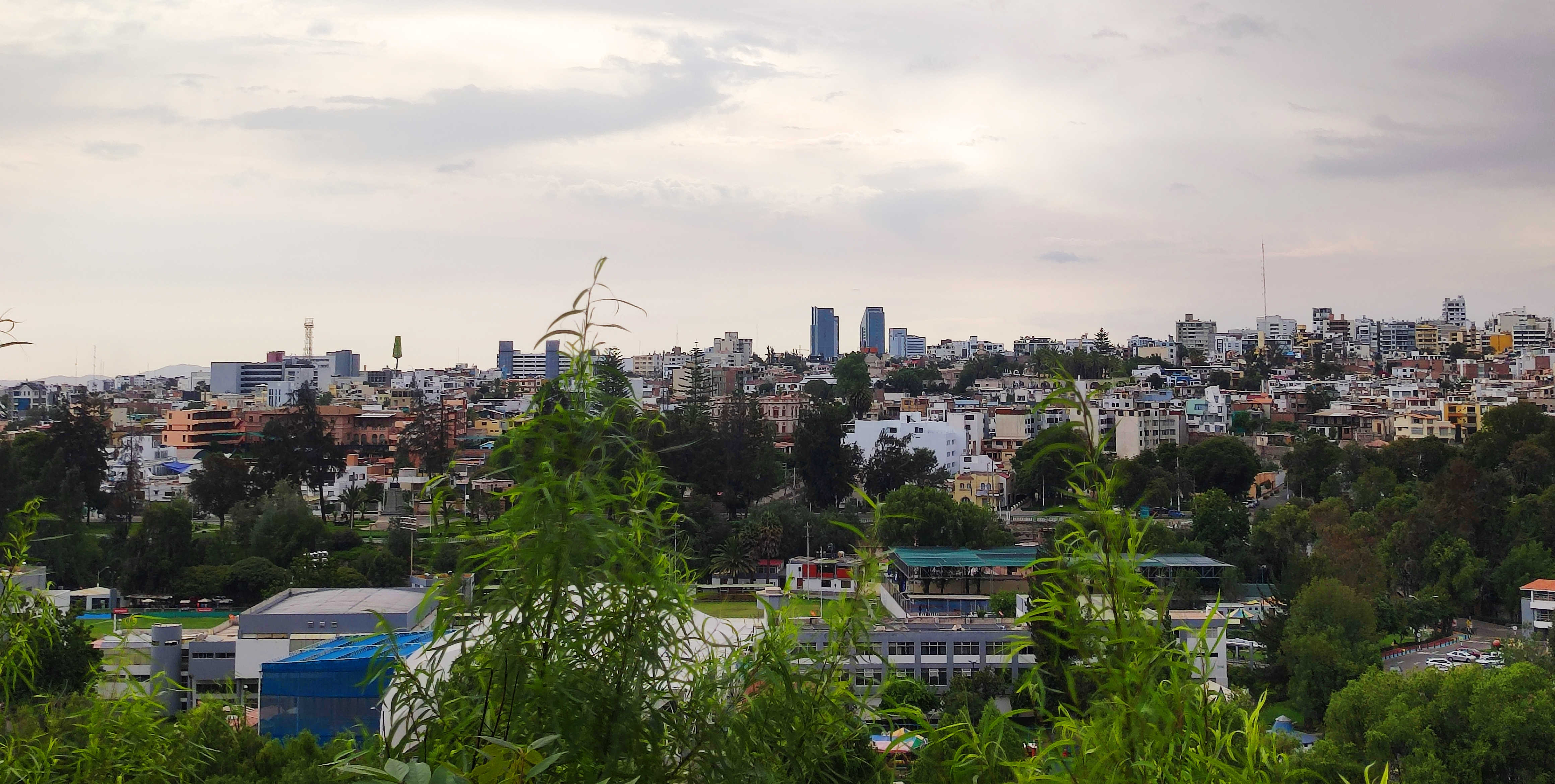
Distritos de Cayma y Yanahuara desde el parque Selva Alegre.

Fuera de esta área monumental, los espacios naturales que se incluyen son:
- El Parque Ecológico de Alto Selva Alegre, situado en medio de una zona urbana al este de la ciudad. Este parque y sus zonas cercanas abarcan un área total de 1008 hectáreas,[163] de las cuales 460 hectáreas pertenecen exclusivamente al parque ecológico.[164]
- La Campiña del Valle de Chilina, forma parte del parque natural de Selva Alegre y ocupa una extensión de 151 hectáreas.[164]
- El Parque Metropolitano de Chilpinilla, el cual ocupa un área de 14 hectáreas.[165]
- El Parque Bosque del Colegio Militar, el cual cuenta con una superficie de 14 hectáreas.[166]

## Economía
| Indicadores económicos - Ciudad de Arequipa | Indicadores económicos - Ciudad de Arequipa | Indicadores económicos - Ciudad de Arequipa | Indicadores económicos - Ciudad de Arequipa |
| PIB 2015 (MM US$) | PIB per cápita 2015 (US$)                   | % desempleo 2012                            | N.º bancos de inversión                     |
| --- | ------------------------------------------- | ------------------------------------------- | ------------------------------------------- |
| 9445 | 18 610                                      | 5,9                                         | 1                                           |
| Fuentes: Revista América Economía. Especial Ciudades«Global cities of the future: An interactive map \| McKinsey & Company». MM US$: Miles de millones de dólares americanos |                                             |                                             |                                             |

La economía de Arequipa se caracteriza por su diversidad y su importancia tanto a nivel industrial como agrícola. Dado que la ciudad es predominantemente urbana, la industria, el comercio y la construcción desempeñan un papel central en su desarrollo. Sin embargo, la presencia de valles fértiles y zonas altoandinas también otorgan relevancia a la actividad agropecuaria, siendo la construcción de sistemas de irrigación un enfoque para mejorar su productividad. En los últimos tiempos, la actividad minera ha experimentado una modernización, pasando de ser principalmente artesanal o de pequeñas empresas a incluir a la gran minería, ejemplificado por empresas como Cerro Verde, fundada en 1993 en la ciudad de Arequipa.
Es la segunda ciudad más industrializada y con mayor actividad económica en Perú. La actividad económica del departamento de Arequipa para el año 2024 alcanzó un PIB nominal de S/ 31 458 millones, con un PBI per cápita de S/ 19 593, consolidándose como la segunda economía regional del país. Dado que la ciudad capital concentra la mayor parte de la actividad económica del departamento, esta cifra es el indicador macroeconómico más representativo de su dinamismo actual. Como referencia, un estudio del año 2015 estimó que el PIB específico de la ciudad era de 9,445 millones de dólares. Dentro de la actividad industrial, se incluyen los productos manufacturados, la producción textil de lana de camélido y la producción y comercialización de concentrados de cobre y molibdeno. La ciudad mantiene vínculos comerciales con Chile, Bolivia y Brasil. Está conectada por medio del ferrocarril del Sur con el puerto de Matarani y las ciudades de Cusco y Puno.

### Industria
El sector industrial de la ciudad es diversificado y tiene presencia a nivel nacional. Esta diversificación se logró en gran medida gracias a la creación del Parque Industrial durante el primer gobierno de Fernando Belaúnde Terry. Tras dos terremotos en 1958 y 1960, se promulgó la ley de la «Junta de Rehabilitación y Desarrollo de Arequipa», que resultó en la construcción del Parque Industrial, albergando inicialmente dos o tres fábricas, incluyendo la fábrica de Cemento Yura.
| Ranking Arequipa                                                      | Corporación                                 | Ranking Perú | Ingresos (millones de US$) |
| --------------------------------------------------------------------- | ------------------------------------------- | ------------ | -------------------------- |
| 1                                                                     | Cerro Verde                                 | 10           | 2896                       |
| 2                                                                     | Holding Alimentario del Perú (Grupo Gloria) | 16           | 1776                       |
| 3                                                                     | Leche Gloria                                | 25           | 1042                       |
| 4                                                                     | Aceros Arequipa                             | 48           | 936                        |
| 7                                                                     | Minera Ares                                 | 83           | 492                        |
| 6                                                                     | Caja Arequipa                               | 131          | 316                        |
| 5                                                                     | Yura                                        | 156          | 298                        |
| 8                                                                     | SEAL                                        | 226          | 167                        |
| 9                                                                     | Michell                                     | 385          | 105                        |
| 11                                                                    | Incatops                                    | 469          | 56                         |
| 10                                                                    | EGASA                                       | 477          | 51                         |
| Los ingresos netos de cada firma exceden los US$50 millones           |                                             |              |                            |
| Fuente: Ranking de las 500 mayores empresas de Perú, AméricaEconomía. |                                             |              |                            |

Dentro de la actividad industrial de Arequipa, se incluyen la producción de productos manufacturados, la fabricación de textiles a partir de la lana de camélidos americanos y la producción y comercialización de concentrados de cobre y molibdeno. La ciudad mantiene vínculos comerciales con Chile, Bolivia y Brasil, así como con las ciudades conectadas a través del ferrocarril del Sur y Sureste del Perú, y el puerto de Matarani.
El sector industrial de Arequipa se compone de varios parques industriales, entre los que se encuentran el «Parque Industrial de Arequipa», orientado a grandes y medianas empresas, y el «Parque Industrial de APIMA», enfocado en pequeñas empresas, además del «Parque Industrial de Río Seco» y zonas industriales en la Avenida Alfonso Ugarte, la Variante de Uchumayo y el Cono Norte. También se encuentran sectores en desarrollo, como Umapalca y Ladrilleras en el camino a Yarabamba, que ocupan un total de 286 hectáreas destinadas a la industria.
El Parque Industrial de Arequipa ha experimentado transformaciones en sus ramas industriales a lo largo de su historia, con un mayor dinamismo en industrias relacionadas con el consumo (alimentos y bebidas), la construcción (P.V.C., cemento y acero) y las exportaciones (empresas textiles). En este polígono industrial, también se encuentran empresas dedicadas a la industria química, plásticos, minerales no metálicos, papelería e imprenta, entre otros. Este parque industrial alberga a más de 150 empresas, incluyendo Alicorp S.A.A., Alimentos Procesados S.A., Laive, La Ibérica, Manuel Muñoz-Nájar, Papelera Panamericana S.A., Consorcio Industrial Arequipa S.A., Omniagro, Cervecerías Backus & Johnston y Corporación Aceros Arequipa. Además, en Arequipa se ha desarrollado una industria textil, tanto de algodón como de fibra de alpaca y lana, representada por fábricas como Francky y Ricky, Michell & Cía. e IncaTops, muchas de las cuales también operan en el Parque Industrial de Arequipa.

### Construcción
El sector de la construcción en Arequipa es el segundo más dinámico del país, después de Lima, según el Estudio de Edificaciones Urbanas elaborado por el Instituto de Construcción y Desarrollo de la Cámara Peruana de la Construcción. En el año 2011, la actividad de construcción abarcó un total de 611 961 metros cuadrados, de los cuales el 65 % se destinó a viviendas, el 10 % a oficinas y el 4 % a locales comerciales. En cuanto a la oferta de vivienda, los departamentos representaron el 70 %, mientras que las casas constituyeron el 30 % de la oferta total en este sector.

### Mercado laboral
Desde el XX, Arequipa ha sido un centro económico en Perú, especialmente en las industrias relacionadas con el sector primario, como la industria textil y la agroindustrial. La ciudad se ha convertido en un punto de cambio e intermediación en la región sur andina, sirviendo como nexo entre la costa y la sierra.
Según la «Encuesta de Hogares Especializada en Niveles de Empleo», Arequipa cuenta con la mayor cantidad de «Población Económicamente Apta para Trabajar» en el interior del país, con un total de 625 547 personas, y la mayor cantidad de Población Económicamente Activa (PEA), que asciende a 376 764 personas, con una tasa de actividad laboral por encima del promedio nacional y un ingreso mensual promedio de 928 nuevos soles. Las principales áreas de actividad laboral incluyen la industria manufacturera (12.9 %), el comercio (23 %) y los servicios no personales (36.6 %).

### Turismo
El turismo es un motor económico para Arequipa, y la ciudad se ha consolidado como el tercer destino más visitado en el país, después de Cuzco y Lima. En el año 2022, Arequipa recibió un total de 1 589 874 visitantes, de los cuales 1 264 938 fueron nacionales y 324 936 extranjeros.
Ferias, exposiciones y congresos
Arequipa se ha convertido en un centro de exposiciones y eventos en el país, con el Buró de Convenciones Arequipa a cargo de la promoción de ferias y exposiciones en la ciudad. En 2011, se registraron alrededor de 1200 eventos en la ciudad.
Arequipa cuenta con el Corso de la Amistad, un pasacalles en el que participan varias delegaciones distritales de la región. También cuenta con el Corso Descentralizado para delegaciones de fuera de la región.

## Habla e idiosincrasia arequipeña

### Español arequipeño

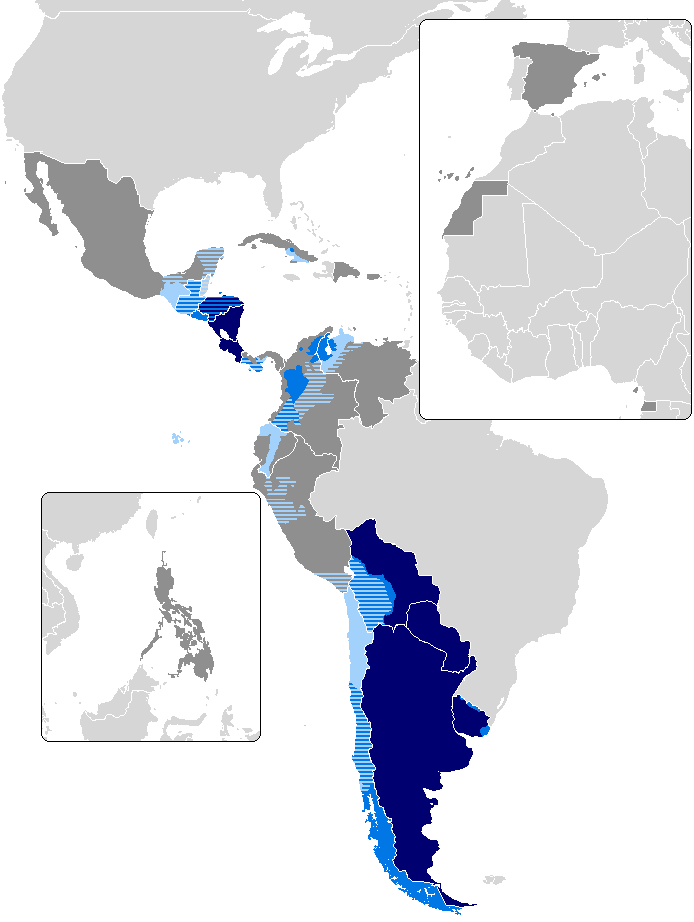
Voseo generalizado de forma oral y escrita
Voseo oral generalizado
Voseo coexistente con el tuteo y/o voseo regional desprestigiado
Países hispanoparlantes sin voseo

El español hablado en Arequipa se distingue por ser un referente del voseo peruano, de acuerdo a varias fuentes. En Arequipa, tanto en las áreas rurales como urbanas, el vos se utiliza en lugar del tú, en contraste con el norte del país, donde el voseo se considera arcaico y se restringe principalmente al área rural.
El uso de vos en la ciudad de Arequipa se acompaña de la utilización de desinencias verbales voseantes de origen chileno. El paradigma voseante empleado está vinculado al voseo monoptongado del tipo II, y se observan conjugaciones de tercera persona en la segunda conjugación.
Hace aproximadamente 50 años, las formas verbales del voseo en Arequipa incluían has, estáis, vos, sois y, en ocasiones, sos, tomás, además de las formas en -és incluso en la primera conjugación, como enojés o chapés. No obstante, estos datos provienen principalmente de textos literarios, lo que a menudo puede reflejar una hiperdialectización.
El voseo verbal se expresa principalmente en el tiempo presente indicativo y en el modo imperativo. En comparación con otros países cercanos como Argentina, Chile y Bolivia, donde el voseo verbal se utiliza en todos los tiempos y modos verbales (cuando es aplicable), en Arequipa su uso es más limitado. El voseo verbal en Arequipa se encuentra prácticamente limitado al tiempo presente y al modo subjuntivo, lo que sugiere que podría estar en proceso de desaparición.
Además del voseo verbal, en Arequipa se utilizan sufijos y afijos de origen quechua en la formación de adjetivos y diminutivos. Por ejemplo, el sufijo -uso es productivo en América y se utiliza para formar adjetivos que indican propiedades valoradas negativamente, como caroso, derivado de una base quechua que se refiere a aquel que tiene la piel desteñida por la ccara. Asimismo, el afijo quechua -sh se emplea en diminutivos e hipocorísticos en ciertas zonas, como Cushto, Gonsha, Tusha.
| Distribución de las formas del voseo verbal arequipeño | Distribución de las formas del voseo verbal arequipeño | Distribución de las formas del voseo verbal arequipeño | Distribución de las formas del voseo verbal arequipeño |
| ------------------------------------------------------ | ------------------------------------------------------ | ------------------------------------------------------ | ------------------------------------------------------ |
| Indicativo                                             | Indicativo                                             | Subjuntivo                                             | Imperativo                                             |
| Presente                                               | Pretérito perfecto simple                              | Presente                                               | Presente                                               |
| Amás                                                   | Amaste(s)                                              | Amarás                                                 | Amá                                                    |
| Temís                                                  | Temiste(s)                                             | Temerís                                                | Temé                                                   |
| Partís                                                 | Partiste(s)                                            | Partirís                                               | Partí                                                  |

Existe un caso particular de traslado de acento de posición grave a aguda cuando se añade el clítico «lo» al lexema verbal.
| Traslado de acento de posición grave a aguda | Traslado de acento de posición grave a aguda |
| -------------------------------------------- | -------------------------------------------- |
| Pronunciación estándar                       | Pronunciación arequipeña                     |
| Pásamelo                                     | Pasameló                                     |
| Indícalo                                     | Indicaló                                     |
| Míralo                                       | Miraló                                       |
| Préstamelo                                   | Prestameló                                   |

### Dialecto loncco
En la ciudad de Arequipa existe un dialecto singular denominado «dialecto loncco» o «habla loncca». Esta variante lingüística constituye una parte del patrimonio cultural y lingüístico de la provincia de Arequipa. Representa la identidad de los «lonccos», los agricultores que habitan los alrededores de la ciudad de Arequipa. La poesía loncca, un género literario que utiliza este dialecto, ha sido impulsada tanto por poetas como José Luis Bustamante y Rivero, Alberto Hidalgo, Alberto Guillén, Percy Gibson y Guillermo Mercado, como por poetas lonccos autóctonos, entre los que se mencionan a Artemio Ramírez Bejarano, Isidro Zárate Santillana, Félix García Salas y Sebastián Oscco Dongo.
A pesar de que en ocasiones se ha denominado a esta variedad lingüística como «poesía loncca arequipeña», en realidad, se enraíza en las comunidades agrarias y populares de la región y es frecuentemente creada por autores autodidactas. Carpio Muñoz destaca que estas voces y expresiones forman parte integral del habla tanto de los chacareros como de los habitantes de la ciudad de Arequipa. Señala que en otras regiones, como Cusco y Puno, los hablantes son bilingües y se comunican en castellano y, cuando es necesario, en quechua. Sin embargo, en Arequipa, el uso del castellano es predominante en la vida cotidiana y familiar, aunque se incorporan ocasionalmente palabras de origen quechua y aimara en el habla local.
En la actualidad, los lonccos representan un elemento de la identidad cultural arequipeña de tiempos pasados. El habla loncca perdura entre los campesinos y los habitantes de los distritos más antiguos y tradicionales de Arequipa, enriqueciendo el repertorio poético y los sentimientos lonccos, los cuales son apreciados por la comunidad arequipeña.

El «camayo», yo quisiera ser,
de la chacra de tu corazón,
«pa'humariarte» ¡oh, bella mujer!
y después «taparte» el «boquerón».
¿«Vo'sois» el que me «querís» pretender?
«botále» un «güeso» a la calle –Simón–,
y «decile» que se vaya a entretener,
porque «tuavía» tiene olor a «requesón».
¡Ay, «cchichipa» te tengo que «merendar»!, 
aunque me cueste pisar espinas,
sobre ellas «ti'hi» de «ccospiar».
«Mirálo» el «pacpaco» me quiere enamorar,
teniendo las rodillas «frontinas»,

y «tuito», el culo pa'remendar.
De El Pretendiente (Artemío Ramírez Bejarano)

### Idiosincrasia
La cultura de Arequipa es particular dentro del panorama peruano, caracterizada por el regionalismo de sus habitantes. A diferencia de otras urbes peruanas, que se perciben con una mezcla cosmopolita y amerindia, Arequipa ha sido descrita como una «isla española». Esto ha generado una definición en sus perfiles regionales, más nítidos que en otras partes del Perú. Tanto cultural como geográficamente, se le ha denominado un oasis cultural y natural. Esta percepción es reafirmada por la documentación de Ventura Travada:

«El número de gentes de esta ciudad es apenas 30.000... los negros, mulatos y otros apenas llegan a 6000, todos los demás son españoles, muchos de ellos de conocida nobleza, porque esta ciudad es de las que sobresalen en el reino de gente española cuya sangre procuran no degenerar, celebrando muchos casamientos con españoles llamados huampos. [Estos españoles] al instante que arriban a este reino se aplican al comercio mercantil porque generalmente es uno de los empleos más honrosos...».
Travado Córdova y Ventura

El sentimiento regionalista de Arequipa se diferencia de otros regionalismos peruanos. Mientras lugares como Cusco llevan con orgullo el legado de haber sido la capital del Imperio incaico, el regionalismo arequipeño se conecta con una lucha contra el centralismo:

«En contraste con otros regionalismos peruanos, especialmente el del Cusco con su singular legado de haber sido la capital del Imperio Incaico, el sentimiento regionalista arequipeño estaba conectado a la lucha contra la política centralista de crear un Estado moderno, alternativa creíble para el centralismo limeño. El regionalismo arequipeño ha logrado evitar ser despedido como un mero provincianismo. Critica a la política descentralista esfuerzo sobre la base de una reserva de locales, el lugar específico de las imágenes como capital simbólico para validar el éxito material de las clases dominantes regionales».
Thomas Love, Redefining Identity, Maintaining Control in Southwestern Peru

Diversos elementos han moldeado la cultura arequipeña. Uno de sus sellos distintivos es el regionalismo, evidenciado en múltiples insurrecciones o revoluciones. Esta particularidad ha llevado a que se le otorgue el apodo de «Ciudad caudillo». Además, destaca la frase del historiador Jorge Basadre: «Arequipa es la pistola que apunta al corazón de Lima», reflejando el histórico antagonismo entre ambas ciudades.

## Monumentos y lugares de interés

### Centro histórico
El centro histórico de Arequipa, que abarca unas 332 hectáreas, alberga un total de 5817 predios, de los cuales 500 son considerados patrimonio. Estos edificios, en su mayoría construidos en el XIX, se erigen sobre los cimientos de estructuras coloniales que fueron destruidas por el terremoto de 1868. Estas casonas, predominantemente construidas en sillar, se distinguen por sus arcos semicirculares y techos abovedados. Los muros de sillar tienen grosores de 1 a 1,5 metros para las habitaciones y más de 2 metros para las iglesias. Gracias al uso de mortero de cal, los muros presentan una uniformidad que se refuerza con las bóvedas de ladrillo o sillar, esta última elección justificada por la escasez de madera.
En la categoría de edificios civiles, se incluyen la Casa Moral, la Casa de Tristán del Pozo, la Casa de Irriberry, la Casa del Pastor, el Palacio de Goyeneche y la Mansión del Fundador. En cuanto a la arquitectura religiosa, destaca el «Monasterio de Santa Catalina», considerado un monumento religioso de gran importancia en Perú. Además, se incluyen la Iglesia de la Compañía y sus claustros, fundados por los jesuitas en el XVII, y otros como el conjunto arquitectónico colonial de San Francisco, el Convento Franciscano La Recoleta y la iglesia y convento de la Merced, que datan de los siglos XVI y XVII. En lo que respecta a la arquitectura militar, se encuentra la antigua penitenciaria de «Fundo El Fierro» y la «Cárcel de XX».
El sillar, una piedra volcánica blanca o, excepcionalmente, rosada, ha tenido un papel fundamental en la arquitectura de Arequipa desde su uso por las culturas preincaicas hasta la actualidad. Los antiguos habitantes de la región lo emplearon para crear petroglifos y pictogramas.

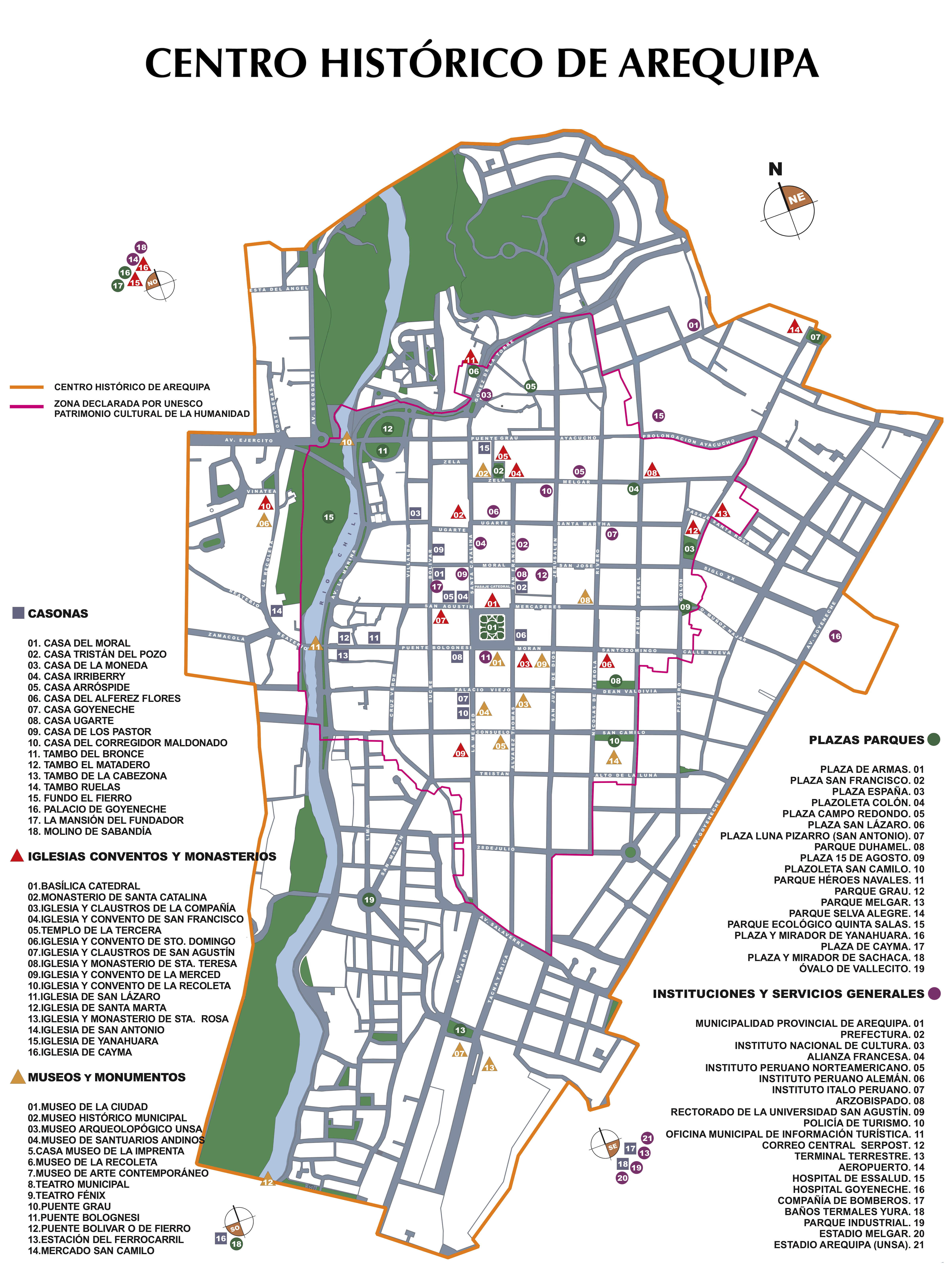
Centro Histórico de Arequipa
Zona Patrimonio de la Humanidad

La arquitectura del casco histórico se caracteriza por el uso predominante del sillar, que comenzó a utilizarse en el último tercio del XVI como una solución estructural antisísmica. Inicialmente, esta piedra volcánica blanca o rosada no se aprovechó plenamente, excepto para las fachadas de la iglesia mayor y algunas viviendas. La ciudad original se construyó principalmente con adobe, cal y canto, techos de palos y paja, o torta de barro. Estos tipos de casas se siguieron construyendo hasta el XIX y eran comunes en el XVIII, algunas de las cuales aún se conservan en el antiguo barrio de San Lázaro. Posteriormente, aparecieron el ladrillo y la teja, y se pueden encontrar casas con techos de teja en el Monasterio de Santa Catalina. Sin embargo, el terremoto de 1582 marcó un punto de inflexión en la arquitectura arequipeña, promoviendo el uso del sillar como la solución estructural preferida.
La arquitectura de Arequipa ha sido moldeada por varios terremotos a lo largo de su historia, dividiéndose en períodos como el fundacional y aldeano (1540-1582), el del barroco (1582-1784), las revisiones rococó y neoclásicas (1784-1868), el empirismo modernizante y las evocaciones neocoloniales (1868-1960), y la arquitectura contemporánea.

#### Monumentos religiosos
En el casco histórico de Arequipa se encuentran 14 iglesias o templos, 4 capillas, 5 conventos y 3 monasterios. Entre los monumentos religiosos se incluyen:
- Catedral de Arequipa:

Este edificio neoclásico es considerado uno de los más importantes de su tipo en Perú. Su reconstrucción, dirigida por el arquitecto Lucas Poblete, comenzó en 1844 y se completó tres años después. El interior de la catedral consta de tres naves, con la nave derecha enfrentando una de sus fachadas laterales que da a la plaza principal. Esta fachada principal está dividida por columnas corintias.
- Iglesia de la Compañía (Arequipa):

Esta iglesia es un exponente de la «escuela arequipeña». Es considerada una de las creaciones del barroco peruano y el punto de partida de esta escuela. Su fachada lleva inscrita la fecha de 1698, lo que demuestra que el arte regional ya había alcanzado un alto desarrollo al comienzo del XVIII. En su interior, se encuentra un altar de estilo barroco.
- Monasterio de Santa Catalina de Siena

#### Monumentos civiles y públicos
Existen 10 edificios de origen cívico en el centro histórico de Arequipa, que incluyen teatros como el Fénix y el Teatro Municipal, hospitales como el Goyeneche y el Hospital de Sacerdotes de San Pedro, puentes como el Bolognesi y el Grau, el Instituto Chávez de la Rosa, la Estación del Ferrocarril, el Mercado San Camilo y el Molino de Santa Catalina.

#### Monumentos militares
A diferencia de Lima, el centro histórico de Arequipa no contó con una muralla, pero aún se conservan monumentos de carácter militar como la «Cárcel de XX» y el penal de mujeres «Fundo El Fierro».

#### Monumentos domésticos civiles
En el ámbito del centro histórico de Arequipa, se encuentran 246 casonas declaradas monumentos, originalmente destinadas a uso doméstico. Estas construcciones se caracterizan por sus robustos muros, diseñados al estilo de cajones, con arcos y bóvedas similares a los de los templos y monasterios religiosos, lo que les otorga solidez y monumentalidad. Aunque el número de edificaciones de valor es extenso, la siguiente lista recoge algunos de los ejemplos más emblemáticos y visitados de los siglos XVII y XVIII quienes solían utilizarse como viviendas, seleccionados por su excepcionalidad arquitectónica, su estado de conservación y su relevancia histórica.
| - Casa del Moral - Palacio Goyeneche - Casa Tristán del Pozo - Casa de la Moneda - Casona Ugarte | - Casa Irribery - Casa Arróspide - Casa del Alférez Flores - Casona del Corregidor Maldonado - Casa del Corregidor Abril y Maldonado | - Casona Goyeneche - Casa de los Pastor - Tambo del Bronce - Tambo de la Cabezona - Tambo de Rúelas |

### Barrios periféricos

##### Zona Monumental de Yanahuara
Localizada a 2 kilómetros de la plaza de armas de Arequipa. Es la capital del distrito de Yanahuara y es conocida por sus iglesias y callejones construidos con estilo andaluz. Su casco histórico, denominado Zona Monumental de Yanahuara, es Patrimonio Cultural de la Nación desde 1972.

##### Villa de Cayma
Ubicado a 3 kilómetros del centro, este lugar es conocido como el «balcón de Arequipa» por su posición elevada. En su plaza se alza un templo, erigido en 1730, considerado un ejemplo del arte religioso de la época colonial. Contiguo al templo se encuentra la Casa Cural, donde se preserva el histórico comedor utilizado por el libertador Simón Bolívar.

##### Sabandía
Situado a una distancia de 3 kilómetros de la ciudad de Arequipa, este pueblo tradicional es un testimonio de épocas pasadas. Sus calles albergan casas que conservan las características de los periodos colonial y de los inicios de la república. El Molino de Sabandía, erigido en el año 1621, es el principal atractivo turístico de este lugar. Representando la arquitectura típica de la región mediante el uso de sillar en su construcción, este monumento histórico se erige como un símbolo del pasado. En tiempos pretéritos, este molino fue el centro de la producción de harina de trigo, maíz y otros cereales, desempeñando un papel vital en la vida y economía local.

##### Sachaca
En el distrito de Sachaca, enmarcado por sus calles estrechas, se encuentra el Palacio de Goyeneche, una mansión que personifica el estilo arquitectónico arequipeño. Esta edificación no solo es un emblema arquitectónico, sino que también ofrece un mirador que brinda una vista de la campiña arequipeña. La iglesia, culminada en el año 1807, completa este conjunto arquitectónico, añadiendo un toque histórico y religioso al lugar.

##### La Mansión del Fundador
Se encuentra a 12 km de la ciudad. Construida al borde del río Socabaya, es una residencia que perteneció a diferentes propietarios de renombre histórico del Perú, aunque se hizo especialmente conocida por ser una de las principales propiedades de la familia Goyeneche.

##### Carmen Alto
A 6 kilómetros de distancia, Carmen Alto presenta terrenos agrícolas que preservan las andenerías de la época incaica, un legado de la antigua ingeniería agrícola.

##### Paucarpata
Ubicado a 7 kilómetros del centro, es otro punto donde se pueden contemplar estas andenerías incas. Además, su iglesia resguarda lienzos de la escuela cusqueña. Este sitio histórico fue testigo de un acontecimiento trascendental: en 1879, aquí se firmó el acuerdo para la entrada pacífica del ejército chileno a Arequipa.

## Medios de comunicación

### Televisión
La televisión llegó oficialmente a Arequipa el 15 de agosto de 1959, con la inauguración realizada en el Pabellón de la Cultura de la Universidad Nacional de San Agustín. Esta iniciativa fue impulsada por el empresario Jack Dwyre a través de la Televisora Sur Peruana - Canal 2 de Televisión, conocido hoy como TV UNSA. Los programas se transmitían en vivo, y en la primera emisión inaugural se presentó a Gladys Zender, quien había sido coronada como Miss Universo en 1958. Esto convirtió a la Universidad Nacional de San Agustín en la primera institución de educación superior en Sudamérica en contar con un medio de comunicación como la televisión. El Instituto de Extensión Cultural, dirigido por el doctor Gustavo Quintanilla Paulet, desempeñó un papel destacado en este logro.
En 1962, Arequipa fue la primera ciudad en emitir una señal descentralizada a través de Radio Televisión Continental (canal 6). Luego, en 1987, nació el canal 8, propiedad de la Compañía de Radiodifusión Arequipa S.A., y desde 2012, este canal se transmite como ATV Sur.

### Radio
Aunque las primeras experiencias técnicas se llevaron a cabo en Lima en 1919 con Telefunken y la primera estación de radio oficial, OAX, surgió en 1925, Arequipa no se quedó atrás en este proceso. En 1928, la ciudad realizó sus primeras pruebas de radiodifusión, y en 1930, vio nacer la primera estación de radio oficial de la región: Radio Landa. Esta emisora fue fundada por Máximo Landa Valcárcel, un ingeniero arequipeño que había recibido su formación en Alemania y Estados Unidos. Landa instaló su primer transmisor en el patio de su casa, ubicada en la calle Sucre, y transmitió en onda corta y onda larga.
A pesar de las limitaciones de recursos y la escasez de discos, Radio Landa se embarcó en el periodismo, se centró en asuntos locales y se convirtió en un espacio para cantantes, bandas y declamadores locales, quienes se presentaban en vivo, con la participación de la audiencia. Cabe destacar que en ese momento, la electricidad en Arequipa solo estaba disponible durante cuatro horas al día, principalmente en la zona central de la ciudad.
El desarrollo de la radiodifusión en el Perú se produjo de manera desigual. Mientras Arequipa experimentaba sus primeros avances en 1928, otras regiones, como Tumbes, tuvieron que esperar hasta la década de 1950 para ver el surgimiento de la radio. En el norte del país, la radiodifusión dependía en gran medida de las filiales de Radio Nacional, en contraste con la iniciativa local de Arequipa, impulsada por el interés en la tecnología más que por razones comerciales. Tras Radio Landa, surgieron otras estaciones de radio en Arequipa, como Radio Arequipa y Radio Continental. Más tarde, Radio Universidad se unió a la escena radial arequipeña. Continental, fundada por la familia Umbert, originalmente se estableció en Ica antes de trasladarse a Arequipa en la década de 1940, desde donde retransmitieron el Primer Congreso Eucarístico Bolivariano.
La radiodifusión en sus primeros años se centraba en la lectura de noticias nacionales o la adaptación de noticias de otras fuentes. El periodismo radial y la investigación periodística tardaron en desarrollarse. En este contexto, los primeros periodistas radiales en el Perú se encontraban en el ámbito deportivo, transmitiendo carreras y eventos deportivos que los periódicos no podían cubrir de inmediato. La radiodifusión de carreras de autos se convirtió en un ejemplo de cooperación entre varias emisoras, cada una con su equipo de transmisión.
Los locutores arequipeños han dejado una huella en la historia de la radio peruana. Nombres como José Sagar Bejarano, Alfredo Bernal Murillo, Humberto Martínez Morosini, Iván Márquez y Zenaida Solís son reconocidos por su habilidad para comunicarse en español y su dedicación al trabajo en la radio. Cada estación de radio local en Arequipa desarrolló su propia personalidad, abordando asuntos regionales y promoviendo su música y artistas locales. Incluso en la actualidad, las estaciones de radio en regiones alejadas de la capital continúan destacándose por su contenido, que se enfoca en su comunidad y sus problemas locales.

### Prensa escrita
La historia de la prensa escrita en Arequipa se remonta al XIX, marcando un capítulo en la evolución de los medios de comunicación en la región. En 1829, se lanzó «Arequipa Libre», seguido de una serie de publicaciones que incluían «El Chili» y «El Misti» en 1834, así como «El Pacificador», «La Patria en Triunfo», «El Pensador» y «El Restaurador» en el mismo año. Posteriormente, en 1835, se publicó «El Yanacocha» y entre 1836 y 1837, «El Republicano» apareció como un semanario. Además, en 1839, se introdujo «La Gaceta Bicolor», junto con otros periódicos como «La Bolsa», «El Deber», «La Patria», «El Ariete» y «El Heraldo».
En 2023, además de los diarios como «El Pueblo» y «Diario Sin Frontera», circulan varios semanarios que juegan un papel en el periodismo local. Uno de estos semanarios es «Encuentro», conocido por su enfoque en el periodismo de análisis. Estos semanarios ofrecen a sus lectores perspectivas detalladas y análisis sobre una variedad de temas, incluyendo política, cultura, economía y eventos sociales locales. También se incluyen el semanario «Mercados & Regiones», un medio de comunicación empresarial, y el semanario «El Búho», que se dedica a la política y la cultura.

## Transporte

### Transporte terrestre

#### Parque automotor
En la última década, la ciudad de Arequipa ha experimentado un aumento en su parque automotor. Factores como la facilitación de la importación, el crecimiento urbano, el mejoramiento de la infraestructura, la migración y la reactivación económica en el país han contribuido al incremento del número de vehículos. Entre 2013 y 2022, el parque automotor en Arequipa ha experimentado un crecimiento del 144 %, pasando de 149 892 a 254 086 vehículos, que incluyen tanto vehículos motorizados como no motorizados, como remolques y semirremolques.
En el año 2022, el parque automotor en Arequipa estuvo compuesto mayoritariamente por vehículos livianos, representando un 83,1 % del total. Esta categoría incluye automóviles, station wagons, camionetas pick-up, vehículos rurales y paneles. Por otro lado, un 16,9 % de los vehículos pertenecían a la categoría de vehículos pesados, que abarca camiones, ómnibus, remolcadores, remolques y semirremolques.

#### Malla vial
La malla vial metropolitana posee una estructura radiocéntrica que se soporta en cuatro vías primarias o troncales: Av. Ejército, Av. Jesús, Av. Alcides Carrión, Variante de Uchumayo y la Av. Parra, que permiten el traslado de la población desde las áreas intermedias y periféricas a los centros de actividad. Estas vías de carácter longitudinal se articulan entre sí mediante vías colectoras, conformando un anillo alrededor del área central formado por: Av. Venezuela, Teniente Ferré, Progreso, Av. Arequipa, Av. Gómez de la Torre, Av. La Marina, San Martín, Av. Salaverry, Mariscal Cáceres, Malecón Socabaya y Av. Venezuela.
Este sistema es completado con algunas vías principales como: Av. Cayma, Av. Arequipa, Av. Goyeneche, Av. Kennedy, Av. Dolores, Av. Lambramani, que llevan los flujos de las vías locales a las colectoras y viceversa.

#### Transporte público
Está compuesto por un conjunto de 83 rutas estratificadas y clasificadas en tres niveles.

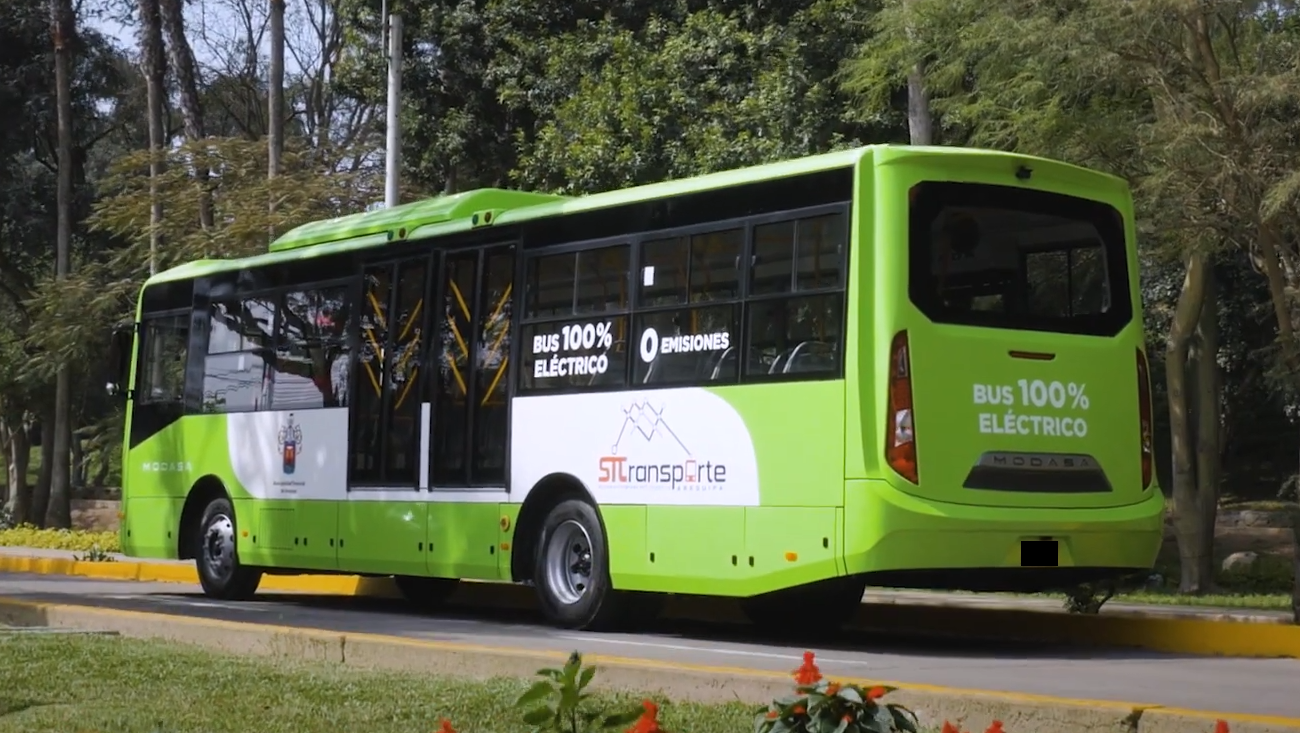
Bus eléctrico de la línea de la red de buses del Sistema Integrado de Transporte de Arequipa. La línea se encuentra en fase preoperativa desde 2019.

- Las rutas troncales, conformadas por un par de carriles segregados por donde transitan buses articulados de la línea  BT1 y  BT2. Su terminal norte se ubica en el sector de Río Seco en el distrito de Cerro Colorado y su terminal sur se ubica en el sector de Lara en el distrito de Socabaya.[226] Como parte de la renovación de su flota, el Sistema Integrado de Transporte (SIT) ha puesto en operación su primer bus totalmente eléctrico. La unidad, asignada a estas rutas, puede transportar a 80 pasajeros y tiene una autonomía de más de 350 km, lo que permite una operación sin emisiones de CO2 ni ruido.[225]
- Las rutas alimentadoras, conformadas por 43 rutas que convergen hacia la ruta troncal. Nueve de ellas operan en las periferias norte y sur de la ciudad, y 34 en zonas intermedias.
- Las rutas estructurantes, conformadas por 35 rutas que, de acuerdo a sus características, brindan un servicio directo con un origen y destino propios.

Las concesiones en las rutas otorgan el derecho de operación para la prestación del Sistema de Transporte Urbano Masivo de Personas (SIT) en las rutas definidas como Troncales, Alimentadoras y Estructurantes, en base a unidades de negocios a continuación listadas.
| Unidad | Rutas                                           | N° Recorridos |
| ------ | ----------------------------------------------- | ------------- |
| C - 1  | BT1 BT2                                         | 2             |
| C - 2  | A25 A27 A28 A29 A30 A32 A33 A37 A38             | 9             |
| C - 3  | A5 A26 A31 A34 A36 A39                          | 6             |
| C - 4  | A14 A15 A40 A41 T13 T14 T15 T16 T17 T18 T38     | 11            |
| C - 5  | A43 T7 T8 T35                                   | 4             |
| C - 6  | T3 T4 T5 T11 T32 T33                            | 6             |
| C - 7  | A7 A10 T6 T9 T12 T37                            | 6             |
| C - 8  | A6 A21 T1 T2                                    | 4             |
| C - 9  | A11 A12 A13 A18 A35 A44 T22 T23 T36             | 9             |
| C - 10 | A19 A20 A22 A42 T19 T20 T21 T26 T28 T29 T30 T31 | 12            |
| C - 11 | A1 A2 A3 A4 A8 A9 A17 A24 T24 T25               | 10            |

### Transporte aéreo

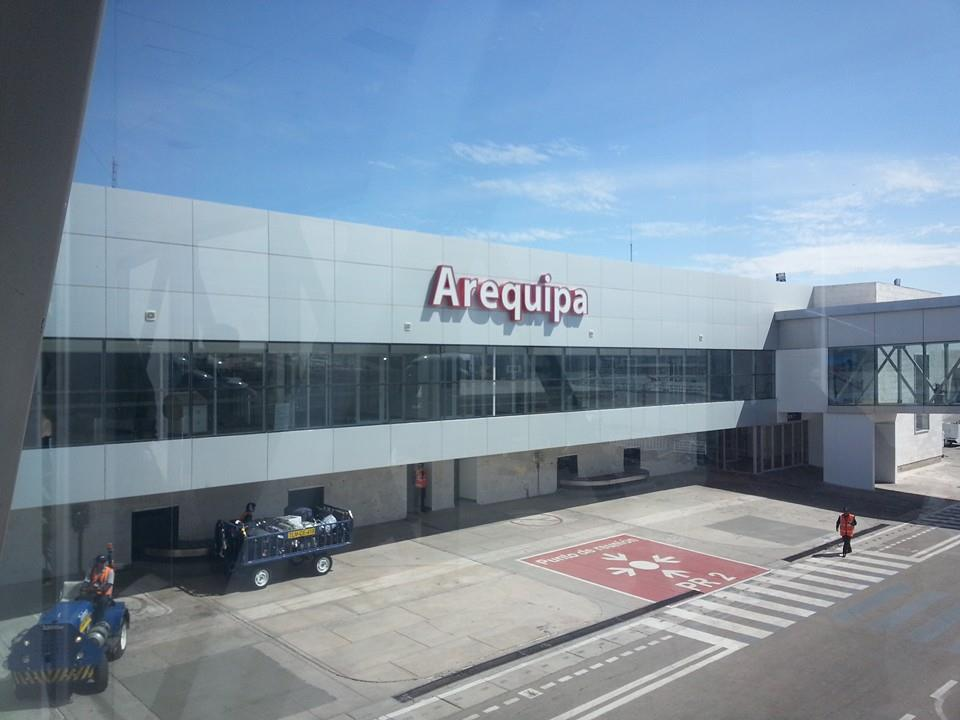
Aeropuerto Internacional Alfredo Rodríguez Ballón.

Arequipa cuenta con el Aeropuerto Internacional Alfredo Rodríguez Ballón, ubicado en el distrito de Cerro Colorado, a aproximadamente 12 kilómetros al noroeste del centro de la ciudad. Por sus características y equipamientos, es considerado uno de los principales aeropuertos del país, y desde el año 2011, está bajo la administración del consorcio «Aeropuertos Andinos del Sur».
En el año 2022, el movimiento total de pasajeros en el aeropuerto alcanzó los 1,7 millones, evidenciando un incremento del 88,3 % con respecto al año 2021. No obstante, en comparación con el año 2019, previo a la pandemia, se registró una contracción del 12,6 %. El tráfico aéreo nacional representó el 98,8 % del flujo total, mientras que el tráfico internacional explicó el restante 1,2 %.
En el análisis del movimiento de pasajeros, el servicio aéreo doméstico representó un 87,0 % de los niveles prepandemia. Por otro lado, el servicio aéreo internacional superó dichos niveles en un 25,4 % durante el mismo período. Esto lo convierte en el segundo aeropuerto de la región sur con mayor tráfico de pasajeros, después del Aeropuerto Internacional Alejandro Velasco Astete en Cuzco, y el tercero a nivel nacional.

### Transporte férreo

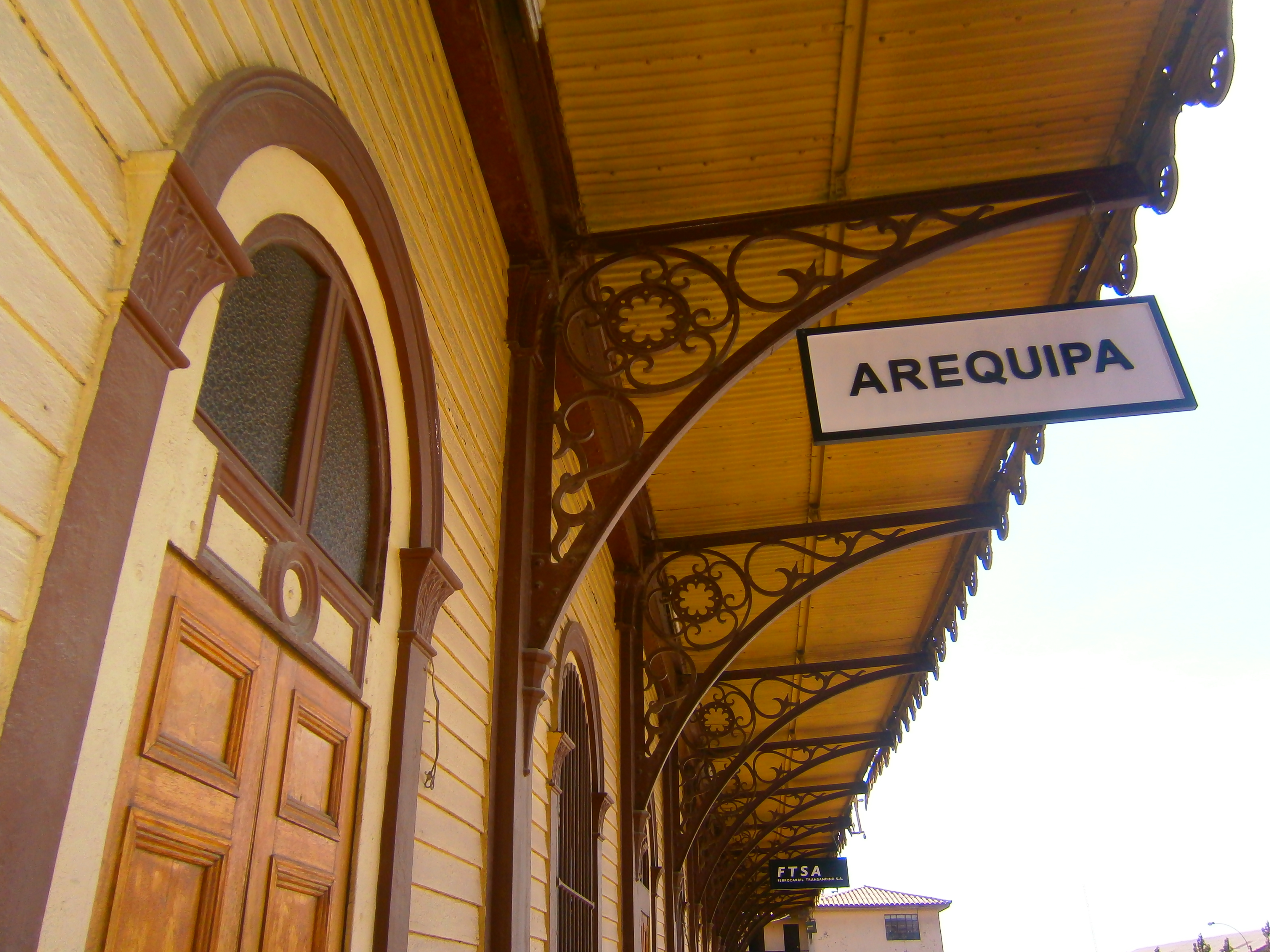
Estación ferroviaria de Arequipa.

La importancia que fue adquiriendo Arequipa en la exportación lanera y el triunfo de la rebelión arequipeña de 1867 posibilitaron la construcción del Ferrocarril de Arequipa, la cual convirtió a la ciudad en el eje de la región surperuana. El sistema ferroviario en Arequipa comenzó a tomar forma en el XIX, con la construcción de varias líneas. La línea férrea más destacada fue la que conectaba Arequipa con Mollendo, una ruta crucial para el comercio y la comunicación con la costa. Esta línea fue fundamental para el transporte de mercancías, especialmente durante el auge de la exportación de lana de alpaca y otros productos regionales.
A lo largo de los años, el sistema ferroviario de Arequipa se expandió para incluir conexiones con otras ciudades importantes, como Puno y Cusco. Estas líneas no solo facilitaron el movimiento de mercancías, sino que también proporcionaron una ruta para los viajeros, promoviendo el turismo y la integración cultural entre las regiones.

## Bienestar social
| Universidades en Arequipa                          | Universidades en Arequipa | Universidades en Arequipa       |
| Universidad                                        | Instalación               | Estudiantes matriculados (2023) |
| -------------------------------------------------- | ------------------------- | ------------------------------- |
| Universidad Nacional de San Agustín                | 1828                      | 27 343                          |
| Universidad Católica de Santa María                | 1963                      | 20 732                          |
| Universidad Católica San Pablo                     | 2004                      | 9720                            |
| Universidad de La Salle                            | 2012                      | 1133                            |
| Fuente: Compendio estadístico del Perú 2022 (INEI) |                           |                                 |

### Educación

#### Educación infantil, primaria y secundaria
Se estima que hay unos 45 410 alumnos en educación infantil, 156 758 en educación primaria, unos 296 770 en educación secundaria, 2171 en educación especial y en torno a 150 392 de formación profesional en los 14 distritos que conforman la ciudad.

#### Educación superior
La ciudad de Arequipa es sede de una universidad pública y siete universidades privadas:
- La Universidad Nacional de San Agustín se destaca por sus tres campus principales y por ser la segunda universidad pública más grande de Perú, superada únicamente por la Universidad Nacional Mayor de San Marcos. La mayoría de sus escuelas y facultades están ubicadas en la Ciudad Universitaria de Independencia, cuyo desarrollo fue ideado por el arquitecto Héctor Velarde en 1940, pero no se materializó hasta 1962, momento en que la universidad se descentralizó y se mudó a este nuevo emplazamiento.[239][150] El diseño de la Ciudad Universitaria sigue un modelo académico inspirado en las enseñanzas de L'Ecole des Beaux Arts de París. Su diseño se caracteriza por la simetría en la disposición de elementos y pabellones. Esta estética influenció el desarrollo de un estilo arequipeño con características neocoloniales, el cual, a su vez, tuvo un impacto en otros centros educativos de Perú y América Latina.[nota 7] Sus orígenes se remontan a la Universidad Real y Pontificia Intra claustra, fundada el 22 de enero de 1714, y a la Academia Lauretana de Ciencias y Artes, establecida el 10 de diciembre de 1821.
- Universidad Católica de Santa María
- Universidad de San Martín de Porres
- Universidad Andina Néstor Cáceres Velásquez

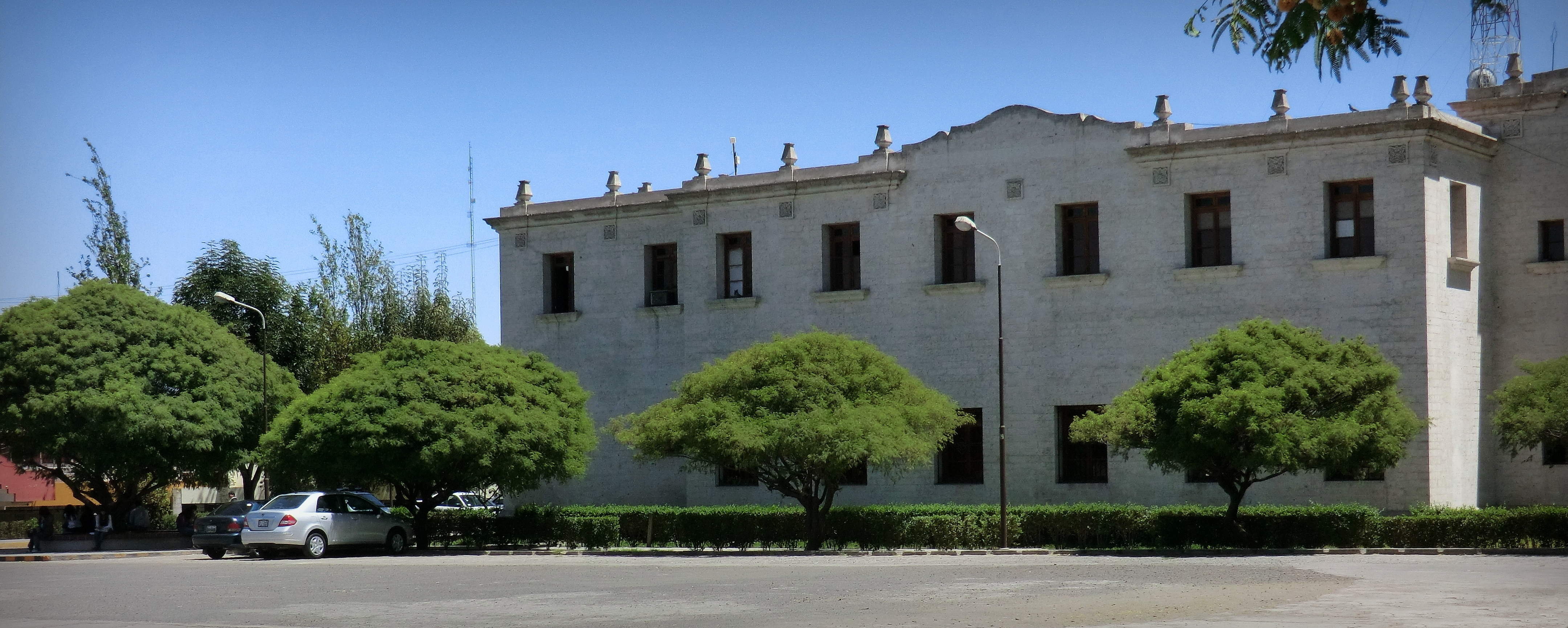
Ciudad Universitaria de la Universidad Nacional de San Agustín ubicada entre el curso de las avenidas Independencia y Venezuela.

- Universidad Alas Peruanas
- Universidad Católica San Pablo
- Universidad Tecnológica del Perú
- Universidad Continental

### Sanidad

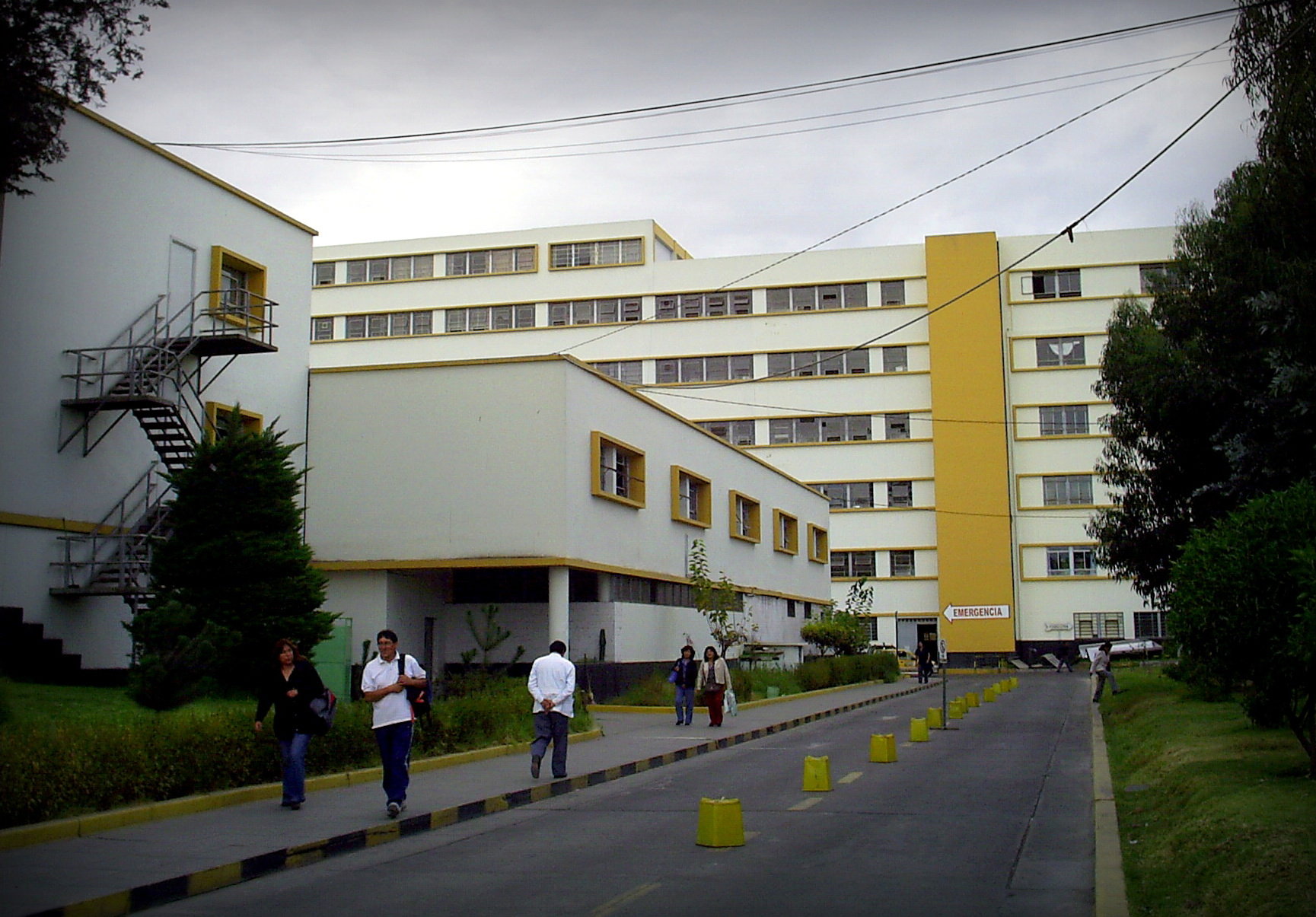
Hospital Regional Honorio Delgado Espinoza.

Por ser la capital administrativa y económica de la Región Arequipa, la ciudad concentra la mayor cantidad de centros de salud tanto públicos como privados, que en total suman 680 establecimientos.Las instituciones de salud pública que están presentes en la ciudad son:
| - EsSalud - Hospital Nivel I: Edmundo Escomel - Hospital Nivel III: Yanahuara - Hospital Nivel IV: Hospital Nacional Carlos Alberto Seguín Escobedo (HNCASE) - Policlínico Metropolitano - Complejo de Prestaciones Sociales | - Ministerio de Salud (MINSA) - Hospital Regional Honorio Delgado Espinoza - Hospital II Goyeneche - Instituto Nacional de Enfermedades Neoplásicas (INEN): - Instituto Regional de Enfermedades Neoplásicas |

## Espacios culturales

### Teatros

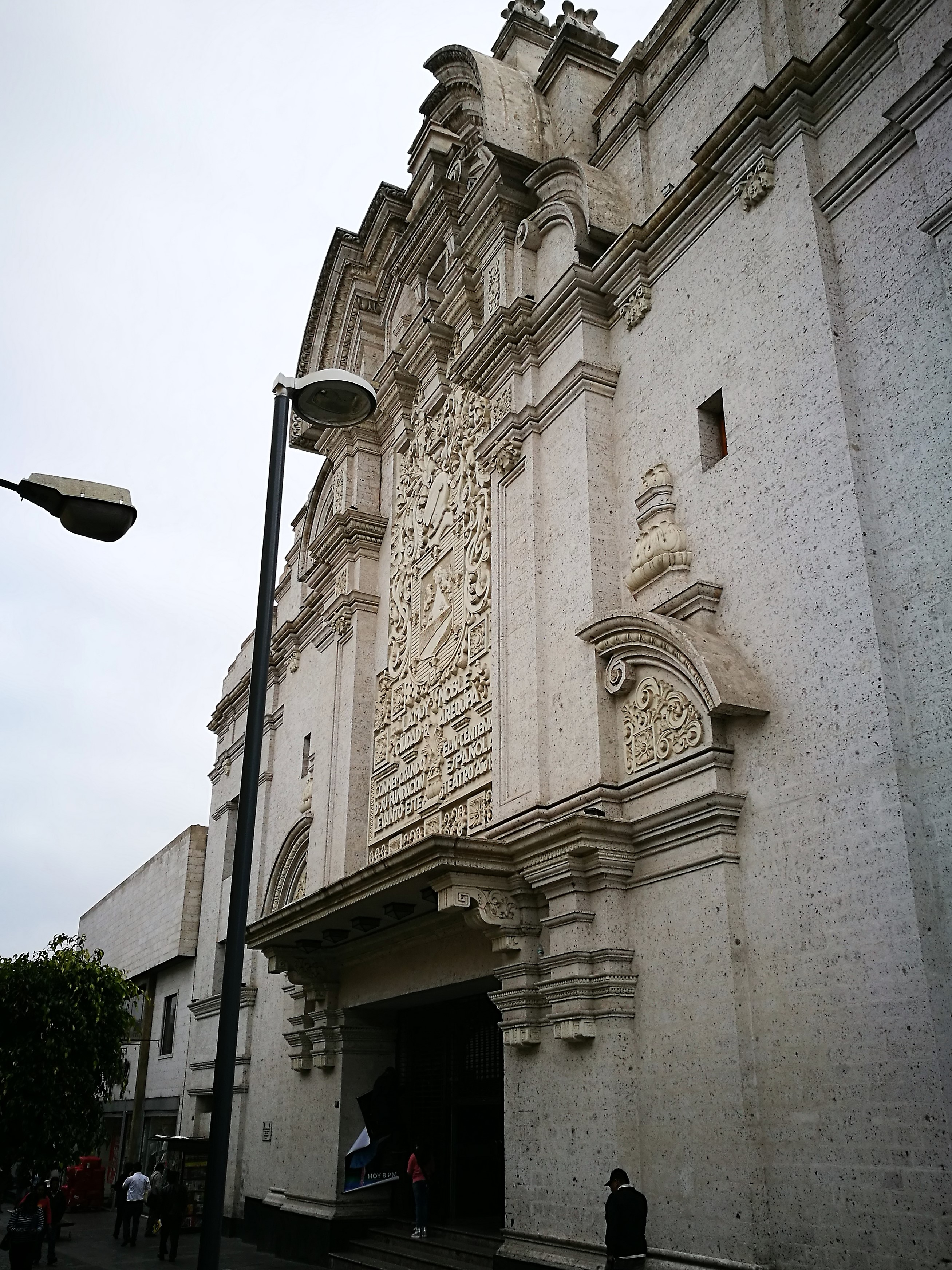
Teatro Municipal de Arequipa, erigido en conmemoración del IV Centenario de la fundación española de Arequipa.

Arequipa cuenta con diversos espacios escénicos adaptados a las necesidades de distintos eventos y presentaciones:
- El Campo Ferial de Cerro Juli, donde se encuentran dos recintos principales: el «Centro de convenciones», con capacidad para 2304 espectadores, y los «Pabellones de exposición», que albergan hasta 4259 personas. Estuvo concesionado por 30 años por la Asociación Empresarial Cerro Juli.[245]
- El Teatro Municipal de Arequipa, tiene una capacidad de 1058 butacas.
- El Teatro Fénix, cuenta con 745 butacas. Este es el teatro más antiguo de Arequipa y su capacidad se distribuye en 390 butacas en platea, 104 en palco, 108 en galería y 143 en covacha.[246]
- El Teatro Ateneo, posee una capacidad para 227 personas.[247]
- El Centro Cultural Artescénica, ubicado en el distrito de Yanahuara, tiene un Teatro de Cámara con capacidad para 50 personas.[248]

### Museos y centros culturales
Las manifestaciones culturales se desarrollan principalmente en los institutos culturales; organizaciones como la Alianza Francesa, el Centro Peruano Alemán y el Centro Cultural Peruano Norteamericano organizan actividades en torno a las artes, la música, la danza y la literatura, entre otros. Por su parte, el Centro Cultural Chaves de la Rosa de la Universidad Nacional de San Agustín y la Universidad Católica de Santa María promueven diversas actividades.
En la década de 1990, las instituciones bancarias mostraron interés en promover y gestionar actividades culturales; las empresas privadas, por su parte, se sumaron a este movimiento auspiciando diversos proyectos.
A continuación se lista los principales recintos culturales de la ciudad:
- La Sala Virtual de Arequipa se encuentra ubicada en el «Portal de la Municipalidad» y alberga una variedad de contenidos relacionados con el casco urbano del centro histórico de Arequipa, particularmente en el espacio declarado como Patrimonio Histórico de la Humanidad, así como en sus proximidades. Este espacio permite apreciar la evolución de la arquitectura arequipeña a lo largo del tiempo.[252]

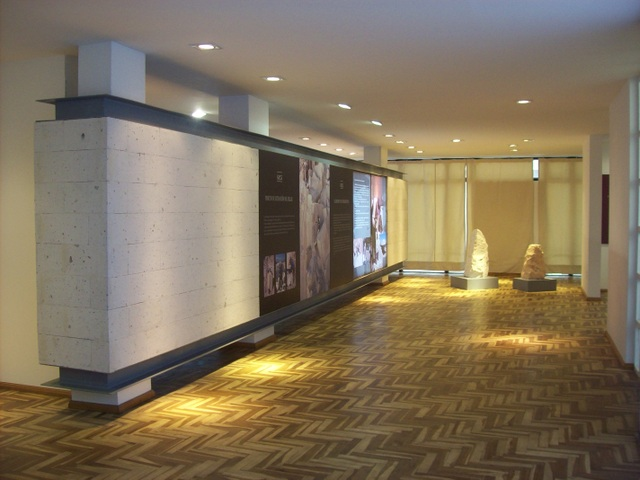
La Sala Virtual de Arequipa, ubicada en el Palacio Municipal, abrió sus puertas en junio de 2003.

- El Museo Regional del Banco Central de Reserva presenta una sala de numismática donde se exhiben billetes y monedas acuñados en el Banco Central de Reserva de Arequipa en los siglos XVI y XVII. El museo también cuenta con una pinacoteca que alberga 17 cuadros del XVIII de la Escuela Cusqueña. Además, se pueden apreciar piezas arqueológicas en metal y cerámica pertenecientes a las culturas Chavín, Chimú, Moche, Virú, Recuay, Nasca e Inca.[253]
- El Museo Arqueológico de la Universidad de San Agustín se encuentra en una casona del XVII, y en su colección se pueden apreciar objetos líticos, restos óseos de sacrificios humanos, piezas de cerámica y tejidos precolombinos.[250]
- El Museo Arqueológico de la UCSM exhibe alrededor de 1000 objetos de diferentes grupos culturales que se desarrollaron en la región desde el año 12 000 a. C. hasta la época colonial, incluyendo las culturas Nasca, Tiahuanaco, Wari, Churajón, Acarí, Aruni e Inca, además de material transicional y colonial.[254]
- El Museo Santuarios Andinos de la Universidad Católica de Santa María se creó el 26 de marzo de 1997, a raíz de las investigaciones arqueológicas realizadas por el Proyecto «Santuarios de Altura del Sur Andino», dirigido por los profesores Johan Reinhard y José Antonio Chávez. En este museo se encuentra la Momia Juanita, quien fue sacrificada en la montaña de Ampato. A pesar de ser una muestra atractiva, el trabajo museográfico ha sido objeto de críticas.[255]
- El Museo de Arte Contemporáneo está dedicado a la pintura y la fotografía a partir del año 1900. Alberga una colección de arte del XX, fotografía y exposiciones de artistas como Miguel Vargas y Carlos Vargas, el fotógrafo cusqueño Martín Chambi, y jóvenes artistas locales. También se exhiben obras de pintores peruanos como Fernando de Szyszlo, Carlos Enrique Polanco, Ramiro Llona, José Tola, Gerardo Chávez, Natalia Iguíñiz, Jaime Higa, Luz Letts, Carlos Runcie Tanaka, Amelia Weiss, Claudia Cuzzi y Venancio Shinki.[256]
- El Museo de Historia Natural está ubicado en la Universidad Nacional de San Agustín y cuenta con una sala de exposición de especímenes vertebrados e invertebrados de la fauna nacional accesible para el público general, y una colección científica orientada a investigadores, especializada en las áreas de mastozoología, ornitología, herpetología, ictiología, entomología y aracnología, cada una con ambientes y materiales de estudio e investigación.[251]
- El Museo Amazónico se encuentra en el distrito de Yanahuara y exhibe objetos relacionados con la actividad de los misioneros en la selva durante los siglos XVI, XVII y XVIII.[257]
- El Museo Forestal de la Policía Ecológica se encuentra en el distrito metropolitano de Paucarpata y cuenta con una muestra de más de 300 especies de animales de la fauna silvestre peruana, especialmente aquellas en peligro de extinción. También alberga 35 animales vivos.[258]
- El Museo de Arte Virreinal Santa Teresa fue fundado en 1710, y desde entonces permanece en vida, albergando a una Comunidad de Monjas contemplativas dedicadas a orar por los afanes del mundo. En sus más de 300 años de existencia, el Monasterio ha ido atesorando pinturas, esculturas, mobiliario, orfebrería, artes decorativas, lienzos, pintura mural y objetos de uso cotidiano de diferentes épocas, procedencias y estilos artísticos.[259]
- El Museo de la Catedral fue inaugurado en el año 2011 al conmemorarse las actividades de clausura del Año Jubilar por los 400 años de creación de la Diócesis de Arequipa. Cuenta con cuatro salas de exposición de bienes culturales religiosos que representan esta historia y el crecimiento de una ciudad a la luz de su fe. Los fondos museográficos están conformados por objetos y ornamentos litúrgicos de metal reconocidos por su excepcionalidad, como el depósito eucarístico y las custodias utilizadas en ceremonias religiosas; vestimentas de arzobispos, autoridades eclesiales y hábitos sacerdotales; lienzos de la escuela cusqueña y del pintor Francisco Laso.[251]
- El Museo Convento La Recoleta de Arequipa fue inaugurado en 1978, ocupa cuatro claustros del antiguo convento de la orden franciscana del siglo XVll (1648). Cuenta con 17 salas de exposición permanente de diversos bienes culturales arqueológicos, histórico-artísticos, litúrgicos, etnográficos y científicos, así como una biblioteca donde se conservan documentos y más de 25 mil volúmenes que datan de los siglos XVl al XVlll.[251]
- El Museo de Santa Catalina es uno de los complejos arquitectónicos religiosos más importantes del Perú y América virreinal. Fundado en 1579, pertenece a la orden de los dominicos y cuenta con la presencia de monjas de clausura en una zona reservada del recinto, lo que evidencia la continuidad religiosa de su concepción.[260]
- El Museo Arqueológico José María Morante fue inaugurado en 1933, ocupa un inmueble histórico construido a finales del Virreinato y declarado Patrimonio Cultural de la Nación. Cuenta con cinco salas de exposición permanente donde se exhiben bienes culturales que abarcan el desarrollo prehispánico, desde las fases más tempranas, la presencia de las culturas regionales Churajón y Chuquibamba, hasta la influencia Inca; una sala con mobiliario virreinal y republicano, además de una importante colección de pinturas de la escuela cusqueña del siglo XVlll.[251]
- El MUCEN Arequipa se inauguró en el 2007. Hoy en día, funciona en las históricas Casa Goyeneche y su colindante Casa Bustamante. El museo presenta distintas salas, desde Numismática, Arqueología y Arte Colonial.[261]

## Arte y cultura

### Artes plásticas

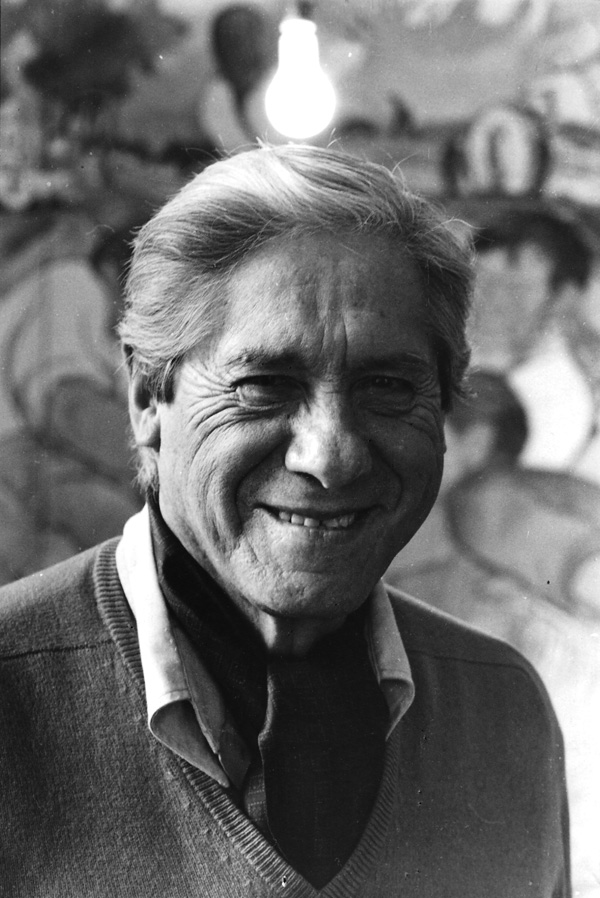
Teodoro Núñez Ureta, pintor arequipeño de formación autodidacta que llegó a ser director de la Escuela Nacional de Bellas Artes del Perú entre los años 1973 y 1976.

El paisaje artístico de Arequipa se caracteriza por una fusión entre raíces ancestrales y corrientes contemporáneas. Su historia se remonta al arte iconográfico precolombino, ilustrado por petroglifos y cerámica, siendo el yacimiento de «Toro Muerto» un testimonio de ello. Expertos como el Dr. Eloy Linares Málaga y el Dr. Antonio Núñez Jiménez han dedicado sus estudios a estos sitios arqueológicos.
La llegada de los colonizadores españoles marcó una nueva era, fundiendo influencias españolas e indoamericanas. Esta amalgama se refleja en la arquitectura de sus templos, la talla de muros y altares, y en la emergencia de una pintura mestiza. Aunque esta última resistió las corrientes del Renacimiento europeo, Arequipa no quedó excluida del panorama internacional: corrientes de Francia, Inglaterra y España dejaron su huella, reformando el arte local.
En este contexto cultural, floreció el arte académico y romántico. Pioneros como Carlos Baca Flor, Enrique Masías y Jorge Vinatea Reynoso señalaron el inicio de una era que, finalmente, abrazaría el arte contemporáneo. Este movimiento contó con la influencia de maestros como Víctor Martínez Málaga, Teodoro Núñez Ureta, Alejandro Núñez Ureta y Enrique Urízar.
La contemporaneidad en Arequipa ha visto surgir artistas que experimentan con diversos estilos. Se incluyen nombres como Pablo Núñez Ureta, Luis Palao Berastain y José Ricketts. Espacios como el Museo de Arte Contemporáneo de Arequipa y la colección de la compañía Michell brindan ventanas para apreciar este legado. La caricatura, por otro lado, cuenta con Omar Zevallos y nuevos talentos como Valois Inga y Víctor Sanjinez.
En el ámbito de la fotografía, la ciudad ha sido testigo del aporte de los hermanos Vargas. Durante finales del XIX y principios del XX, Carlos y Miguel Vargas, con su estudio «Vargas Hnos.», capturaron la esencia de Arequipa, documentando desde eventos y festividades hasta cambios en moda y arquitectura. Su obra trasciende la simple documentación, reflejando la humanidad y las emociones de sus sujetos. A lo largo de los años, su legado ha sido honrado a través de exposiciones y reconocimientos, manteniendo a los Vargas como un pilar en la historia fotográfica peruana.

### Literatura

#### Inicios
La literatura en Arequipa tiene sus raíces en la fundación de la ciudad en la época colonial. Pedro Pizarro, hermano del conquistador Francisco Pizarro, es reconocido como uno de los primeros escritores de Arequipa, documentando los primeros días de la ciudad en su crónica. Este periodo inicial sentó las bases para un desarrollo literario influenciado por el mestizaje cultural y las dinámicas sociales del virreinato.

#### El Siglo de Oro Arequipeño
Durante el virreinato, Arequipa vio emerger a escritores conocidos como «peruleros», quienes mezclaban influencias europeas con la realidad peruana. Esta época fue testigo de la creación de obras literarias que reflejaban una sociedad en transición, con una marcada influencia del pensamiento medieval y el Renacimiento. Autores como Diego Martínez de Rivera y Alonso Picado se destacaron como poetas y cronistas de su tiempo.
Durante la época virreinal, Arequipa fue cuna de varios ingenios que formaron parte del círculo literario del Perú. Entre sus figuras destacadas se encuentra el obispo Gaspar de Villarroel, reconocido como un «prosista no vulgar, de los mejores de América en su tiempo». La prominencia de la producción literaria arequipeña fue reconocida incluso por Miguel de Cervantes, quien elogió al poeta 'Diego Martínez de Rivera en su Canto de Calíope, describiéndolo como «un sol único y solo», y también al general Alonso Picado por su valor. Otros literatos vinculados a la región incluyen a Miguel Cabello de Balboa, de una familia radicada en la ciudad y autor de un soneto laudatorio, y a Fulgencio Maldonado, conocido como el Chantre de Arequipa, quien participaba activamente en el ambiente cultural de la época.

#### SigloXIX

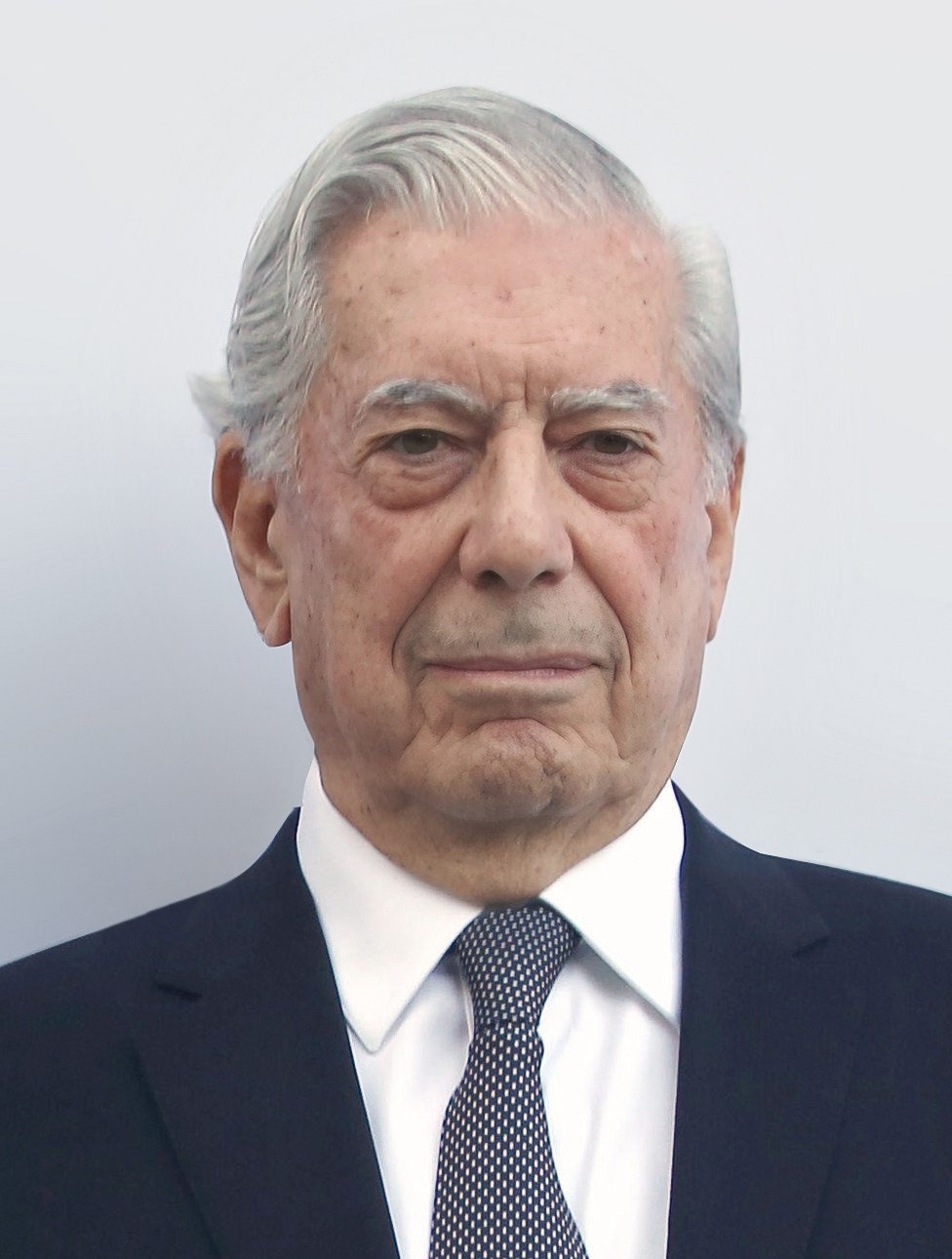
Mario Vargas Llosa, escritor arequipeño considerado uno de los más importantes novelistas y ensayistas contemporáneos. Ha recibido numerosos premios, entre los que destacan el Nobel de Literatura 2010, el Cervantes 1994, el Príncipe de Asturias de las Letras 1986, entre otros. Junto a Gabriel García Márquez, Julio Cortázar y Carlos Fuentes, es uno de los exponentes centrales del boom latinoamericano.

Juan Domingo de Zamácola y Jáuregui se destaca como cronista en la previa a la independencia, narrando tradiciones e historias arequipeñas. El espíritu libertario del XIX encuentra su máxima expresión en Mariano Melgar, aunque su figura, central en el romanticismo, es solo una parte de la historia literaria arequipeña. Su obra, imbuida de romanticismo y una conexión con los ideales de libertad, representa una era de transformación en la literatura local. Su estilo y temática resuenan con los movimientos románticos europeos, aunque su enfoque era distintivamente peruano. Otros poetas como Benito Bonifaz y Manuel Castillo también aportan a este período. Documentos como «Historia de nuestra Señora de Cayma» y relatos del terremoto de 1784 reflejan el pulso de la época.

#### SigloXXy modernización

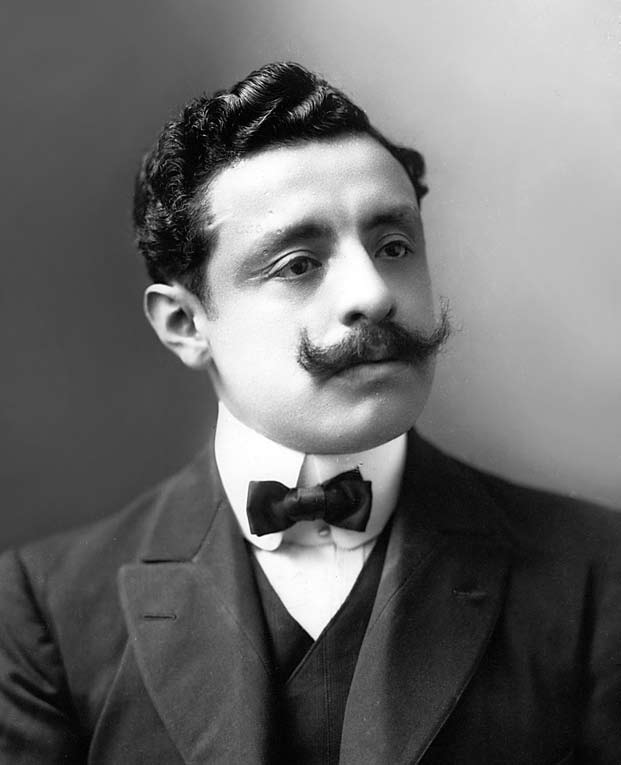
Pedro Paulet, científico nacido en la ciudad de Arequipa en 1874, fue uno de los primeros en experimentar con cohetes a propulsión, siendo considerado como el «Padre de los Cohetes Modernos» y por otros como el «Padre de la Astronáutica Moderna».

El XX trajo consigo una renovación en la literatura arequipeña. El grupo literario «Aquelarre», liderado por Percy Gibson Moller, marcó un hito en la literatura de Arequipa, introduciendo estilos vanguardistas y una lírica evolucionada. Escritores como César Rodríguez Olcay y Renato Morales de Rivera contribuyeron a este renacimiento literario.
El final del XIX marca una transición con Manuel González Prada como figura central. El XX introduce el modernismo en Arequipa con el Grupo El Aquelarre, donde Percy Gibson y César Atahualpa Rodríguez son figuras principales. Abraham Valdelomar influye en esta generación. La narrativa cuenta con Augusto Aguirre Morales, y en crítica literaria destaca Antonio Cornejo Polar. Nombres como el Nobel Mario Vargas Llosa y Oswaldo Reynoso son referentes, y la ciudad sigue nutriéndose de talento con autores como José Ruiz Rosas, Aníbal Portocarrero y Jull Antonio Casas Romero.
Hoy, los escritores arequipeños enfrentan desafíos como la falta de visibilidad y el acceso limitado a editoriales. Hay un llamado a fortalecer las instituciones culturales locales y nacionales para promover mejor la literatura arequipeña. Iniciativas como la «Biblioteca Juvenil de Arequipa», aunque valiosas, requieren mayor integración en el sistema educativo y la cultura popular.

### Música y danza

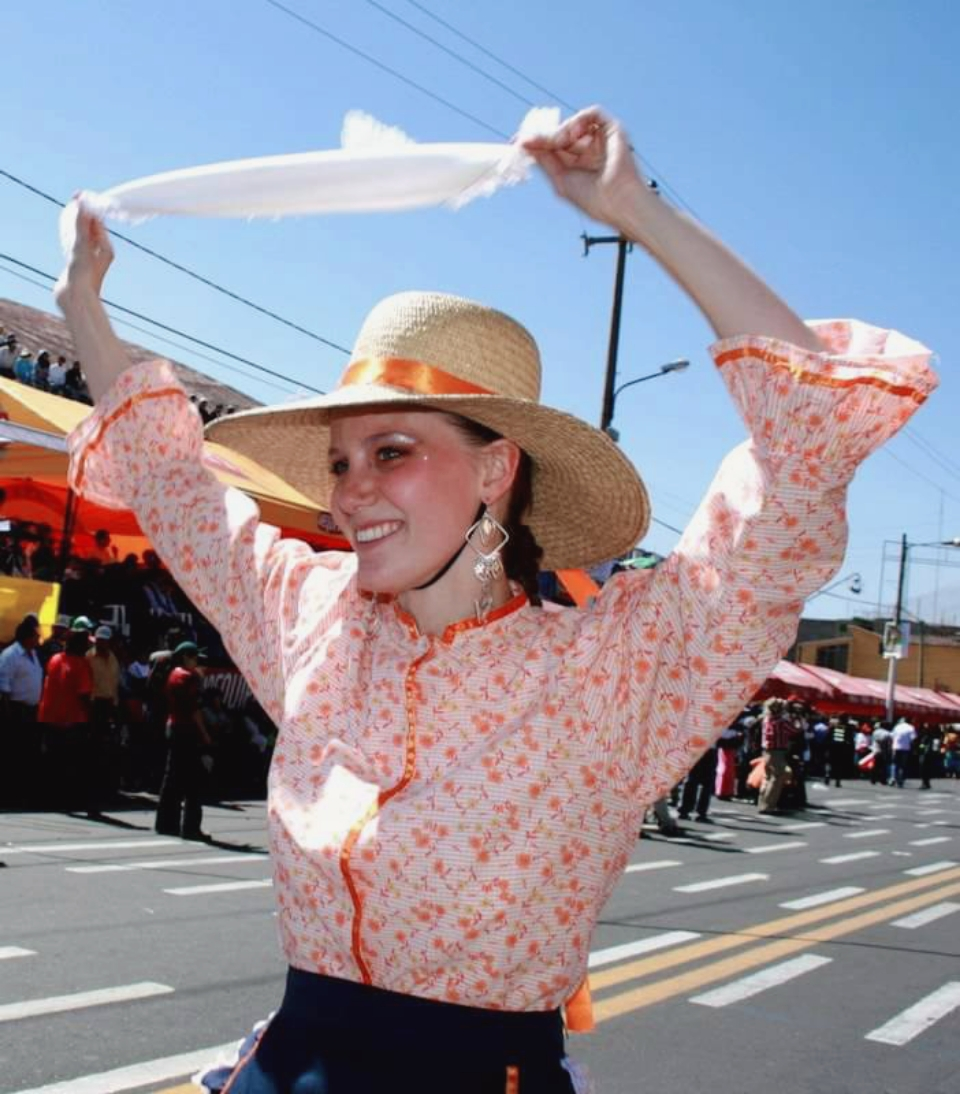
Carnaval arequipeño.

Arequipa, desde tiempos del virreinato, ha sido un semillero de compositores de música académica, entre los que se incluyen figuras como Mariano Melgar, reconocido más por su poesía, Pedro Jiménez de Abril Tirado y Florentino Díaz. Esta ciudad se ha consolidado como un centro de compositores con una formación musical sólida.
Transicionando hacia la época republicana en Perú, surgieron varios músicos que fusionaron la música europea con elementos locales. Entre ellos, Manuel Lorenzo Aguirre de la Fuente, quien, aunque no fue un músico profesional, dejó un legado en el libro Manuel L. Aguirre de la Fuente. Legado musical, el cual incluye análisis y partituras de sus composiciones.
En esta línea de innovación, Luis Duncker Lavalle, apodado el Forjador de la música mestiza, integró melodías andinas en formas musicales europeas, destacando en sus obras para piano. En su honor, el Conservatorio Regional de Arequipa lleva su nombre. Siguiendo este legado musical, José María Octavio Polar Vargas, fundador de la primera Sociedad Filarmónica en 1886, realizó una contribución a la música de Arequipa, destacándose también como profesor y cronista.
A su vez, Aurelio Díaz Espinoza, autor del Himno de Arequipa, se destacó como un prominente músico y compositor, liderando la Escuela Regional de Música y la Asociación Orquestal de Arequipa. Carlos Sánchez Málaga, pianista, profesor y compositor, se distinguió por incorporar temas de la música tradicional arequipeña en sus obras, desempeñándose como director del Conservatorio Nacional de Música y fundador de su primer coro estable.
Ya en el XX, figuras como Roberto Ramírez Zevallos-Ortiz, Roberto Carpio Valdez y Juan Francisco Ballón Ballón dejaron su huella en el panorama musical. A ellos se suman Armando Sánchez-Málaga González, Benigno Ballón Farfán, conocido por sus yaravíes y marineras, especialmente por el vals «Melgar», y Mario Cavagnaro, cuyas obras abarcan una amplia gama de géneros, incluyendo valses como «El Regreso» y una variedad de polcas criollas, boleros, tonderos, marineras, huaynos, entre otros.

### Gastronomía

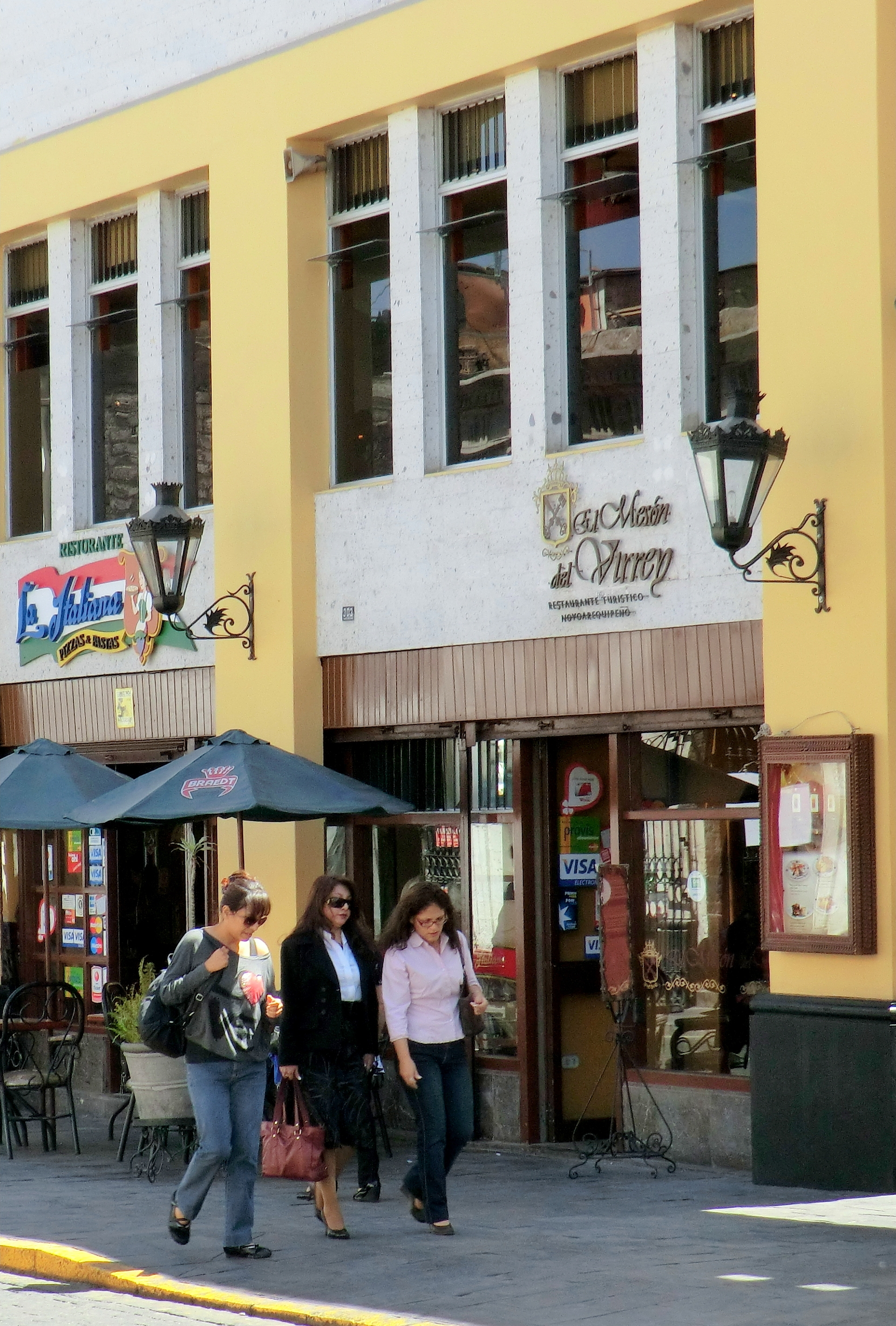
La calle San Francisco ha sido un punto de referencia en la vida nocturna arequipeña desde los años 50.

Arequipa, referida en ocasiones como la «ciudad con la mayor diversidad de platos en el Perú», cuenta con una tradición culinaria que abarca más de 500 platos típicos documentados. Obras como «La gran cocina mestiza de Arequipa» de Alonso Ruiz Rosas y las anotaciones de Hernán Cornejo brindan testimonio de esta riqueza culinaria, donde se documentan 40 entradas, 11 chupes, 11 caldos, 70 guisos, 51 postres y 11 bebidas.
La gastronomía arequipeña se caracteriza por la combinación de ingredientes andinos con técnicas culinarias europeas, adaptadas históricamente para satisfacer las preferencias de colonizadores y comerciantes europeos que residían en la región. Un elemento distintivo en Arequipa es la picantería. Reconocidas en 2014 como «Patrimonio Cultural de la Nación», las picanterías no solo sirven comida, sino que reflejan las tradiciones y cultura locales, adaptando su menú según la disponibilidad de ingredientes.
Algunos platos representativos de la región son el chupe de camarones, rocoto relleno, adobo arequipeño, entre otros. En el ámbito de los postres, se pueden mencionar el queso helado y los buñuelos, así como la tradicional bebida, chicha de guiñapo y el licor de anís regional.
En 2019, en reconocimiento a su tradición culinaria, Arequipa fue incluida en la «Red de Ciudades Creativas de la UNESCO» en la categoría de gastronomía.

## Deportes

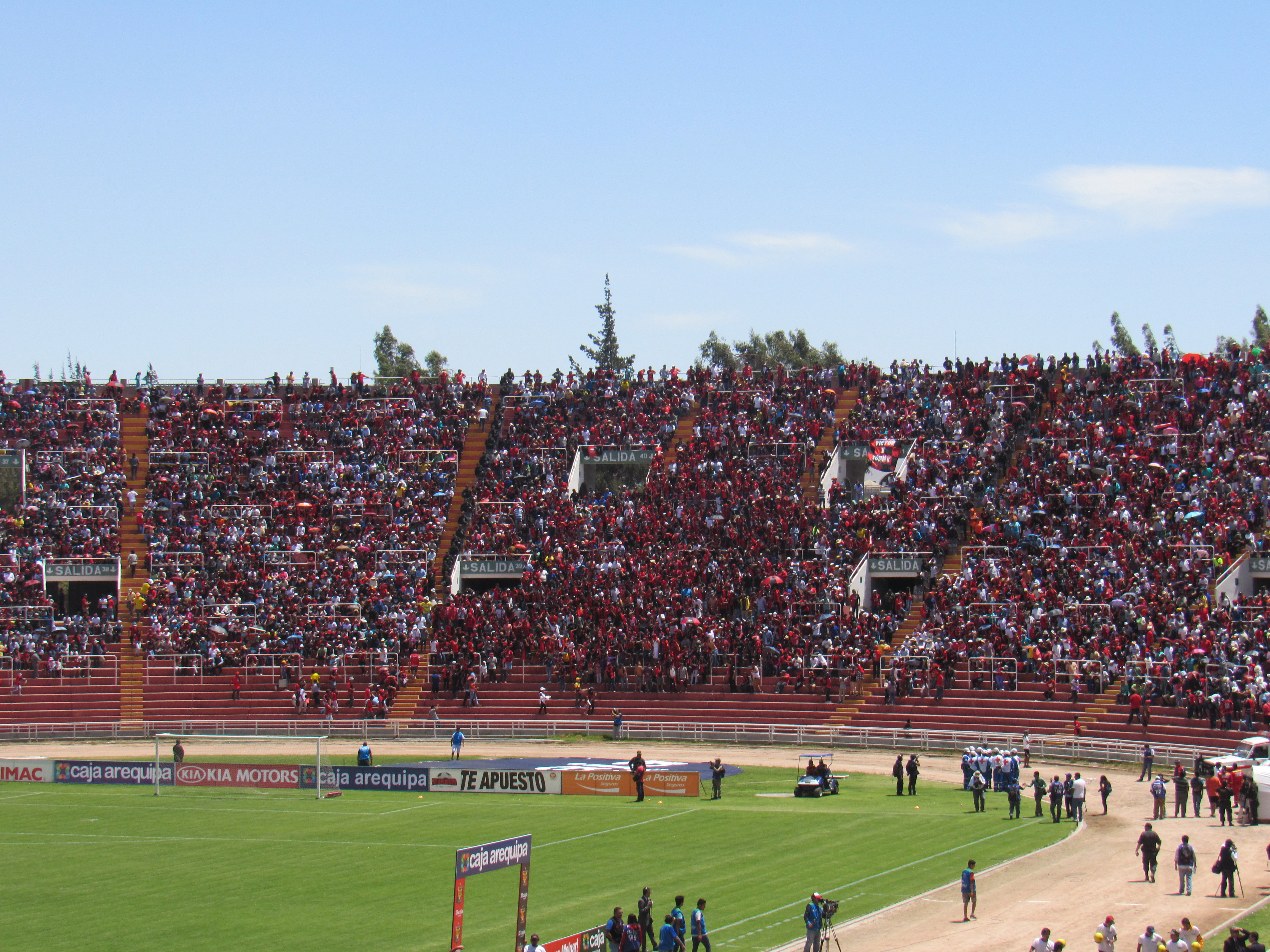
Estadio Monumental de la UNSA.

### Fútbol
El deporte más seguido en Arequipa es el fútbol, representado por el club FBC Melgar, que fue en 1981 el primer campeón peruano fuera del departamento de Lima desde que el campeonato peruano se convirtió en el Torneo Descentralizado.

### Escenarios deportivos
Entre los escenarios con los que cuenta la ciudad para la práctica de deportes se pueden mencionar los siguientes espacios:
- El Estadio Universidad Nacional San Agustín, también conocido como Estadio Monumental Virgen de Chapi. Es propiedad de la Universidad Nacional San Agustín y fue inaugurado el 30 de julio de 1995. Con una capacidad para 60 370 espectadores, es el segundo estadio más grande de Perú, solo superado por el Estadio Monumental de Lima.[283]
- El Estadio Mariano Melgar[284]
- El Estadio de Umacollo[285]

## Ciudades hermanadas
Las ciudades hermanadas con la ciudad de Arequipa son las siguientes:
| - Corrientes, Argentina (desde 1973) - La Paz, Bolivia (desde 1973) - Cochabamba, Bolivia (desde 1990) - Lins, Brasil (desde 2007) - Ponta Grossa, Brasil (desde 2005) - Arica, Chile (desde 1991) - Iquique, Chile (desde 2005) - Valparaíso, Chile (desde 1989) - Constanza, República Dominicana, (desde 2024). - Chengdu, China (desde 2018) - Guangzhou, China (desde 2004) - Zibo, China (desde 2007) - Gyeongju, Corea del Sur (desde 2015) | - Charlotte, Estados Unidos (desde 1962) - Condado de Maui, Estados Unidos (desde 1994) - Vancouver (Washington), Estados Unidos (desde 1961 hasta 1993) - Biella, Italia (desde 1985) - Florencia, Italia (desde 2007) - Colima, México (desde 2018) - Guanajuato, México (desde 2004) - Monterrey, México (desde 1996) - Morelia, México (desde 1991) - Puebla de Zaragoza, México (desde 2004) - El Tocuyo, Venezuela (desde 2007) |

### Libros
- Alviña, Leandro (1919). La música incaica: lo que es, y su evolución desde la época de los incas hasta nuestros días. Lit. Columbia, Seccion Editorial, 1919. p. 22. Consultado el 14 de enero de 2024.

- Ángeles Caballero, Cesar Augusto (1964).  Universidad de Michigan, ed. César Vallejo: su obra.

- Angulo Rincón, Lizandro (2010).  Universidad del Tolima, ed. Voseo, el otro castellano de América. p. 22. Consultado el 20 de agosto de 2022.

- Arellano, Fernando (1988). El Arte Hispanoamericano. Universidad Católica Andrés. ISBN 9789802440177. Consultado el 28 de julio de 2012.

- Banco Central de Reserva del Perú (2006). «3». Arequipa, perfil Económico (ilustrada edición). Banco Central de Reserva del Perú. pp. 292 páginas.

- Barriga, Víctor M. (1940). Arequipa y sus blasones. Editorial La Colmena, S.A.

- Basadre, Jorge (1963). El Perú republicano y los fundamentos de su emancipación. Soc. Acad. de Estudios Americanos. Consultado el 22 de enero de 2022.

- Basadre, Jorge (1981). Sultanismo, corrupción y dependencia en el Perú republicano. Milla Batres. Consultado el 12 de enero de 2022.

- Bernedo Málaga, Leonidas (1949).  Ministerio de Educación Pública, ed. La cultura Puquina o la Prehistoria de la provincia de Arequipa (ilustrada edición). Dirección de educación artística y extensión cultural. Consultado el 31 de diciembre de 2021.

- Bethell, Leslie (1991).  Cambridge University Press, ed. The Cambridge History of Latin America: Latin America since 1930 (en inglés) (ilustrada edición). p. 919. ISBN 9780521266529.

- Benavides Rodríguez, Alfredo (1990). La arquitectura en el virreinato del Perú y en la capitanía general de Chile (ilustrada edición). Andrés Bello. p. 282.

- Carricaburo, Norma (1997).  Arcos Libros S.L., ed. Las fórmulas de tratamiento en el español actual. ISBN 847635278-6. Archivado desde el original el 25 de septiembre de 2013.

- Centty Villafuerte, Eymor B. (2002). Informe Pymes de Arequipa 2002. Banco Central de Reserva del Perú. pp. 124 páginas. Archivado desde el original el 18 de enero de 2009.

- Chanfreau, Marie-Françoise (1995). La vivienda en los pueblos jóvenes de Arequipa y Trujillo: creación de una nueva tipología regional. M. IFEA: Instituto francés de estudios andinos. Archivado desde el original el 7 de noviembre de 2012.

- Comisión Andina de Juristas, Comisión Andina de Juristas (1991).  University of Texas, ed. Lecturas sobre temas constitucionales, Issue 7. p. 81. Consultado el 7 de agosto de 2021.

- Congreso de irrigación y colonización del norte (1929). Anales del primer Congreso de irrigación y colonización del norte, celebrado en Arequipa en diciembre de 1928. Lima: Imprenta del estado.

- Contreras, Carlos (2004).  Instituto de Estudios Peruanos, ed. El aprendizaje del capitalismo: Estudios de historia económica y social del Perú republicano. p. 332. ISBN 9789972510977.

- Dávalos y Lissón, Pedro (1863).  Librería e Imprenta Gil, ed. La primera centuria: causas geográficas, políticas y económicas que han detenido el progreso moral y material del Perú en el primer siglo de su vida independiente. Tomo II. Biblioteca Nacional del Perú. Consultado el 11 de agosto de 2012.

- El Peruano, Diario (1927). El Peruano: Diario oficial. Lima: La Opinión Nacional.

- Feldman, Anita (2006). Arequipeña y otras crónicas. Villegas Editores. ISBN 9588293022.

- Fergusson, James (1862). History of the Modern Styles of Architecture Being a Sequel to the Handbook of Architecture by James Fergusson. National Central Library of Florence.

- Ferreyros, Carlos (1959). Historia de la pampa de Amancaes. Tip. Peruana.

- Galdós Rodríguez, Guillermo (1997). Una ciudad para la historia, una historia para la ciudad: Arequipa en el siglo XX. Universidad Nacional de San Agustín. p. 391.

- Garayar, Carlos (2004). Atlas Regional: Arequipa. Ediciones Peisa. ISBN 9972-40-315-7.

- Carlos Garayar, Germán Coronado, Martha Muñoz de Coronado, Walter H. Wust (2003). Atlas departamental del Perú: Arequipa, Moquegua. Ediciones Peisa.

- Gómez Zanabria, Gonzalo J. (2024).  Ministerio de Cultura del Perú. Municipalidad Provincial de Arequipa., ed. Arequipa y el Bicentenario. El proceso de la independencia, conmemoración y espacio públicos.

- González Prada, Manuel (1908).  Ediciones de La Bolsa, ed. Horas de lucha.

- Gutiérrez, Ramón (1994). Evolución histórica urbana de Arequipa Metropolitana 1540-1990 (ilustrada edición). p. 249. ISBN 9788489034013.

- Hernández Astete, Francisco (1996). El arte de la arquitectura virreinal arequipeña. Universidad Nacional San Agustín.

- Linares Málaga, Eloy (1990). Pre historia de Arequipa. Consultado el 11 de agosto de 2012.

- Love, Thomas (1995). Cash Cows and Fighting Bulls:Redefining Identity, Maintaining Control in Southwestern Perú (en inglés). Departament of Sociology/Anthropology of Linfield College - McMinnville, Oregon.

- Lumbreras; Macera; Millones Santa Gadea; de Trazegnies Granda, Luis Guillermo; Pablo; Luis; Fernando (2002). El patrimonio cultural del Perú, Volúmen 2. Editorial Universo.

- Mc Evoy, Carmen (1997). La utopía republicana: ideales y realidad en la formación de la Cultura Política Peruana, 1871-1919. Fondo Editorial PUCP. p. 467. ISBN 9972420620.

- Martin Hummel, Bettina Kluge y María Eugenia Vásquez Laslop (2010). Formas y fórmulas de tratamiento en el mundo hispánico. p. 30. ISBN 978-607-462-064-1.

- Miró Quesada, Aurelio (1998). Historia y leyenda de Mariano Melgar (1790-1815). Universidad Nacional Mayor de San Marcos. p. 218. ISBN 9789972460616.

- Monguió, Luis (1967). «Don José Joaquín de la Mora y el Perú de mil ochocientos». Don José Joaquín de Mora. University of California Press. p. 268. Consultado el 4 de agosto de 2012.

- Morote Best, Efraín (1960). Breña: historia y tradición. Librería Internacional Del Perú.

- Mostajo, Francisco (1922). «La cédula que concedió a Arequipa el título de Ciudad». Boletín Bibliográfico. Universidad Nacional Mayor de San Marcos. p. 25. Consultado el 7 de agosto de 2021.

- Neira, Máximo (1990).  Cuzzi Impresiones, ed. Historia general de Arequipa. Fundación M.J. Bustamante de la Fuente. p. 824. Archivado desde el original el 30 de julio de 2020. Consultado el 11 de agosto de 2012.

- Oviedo y Baños, José de (1723).  Imprenta de Juan Félix Delisle, ed. Historia de la conquista y población de la provincia de Venezuela.

- Pardo Gámez de Belaunde, Adela (20 de febrero de 2002). Arequipa: su pasado, presente y futuro. Consultado el 17 de septiembre de 2009.

- Palma, Ricardo (1893). Tradiciones peruanas III. Barcelona, Montaner y Simón. pp. 1-252. Consultado el 11 de agosto de 2012.

- Patronato Popular y Porvenir Pro Música Clásica (1985). La Música en el Perú. Lima, Perú: Patronato Popular y Pro Música Clásica. p. 121.

- Paz Soldán, Manuel de (1877).  Imprenta del Estado, ed. Diccionario geográfico estadístico del Perú.

- Ponce, Fernando (1960). La ciudad en el Perú. Arequipa: Retablo de papel. p. 53.

- Prescott, William H. (1947). Historia de la conquista del Perú (ilustrada edición). Editorial Iberia.

- de la Riva Agüero, José (1858).  Librería de Garnier Hermanos, ed. Memorias y documentos para la historia de la independencia del Perú. Librería de la Universidad de Míchigan. p. 304. Consultado el 3 de agosto de 2012.

- Ruiz de Somocurcio, Jorge (1957). El folklore de la costa norte del Perú. Editora Peruana.

- San Cristóbal, Antonio (1997). Arquitectura planiforme y textilográfica virreinal de Arequipa. Univ. Nac. de San Agustin, Fac. de Arquitectura y Urbanismo,. ISSN 0259-9600.

- Sánchez Lihón, Daniel (1989). El arte peruano. Universidad Nacional Mayor de San Marcos. ISBN 9789972460418.

- Seoane, Manuel (1965).  University of Texas, ed. La revolución que el Perú necesita. p. 40. Consultado el 7 de agosto de 2021.

- Tauro del Pino, Alberto (2001). Enciclopedia Ilustrada del Perú. PEISA.

- Universidad de San Martín de Porres. Escuela Profesional de Turismo y Hotelería. Instituto de Investigación (2005). El impacto económico de la cultura en Perú. Consultado el 10 de julio de 2012.

- Vargas Ugarte, Rubén (1981). Historia General del Perú. Carlos Milla Batres.

- Villanueva Sotomayor, Julio Ernesto (1993). El folklore en el Perú, Volúmen 1. Universidad Nacional Mayor de San Marcos.

- Zarauz Navarro, José Luis (1998). Quién es quién en la historia del Perú. Bruño.

- Zevallos Quiñones, Juan (1982). Historia de Arequipa. Editorial Juan Mejía Baca.

### Publicaciones
- América Economía (2012). «Las mejores ciudades para hacer negocios». Especiales (América Economía). Archivado desde el original el 15 de diciembre de 2013. Consultado el 18 de octubre de 2023.

- Cáceres-Péfaur, Beatriz (2006). «La visita de Simón Bolívar a la ciudad de Arequipa (Perú). Visión de la historiografía local contemporánea.». Presente y Pasado, Revista de Historia (11): 124-140. ISSN 1316-1369. Archivado desde el original el 24 de septiembre de 2015. Consultado el 11 de agosto de 2012.

- Banco Central de Reserva del Perú (2002). Arequipa: principales atractivos turísticos. Consultado el 31 de octubre de 2023.

- Coaguila Valdivia, Jaime Francisco (2010). «Recetario para una construcción relacional de la identidad arequipeña». Jueces, abogados y «escribanos». Archivado desde el original el 1 de febrero de 2014. Consultado el 11 de agosto de 2012.

- Consejo Nacional del Ambiente (2005). «Gesta Zonal de Aire, Arequipa». Plan a limpiar el aire (Consejo Nacional del Ambiente). Archivado desde el original el 1 de febrero de 2014. Consultado el 11 de agosto de 2012.

- Cornejo Velásquez, Hernán (2006). «El simbolismo de la comida arequipeña». Investigaciones Sociales (Lima: Universidad Nacional Mayor de San Marcos) 17: 41-65. Consultado el 11 de agosto de 2012.

- Cotler, Julio (2009). «Poder y cambio en las regiones».  En Programa de las Naciones Unidas para el desarrollo, ed. Serie Desarrollo Humano (Instituto de Estudios Peruanos) (15). Consultado el 11 de agosto de 2012.

- Dirección de Estadística (1878).  Ministerio de Gobierno, ed. Resumen General de Censo General de habitantes del Perú de 1876. Imprenta del Estado.

- Espinosa Morales, K. J.; Hernández Aguilar, A.; Mantilla Pinilla (2016). «La participación de la minería y sus beneficios económicos en Colombia y Perú». In Vestigium Ire 10: 208-228.

- García de los Reyes Arquitectos y Asociados (2012b). Plan de Desarrollo Metropolitano de Arequipa. Memoria Síntesis. Municipalidad Provincial de Arequipa. Archivado desde el original el 10 de enero de 2022. Consultado el 11 de agosto de 2012.

- Gerencia Regional de Salud de Arequipa (2007). «Análisis de situación de salud». Análisis de situación de salud (Gobierno Regional de Arequipa). Consultado el 12 de febrero de 2022.

- Guajardo Castro, Alejandro (2009). «Aspectos morfosintácticos del habla loncca en la campiña arequipeña». Maestría de Lingüística de la Universidad Nacional Mayor de San Marcos.

- Guillemette, Martín (2010). «La revolución mexicana y sus impactos en América Latina: una propuesta de análisis a nivel local. El caso de Arequipa, Perú». México y sus revoluciones (XIII Reunión de historiadores de México, Estados Unidos y Canadá) (Institut des Hautes Etudes de l'Amérique Latine). Consultado el 4 de enero de 2022.

- Grup, Franz (2010). Gaceta cultural del Perú. Instituto Nacional de Cultura. Archivado desde el original el 4 de febrero de 2014.

- Instituto Municipal de Planeamiento (IMPLA) (2016a).  Instituto Municipal de Planeamiento, ed. Ordenanza Municipal 961 (0). Instituto Municipal de Planeamiento. Consultado el 21 de junio de 2025.

- Instituto Municipal de Planeamiento (IMPLA) (2016b).  Instituto Municipal de Planeamiento, ed. Reglamento PDM (1). Instituto Municipal de Planeamiento. Consultado el 21 de junio de 2025.

- Instituto Municipal de Planeamiento (IMPLA) (2016c).  Instituto Municipal de Planeamiento, ed. Memoria PDM (2). Instituto Municipal de Planeamiento. Consultado el 21 de junio de 2025.

- Instituto Municipal de Planeamiento (IMPLA) (2016d).  Instituto Municipal de Planeamiento, ed. Sistema Vial (3). Instituto Municipal de Planeamiento. Archivado desde el original el 7 de noviembre de 2024. Consultado el 22 de enero de 2022.

- Instituto Nacional de Estadística (1944). «Relación de los censos parciales levantados en el Perú después del censo general de 1876».  En Instituto Nacional de Estadísticas, ed. Censo de población y ocupación de 1940.

- Instituto Nacional de Estadística e Informática (2015). Perú: Estimaciones y Proyecciones de Población Total por Sexo de las Principales Ciudades, 2000-2015. Instituto Nacional de Estadística e Informática. Consultado el 10 de diciembre de 2023.

- Instituto Nacional de Estadística e Informática (2023). «Hábitat humano».  En Instituto Nacional de Estadística e Informática, ed. Perú: Anuario de Estadísticas Ambientales 2022. Consultado el 18 de octubre de 2023.

- Instituto Nacional de Estadística e Informática (2017).  Instituto Nacional de Estadística e Informática, ed. Perú: Perfil Sociodemográfico. Informe Nacional. Censos Nacionales 2017: XII de Población, VII de Vivienda y III de Comunidades Indígenas. Consultado el agosto de 2018.

- Instituto Nacional de Estadística e Informática (2021).  Instituto Nacional de Estadística e Informática, ed. Estadísticas del Bicentenario (1). Consultado el 4 de agosto de 2021.

- Instituto Nacional de Estadística e Informática (2021a).  Instituto Nacional de Estadística e Informática, ed. Directorio Nacional de Municipalidades Provinciales, Distritales y Centro Poblados 2021 (1). Consultado el 23 de enero de 2022.

- Instituto Nacional de Estadística e Informática (2022). «Perú: 50 años de cambios, desafíos y oportunidades poblacionales».  En Instituto Nacional de Estadística e Informática, ed. Perú: 50 años de cambios, desafíos y oportunidades poblacionales (Instituto Nacional de Estadística e Informática) (1). Consultado el 23 de enero de 2022.

- Instituto Nacional de Estadística e Informática (2025). «Estado de la Población Peruana 2025. Una mirada hacia la población adulta mayor».  En Instituto Nacional de Estadística e Informática, ed. Estado de la Población Peruana 2025 (Instituto Nacional de Estadística e Informática) (1). Consultado el 5 de agosto de 2025.

- López de Romaña, Flavia (2006). Casos de Gestión Cultural en el Perú. Instituto Nacional de Cultura.

- Menéndez y Pelayo, Marcelino (1894). Historia de la poesía hispanoamericana. T. 2.

- Mincetur (Ministry of Foreign Trade and Tourism) (2017).  Ministerio de Comercio Exterior y Turismo, ed. Arequipa, Export Investment Guide (1). Ministerio de Comercio Exterior y Turismo. Archivado desde el original el 7 de noviembre de 2012. Consultado el 4 de agosto de 2021.

- Ministerio de Transportes y Comunicaciones (2023). «Anuario Estadístico 2023».  En Ministerio de Transportes y Comunicaciones, ed. 18 de mayo de 2023 (Oficina de Estadística del Ministerio de Transportes y Comunicaciones) (1). Consultado el 16 de octubre de 2023.

- Municipalidad Provincial de Arequipa (2013).  Municipalidad Provincial de Arequipa, ed. Reglamento de Organización y Funciones (1). MPA. Archivado desde el original el 11 de agosto de 2024. Consultado el 21 de enero de 2022.

- Municipalidad Provincial de Arequipa (2018). Bases del Proceso de Concesión del Servicio Público de Transporte Regular de Personas de la Provincia de Arequipa, en el marco del Sistema Integrado de Transporte (SIT) (PDF). Archivado desde el original el 11 de agosto de 2024. Consultado el 21 de junio de 2024.

- Municipalidad Provincial de Arequipa; Superintendencia del Centro Histórico y Zona Monumental (30 de noviembre). Historical Center of the City of Arequipa, Compendio Normativo. Consultado el 4 de agosto de 2009.

- Municipalidad Provincial de Arequipa (2002). «Diagnóstico del Centro Histórico de Arequipa». Plan Maestro del Centro Histórico de Arequipa. p. 73.

- promPerú (2003). «Peru». Travel Planner 2003. Archivado desde el original el 20 de febrero de 2006. Consultado el 14 de enero de 2022.

- Oficina de Planificación y Gestión Urbano Ambiental (2002). «Zonificación Industrial». Aspecto Normativos del Plan Director. Oficina de Planificación y Gestión Urbano Ambiental - Municipalidad Provincial de Arequipa. pp. 29 páginas. p.11. Archivado desde el original el 6 de marzo de 2007.

- promPerú (2008). «Destinos». PromPerú. Arequipa. Consultado el 14 de enero de 2022.

- Robles, Elmer (2006). «Origen de las universidades más antiguas de Perú». Revista Historia de la Educación latinoamericana 8 (1): 35-48. Archivado desde el original el 7 de noviembre de 2012. Consultado el 11 de agosto de 2012.

- Tavera, Hernando (2011). «Cuantificación del Tamaño del Terremoto de Arequipa del 23 de junio de 2001». Archivado desde el original el 20 de enero de 2010. Consultado el 18 de agosto de 2012.

- Tribunal Constitucional (2011). Ley Orgánica del Tribunal Constitucional. Consultado el 21 de enero de 2022.

- Rivarola, José Luis (1986). «El español del Perú: Balance y perspectiva de la investigación». Lexis X (1): 25-52. Consultado el 22 de octubre de 2023.

- Vargas Gutiérrez, José Luis (2002). «Arequipa, en búsqueda del León perdido». Paradigma (2). Consultado el 14 de enero de 2024.

- Maldonado Zedano, Soledad (2014). «Arequipeñismos y localismos en las tradiciones de Ricardo Palma». Revistas Ricardo Palma 8 (1): 295-302. Consultado el 22 de octubre de 2023.

- Gamio Pino, Mauricio Miguel (2020). «Manifestaciones literarias y construcción de identidades: el caso de Arequipa». La Vida y la Historia 7 (2): 70-78. Consultado el 22 de octubre de 2023.